# Fórmula 1
Fórmula 1 (também F1; em inglês: Formula One) é a categoria mais avançada do esporte a motor e é regulamentada pela Federação Internacional de Automobilismo. O "Campeonato Mundial de Pilotos", que se tornou o Campeonato Mundial de Fórmula 1 da FIA em 1981, tem sido uma das principais categorias de corrida em todo o mundo desde sua temporada inaugural em 1950. A palavra "fórmula" no nome se refere ao conjunto de regras às quais todos os carros dos participantes devem estar em conformidade. Uma temporada de Fórmula 1 consiste em uma série de corridas, conhecidas como Grandes Prêmios, que acontecem em todo o mundo em circuitos construídos para esse fim e em vias públicas fechadas.
Ao contrário do que muitos acreditam, o registro oficial da categoria consta como Fórmula Um (Campeonato Mundial de Fórmula Um), com o numeral escrito por extenso, mas também se aceita o uso do 1 e do I (em romano).
Em setembro de 2016, a categoria foi adquirida pelo grupo norte-americano Liberty Media Corporation em um acordo avaliado em US$ 8 bilhões, entre investimentos e assunção de dívidas, realizado em duas etapas: a compra da holding Delta Topco e a aquisição de ações da CVC Capital Partners.

## História
A história da Fórmula 1 tem início com as competições de Grandes Prêmios disputadas na Europa, no início do século XX, apenas com uma pausa de 1939 até 9 de setembro de 1945, no Circuito de Silverstone, prosseguindo até a atualidade, sem interrupções e com 72 pistas usadas.

### Anos 1950: O início

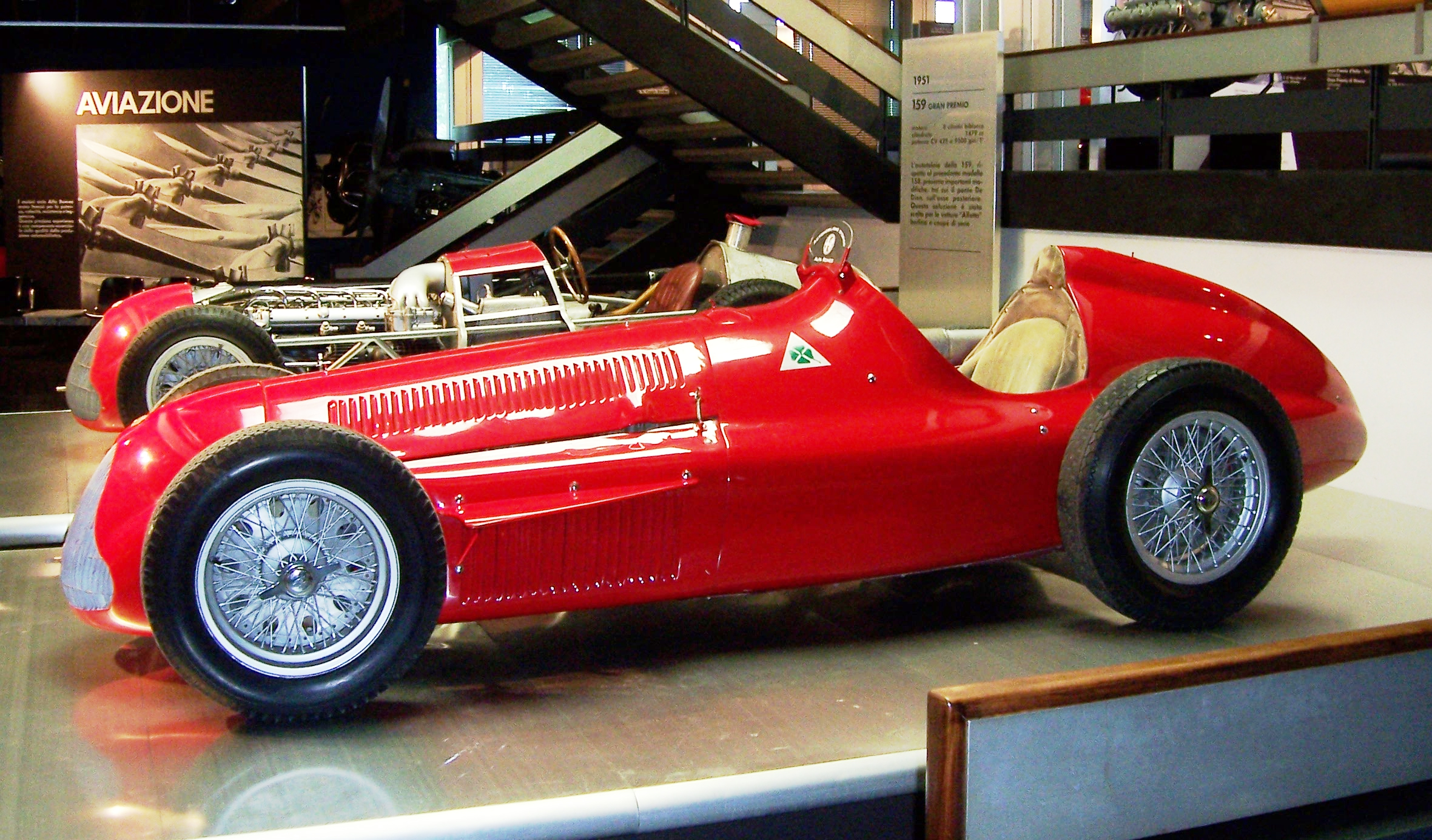
Um carro da Alfa Romeo, usado na temporada de 1950.

Seguindo os dirigentes do automobilismo, a FIA (Federação Internacional de Automobilismo) anunciou a prova inaugural do campeonato mundial de F-1, em um sábado, 13 de maio de 1950 no Circuito de Silverstone, no Reino Unido, para não coincidir com um culto religioso local.
O campeonato anunciado compreendia 6 GP's a serem disputados na Europa: Reino Unido, Mônaco, Suíça, Bélgica, França e Itália, e seria ainda adicionado o resultado das 500 Milhas de Indianápolis, tornando, dessa maneira, um campeonato "mundial" (apesar do fato de que os carros, equipes e pilotos que competiam nos EUA serem completamente diferentes dos da Europa).
Devido às dificuldades do pós-guerra, os carros eram todos do pré-guerra. Permitiu-se a participação de carros com motores superpressurizados até 1,5 litro ou com motores aspirados de 4,5 litros. A confirmação da presença da Alfa Romeo foi determinante para o momento. Sua participação com as Alfettas, dominantes na época, trouxe prestígio para o campeonato. Confirmaram presença a Ferrari (mas os carros não ficaram prontos para a prova inaugural), Maserati, algumas "Voiturettes" ERA e carros esportivos modificados, como os Talbots.
Seriam descartados os 3 piores resultados das 7 corridas disputadas. A pontuação era assim dividida: 8 pontos para o primeiro colocado; 6 para o segundo; 4 para o terceiro; 3 para o quarto; 2 para o quinto colocado e um ponto para o piloto que marcasse a volta mais rápida da prova.
A prova inaugural em Silverstone contou com um público de 100 000 pessoas estimadas, além da presença do Rei George VI, a das princesas Elizabeth (futura rainha) e Margareth. Esta também foi a única prova em que a Família Real Britânica esteve presente.
Após o domínio nos dois primeiros anos das Alfettas e das antigas voiturettes, a Ferrari apresenta um carro vencedor com motor de 4,5 litros e domina completamente os anos de 1952 e 1953, dando a Alberto Ascari o título de bicampeão. Neste momento, a Alfa, que competia ainda com as Alfettas (projeto do pré-guerra) não tinha recursos financeiros para investir no desenvolvimento de um novo projeto e decide abandonar a categoria.
Em 1954, a Mercedes-Benz retorna ao esporte com um carro perfeito que deu a Juan Manuel Fangio mais 2 títulos, tornando-se tricampeão mundial. Os carros são menores, com motores de 2,5 litros. Ao final de 1955, a Mercedes abandona as competições em razão da tragédia de Le Mans ocorrida naquele ano, quando mais de 80 espectadores morreram quando a Mercedes de Pierre Levegh projetou-se sobre a multidão. Neste momento, a Ferrari contrata Fangio, que conquista o quarto título na F-1. Em 1957, ele conquista seu quinto (e último) título pela Maserati.
Em 1955, a Vanwall, primeira equipe inglesa de F-1, apresenta um carro originalmente concebido para a Fórmula 2 de 2,0 litros, porém equipado com freios a disco e injeção de combustível. Em 1956, a Vanwall apresenta o motor de 2,5 litros e um novo chassi concebido por Colin Chapman, que nesta época desenvolvia carros esporte para a Lotus. Após algumas modificações introduzidas na suspensão por Chapman e a contratação de um especialista em carrocerias, Frank Costin, o carro da Vanwall tornou-se extremamente competitivo. Para brigar pelo campeonato foram contratados 2 excelentes pilotos: Stirling Moss e Tony Brooks. Assim, a Vanwall se tornou a primeira equipe campeã de construtores em 1958.
Em 1958, a Cooper apresenta um pequeno carro (baseado nos modelos da Fórmula 3 de 500 cc) com motor de fabricação própria, montado na parte traseira, com um acentuado índice de avanço técnico comparado aos carros da época. Este carro marcou os modelos da década que se iniciava já sendo campeão de construtores e de pilotos, com o australiano Jack Brabham, em 1959 e 1960 (Brabham futuramente criaria sua própria equipe de F1 e venceria um campeonato mundial com ela. Este feito inspirou também o neozelandês Bruce McLaren, que corria na F1 e que acabou criando a bem-sucedida equipe McLaren, onde correram grandes campeões, como Niki Lauda, Alain Prost e Ayrton Senna).

#### As cores dos carros
As cores tradicionais dos carros no início da Fórmula 1 eram: o verde para as equipes inglesas, o vermelho para as italianas, o azul para as francesas e o branco para as alemãs, que mais tarde adotariam a cor prata e o branco seria dos americanos, que eram vermelhos, porém os italianos adotariam essa cor e o amarelo para as equipes belgas. A cor prata passou a ser a cor tradicional dos carros de corrida alemães. Neste caso, a história remonta a 1899, quando o empresário americano James Gordon Bennett Jr. anunciou uma corrida na França no ano seguinte envolvendo carros com pilotos de diversos países. Para diferenciar os países, cada carro seria pintado de uma cor diferente. O branco foi mantido pelos alemães até a década de 1930, quando as empresas locais pararam de adotar a tinta para deixar os carros um pouco mais leves. Os carros em metal cru ganharam o apelido de Flechas Prateadas. Nascia ali a tradição de carros alemães prateados, hoje, determinados por um padrão internacional, e que só está sujeito a mudanças diante da interferência de patrocinadores. O vermelho, inicialmente adotado pelos americanos na Copa Gordon Bennett, passou para os italianos após uma corrida entre Pequim e Paris, datada de 1907, vencida por uma equipe italiana. Na ocasião, a dupla formada pelo príncipe Scipione Borghese e pelo co-piloto Ettore Guizzardi cruzou a linha de chegada em primeiro lugar com um carro Italiano pintado em vermelho. Como as cores da Copa Gordon Bennett não era obrigatórias (e até hoje, trata-se de uma convenção histórica), os italianos passaram a adotar o vermelho, que logo virou tradição. Embora seja comum ouvir a expressão “vermelho Ferrari”, a cor é adotada também por outras equipes italianas. Além das já citadas Maserati, Lancia e Alfa Romeo, times menores do país já chegaram à F1 vestindo o Rosso Corsa, como Scuderia Italia (conhecida como Dallara entre 1988 e 1993) e Life.
Nessa época, a F-1 era essencialmente um esporte e o mercantilismo ainda não tinha tomado conta. As equipes eram mantidas com ajuda das empresas de petróleo e fabricantes de pneus. Essa obrigação durou até 1968.

#### A primeira mulher
No ano de 1958, pela primeira vez a Fórmula 1 teve uma mulher piloto alinhando no grid. Foi a italiana Maria Teresa de Filippis. Ela tentou se classificar para 5 grandes prêmios, quatro deles pela equipe Maserati e um pela Porsche. Classificou-se para três deles. Sua melhor atuação foi em sua segunda corrida, na Bélgica em 1958, quando largou na 15ª colocação e terminou na 10ª colocação.

### Anos 1960

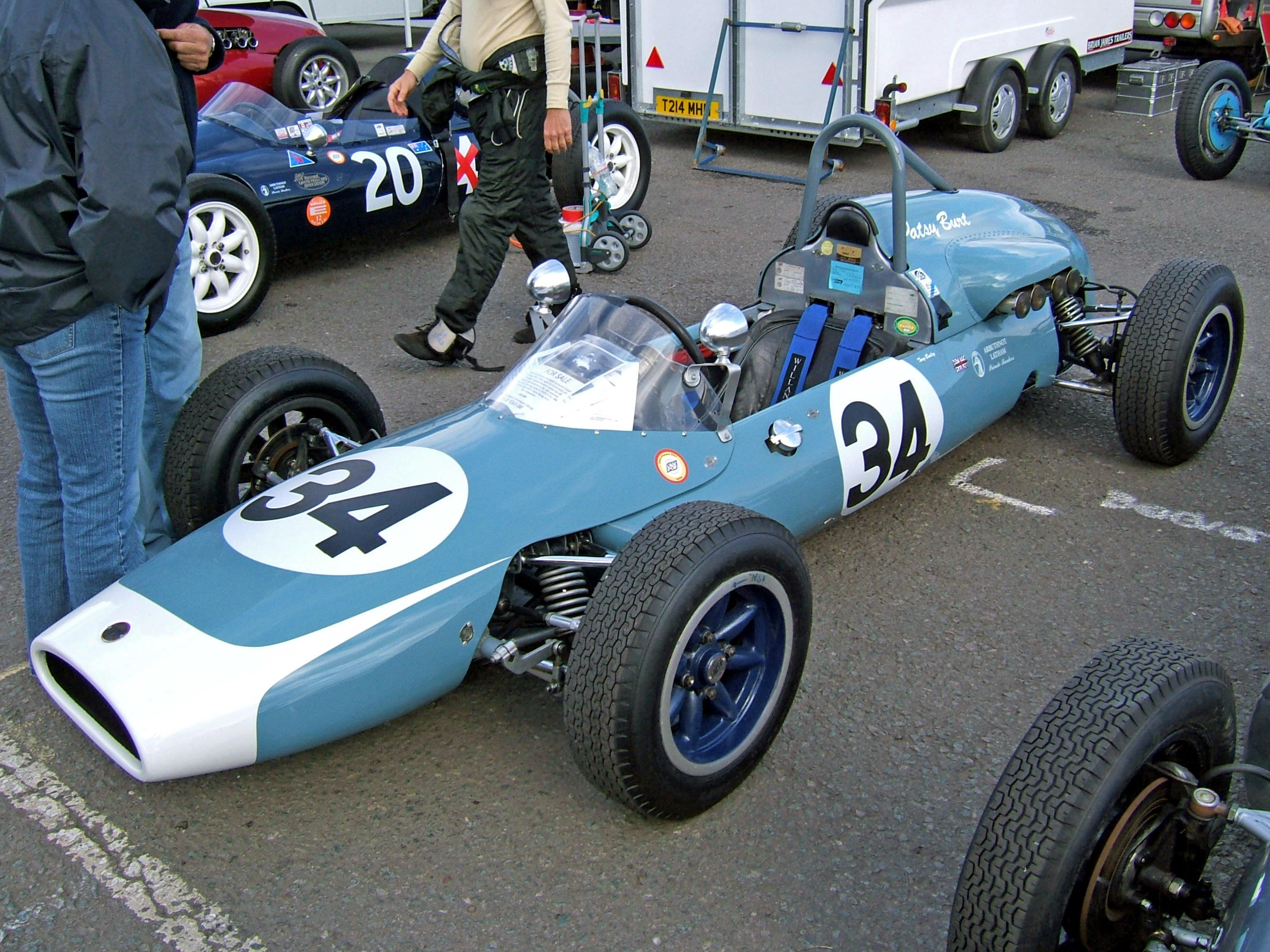
Um Cooper de 1960, usado por Jack Brabham em seu bicampeonato

Devemos, antes de tudo, ter cuidado ao analisar este período sem o romantismo que temos costume de enxergar estes anos, pois senão corre-se o risco de não dar o valor merecido a este importante momento da categoria. Nos anos 1960 ocorreram as mais profundas mudanças na Fórmula 1. Foi o grande momento para os entusiastas (também chamados na época de garagistas, com um tom de menosprezo pelas grandes fábricas). Consolidou-se o motor traseiro, a tecnologia de 4 válvulas por cilindro, Chapman iniciou uma nova era com o monocoque e a maior das descobertas: a aerodinâmica. Diferentes asas e spoilers apareceram a partir de 1967, mas, após 1968 é que aconteceu uma revolução neste campo.
A década começou com motores gerando 160 hp e terminou com carros equipados com o motor Cosworth DFV chegando a desenvolver 450 hp, o que determinou um avanço no desenvolvimento dos pneus que se tornavam cada vez mais largos, mas ainda providos de sulcos. Mas os pilotos já percebiam que com o desgaste nem sempre se perdia em aderência, e já no início de 1970 os primeiros pneus slick apareceram.
No campo da propaganda, esta época foi decisiva para o futuro das competições na Fórmula 1 como conhecemos hoje. A Lotus se juntou a uma empresa de tabaco em 1968, e criou a equipe Gold Leaf Lotus, com carros pintados de vermelho, branco e dourado, o que fez desaparecer o tradicional verde britânico. As competições se transformaram num meio comercial.
Mas os anos 1960 também trouxeram muitas mortes nas pistas. Jackie Stewart passou a exigir mais segurança na Fórmula 1. Tudo começou num gravíssimo acidente que ele sofreu em 1966 na pista belga de Spa-Francorchamps. Uma tempestade atingiu o circuito, e deixou seco somente o grid de largada. Na rápida Masta Straight, a BRM de Stewart girou e caiu em uma vala, e ele ficou preso no carro com o macacão encharcado de gasolina, enquanto Graham Hill e Bob Bondurant tentavam desparafusar o volante para poderem retirar Stewart de dentro do monocoque avariado. A partir daí, disse que não correria na equipe se não tivesse segurança no carro. Foi ele que idealizou o capacete que cobre toda a cabeça do piloto e do macacão antichamas. A partir daí, ele chegou a ser ridicularizado por aqueles que achavam que as competições deviam ser um esporte de riscos. Ficou, inclusive, conhecido como homem vacilante, mas se tornou campeão do mundo por 3 vezes.
1960 registrou a última vitória de um carro com o motor de 2,5 litros montado à frente do piloto na Fórmula 1, uma Ferrari pilotada por Phil Hill, na pista inclinada de Monza. A Cooper se tornou campeã de construtores e seu piloto, Jack Brabham, o campeão dos pilotos, assim como acontecera em 1959.
A partir de 1961, os dirigentes da Fórmula 1 optaram pelos motores de 1,5 litro, o que trouxe de volta o domínio dos carros vermelhos da Ferrari de nariz de tubarão. Phil Hill se tornou campeão de 1961 com cinco pontos de vantagem sobre Wolfgang von Trips, também da Ferrari, e se sagrou campeã entre os construtores. Entretanto, a conquista ferrarista foi ofuscada pela trágica morte de Von Trips depois de um choque acidental com o carro de Jim Clark, em plena pista de Monza. Von Trips liderava o campeonato, mas após sua morte o título foi para Phill Hill.
Em 1962, os ingleses reagiram e as equipes BRM (campeã de construtores e pilotos, com Graham Hill em 1962) e Lotus (campeã em 1963) passaram a dominar o circuito. Em 1964, a Ferrari retoma o título de construtores e pilotos com John Surtees (que já tinha 7 títulos de Motovelocidade nas 350 cc e 500 cc quando foi para a Fórmula 1). A Lotus venceu o campeonato de 1965, novamente com Jim Clark, tendo conquistado o título individual, como já havia ocorrido em 1963.
Em 1966, a Fórmula 1 passou a contar com motores de 3,0 litros, mas os motores de até 1,5 litro superpressurizados também eram permitidos (mas foi ignorado na época). Jack Brabham conquistou seu terceiro e último título de campeão de Fórmula 1, mas registrou um feito até os dias de hoje único: foi campeão de construtores e pilotos tendo fabricado o próprio carro. Em 1967, a Brabham vence o campeonato, mas desta vez o piloto neozelandês Denny Hulme supera "Old Jack" por 3 pontos e conquista o título.
Graham Hill venceu o campeonato de 1968, e a Lotus foi a campeã dos construtores, mas o ano ficou marcado pela morte de Jim Clark, no dia 7 de Abril, em uma prova de F-2 em Hockenheim. Após sua morte, Jackie Stewart iniciou a cruzada pela segurança no esporte.
1969 marcou a entrada na Fórmula 1 do potente motor Ford-Cosworth DFV, que exerceu domínio na F1 tendo sido usado até 1981 e tendo conquistado 10 títulos. Correndo pela equipe francesa Matra, Stewart conquista seu primeiro título, dando à Matra sua única conquista entre os construtores.

### Anos 1970

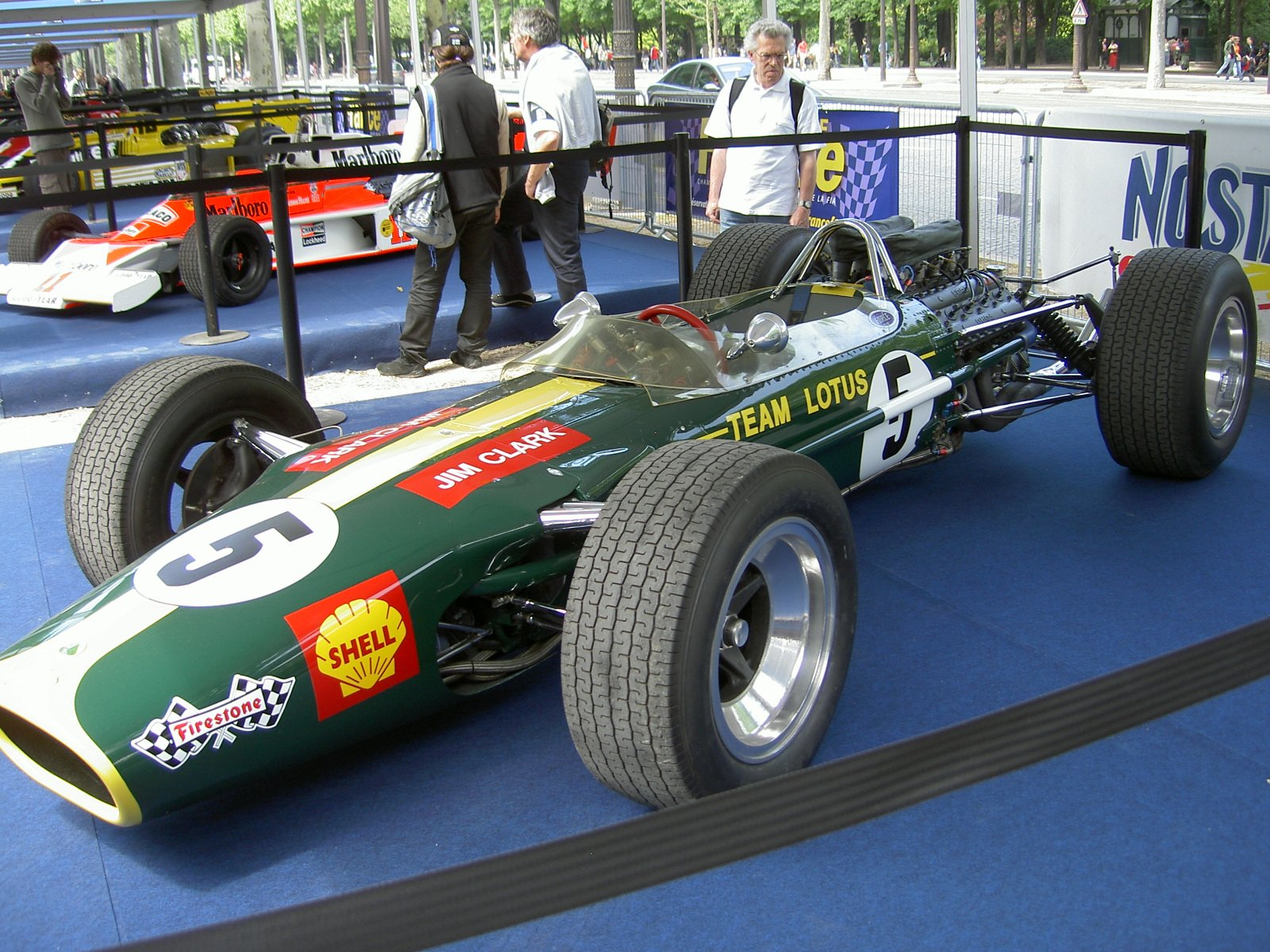
Lotus usada na década de 1960

Não podemos analisar a década de 1970 na F1 sem falar de Bernie Ecclestone, Colin Chapman, o motor V8 Ford-Cosworth DFV e a equipe Renault.
No ano de 1971, Ecclestone comprou a equipe Brabham pela quantia de £ 100 mil. Em 1972 assumiu a direção de uma organização criada pelas equipes inglesas, a FOCA (Formula One Constructor´s Association), com o objetivo de negociar suas participações junto aos organizadores das competições. Os proprietários dos circuitos tinham até o final dos anos 1960 toda vantagem comercial nas negociações, chegando a controlar a receita das equipes e deter poder político dentro da CSI (Commision Sportif Internationale) — subcomissão esportiva da FIA. Ecclestone unificou a Fórmula 1 e criou condições para a realização das competições que os proprietários de circuitos tiveram que aceitar, anulando o poder que estes detinham até então. Em 1979, Ecclestone foi o escolhido pela FIA para negociar e administrar os direitos de transmissão de TV.
No final da década de 1960, os fabricantes de carros concentravam seus investimentos em carros esportivos, mas com a introdução do motor Ford-Cosworth DFV em 1967, as equipes podiam concentrar atenção e verba no desenvolvimento de chassis; O DFV estava disponível a qualquer equipe pelo custo de £ 7 500 por unidade. Em 1974 as únicas equipes que não o utilizavam eram a Ferrari e a BRM. O crescente aumento de audiência na TV criou um atrativo para patrocinadores, inicialmente os que não faziam parte da indústria automobilística, como o segmento tabagista. Não tardou para os fabricantes de carros voltarem a participar da F1.
Em 1977, a Renault retornou às corridas de Grande Prêmio (após ter se retirado em 1906), com o projeto de fazer do motor turbo um vencedor na Fórmula 1, que já era desenvolvido em corridas de carros esporte e endurance, como Le Mans. O V6 Turbo francês, que produzia mais de 1 000 HP, preocupava as equipes que utilizavam (sem outra alternativa) o Cosworth DFV e quando em 1978, Colin Chapman descobriu o efeito-solo (compensar a falta de potência prendendo o carro ao solo), deu uma sobrevida de mais 6 anos ao DFV. A Renault obteve seu primeiro triunfo em julho de 1979, com a vitória de Jean-Pierre Jabouille no GP da França, marcado pelo antológico duelo entre René Arnoux e Gilles Villeneuve.
Os anos 1970 também revolucionaram a fabricação dos pneus. Em 1971, foram adotados os pneus slick (sem sulcos), que alguns pilotos ainda achavam que seriam escorregadios, e quando do retorno da Renault em 1977, a Michelin foi sua parceira no fornecimento de pneus, utilizando, pela primeira vez na Fórmula 1, os pneus Radiais. O sucesso foi imediato. Já em 1978, a Ferrari trocou a Goodyear (com tradicionais pneus de lonas diagonais) pelos radiais da Michelin.
No que tange à competição na pista, a década começou com um acontecimento curioso, ligado a um fato triste: o campeão da temporada de 1970 foi o austríaco Jochen Rindt, que é até hoje o único campeão póstumo da categoria. Apesar de ter iniciado sua carreira na Fórmula 1 em 1964, somente em 1969 teve um carro a altura de seu talento, quando veio a primeira vitória. Na temporada de 1970, foram 5 vitórias quando em uma sessão de treinos em Monza, entrou forte na Parabólica e perdeu o controle da Lotus, o que causou sua morte instantânea. Rindt tinha 45 pontos nesta altura da temporada, e com o resultado da prova de Monza Clay Regazzoni (31 pontos), Jack Brabham (25 pontos), Stewart (25 pontos), Hulme (23 pontos) e Jacky Ickx (19 pontos) entraram na briga pelo título com três provas a disputar e 18 pontos em jogo. Na prova seguinte, no Canadá, Brabham, Stewart e Hulme abandonaram e se despediram da disputa do título. A próxima corrida seria disputada em Watkins Glen e Ickx, que havia vencido no Canadá, precisava de vencer esta e a última corrida, no México, e Regazzoni, 2°colocado no Canadá, precisava de 1 vitória e um segundo lugar, mas Ickx chegou em 4º, Regazzoni não marcou nenhum ponto e desta forma a temporada estava decidida. Com uma vitória no México, Ickx tornou-se o vice-campeão e Regazzoni, que chegou em 2º na última prova, ficou com a terceira colocação no campeonato. Vale aqui o registro que o GP da Grã-Bretanha, o sétimo de um total de treze, marcou a estreia daquele que abriu as portas para os pilotos brasileiros na Europa: Emerson Fittipaldi, que na sua temporada de estreia já venceu sua primeira corrida, o G.P. dos Estados Unidos, em Watkins Glen.
A temporada de 1971 foi inteiramente dominada por Jackie Stewart, que viria a se tornar o maior piloto daquela década — mesmo com a estreia de Niki Lauda, guiando um Tyrrell 003. Ao final da temporada, Stewart fechava com 62 pontos, contra apenas 33 pontos de Ronnie Peterson, com seis vitórias e um 2º lugar em 11 provas disputadas.
1972 foi o ano de Fittipaldi. Com cinco vitórias, 2 segundos lugares e um terceiro, somou 61 pontos, sagrou-se campeão com duas provas de antecedência e se tornou o primeiro brasileiro a ser campeão mundial de Fórmula 1. Com 45 pontos e 5 vitórias, coube a Stewart o vice-campeonato e com 39 pontos Denny Hulme ficou em terceiro. Emerson se tornou o mais jovem campeão do mundo com 25 anos, estatística que foi batida somente em 2005 por Fernando Alonso.
Em 1973, Stewart deu o troco e conquistou seu terceiro e último título mundial de Fórmula 1. Com cinco vitórias, 2 segundos, 1 terceiro, 2 quartos e 2 quintos lugares (não marcou em apenas 2 provas) somou 71 pontos, 16 a mais que Emerson, o vice-campeão. Ronnie Peterson, companheiro de Fittipaldi na Lotus, ficou em terceiro, a apenas 3 pontos do brasileiro. No GP da África do Sul, o terceiro da temporada, mais um brasileiro estreou na F-1: José Carlos Pace, que somou 3 pontos no ano. 1973 marcou também a aposentadoria de Stewart, aos 34 anos, após 9 temporadas, 101 GP's, 27 vitórias, 17 poles e 15 voltas rápidas. A Tyrrell Racing jamais seria forte novamente.

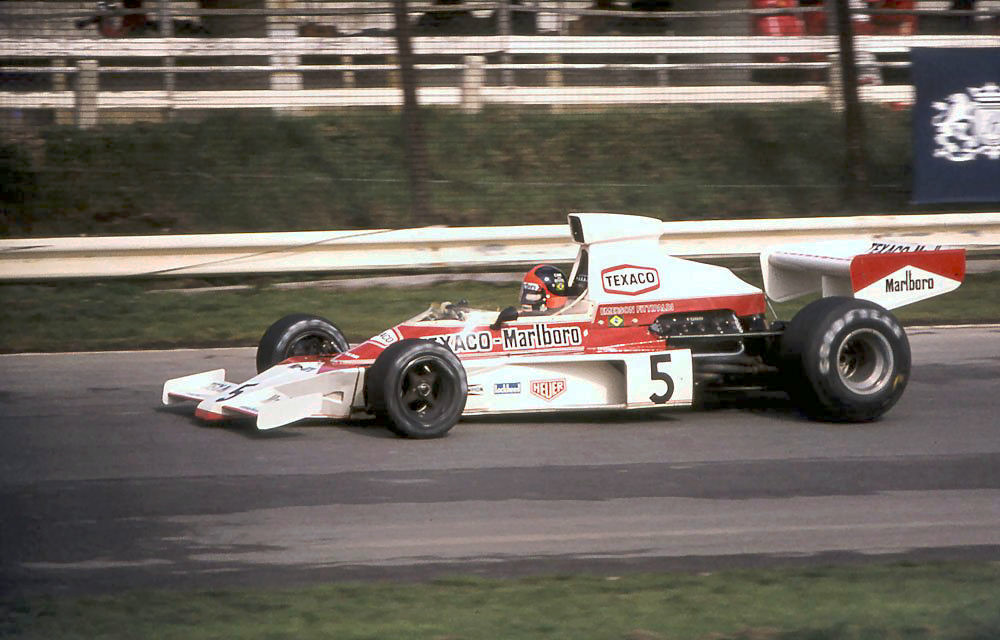
A McLaren de Emerson Fittipaldi em 1974

A temporada de 1974 também foi muito disputada e faltando 2 provas para o final, Clay Regazzoni (Ferrari) tinha 46 pontos, Emerson Fittipaldi (que trocou a Lotus pela McLaren) tinha 43 pontos, Jody Scheckter (Tyrrell) tinha 45 e Niki Lauda (Ferrari) somava 38. A prova a seguir seria disputada no Canadá e foi vencida por Emerson, seguido de Regazzoni. Scheckter e Lauda abandonaram. Para a última prova, nos Estados Unidos, novamente em Watkins Glen, Scheckter precisava da vitória, pois Emerson e Regazzoni estavam empatados com 52 pontos. Quem venceu foi o argentino Carlos Reutemann, com o brasileiro Pace em segundo, seguido de James Hunt e Emerson Fittipaldi, que se tornou bicampeão mundial de Fórmula 1. Regazzoni terminou em 11º e Scheckter não completou a prova.
Em 1975, Lauda não deu chance a ninguém. Fechou o ano com 64 pontos, 19 de vantagem para Emerson, que foi o vice-campeão, seguido por Reutemann, que somou 37 pontos. Nos anos 1970 morriam 2 pilotos por temporada e ao chegarem em Barcelona, para o GP da Espanha, os pilotos verificaram que os guard rail's não haviam sido colocados de forma correta. Fittipaldi deu um ultimato aos organizadores de que os pilotos não treinariam "enquanto o guard rail for peça decorativa". Os organizadores ameaçaram confiscar carros e equipamentos nos boxes forçando aos donos de equipes obrigarem seus pilotos a entrarem na pista. Emerson, Wilson Fittipaldi Júnior e Arturo Merzario tiveram coragem de ficar fora da pista. 1975 marcou a estreia da Copersucar-Fittipaldi, que disputou o campeonato de F1 até 1982. Este ano foi marcante para José Carlos Pace, que somou 24 pontos e conquistou sua primeira (e única) vitória, no Grande Prêmio do Brasil, em Interlagos, autódromo que hoje leva seu nome.

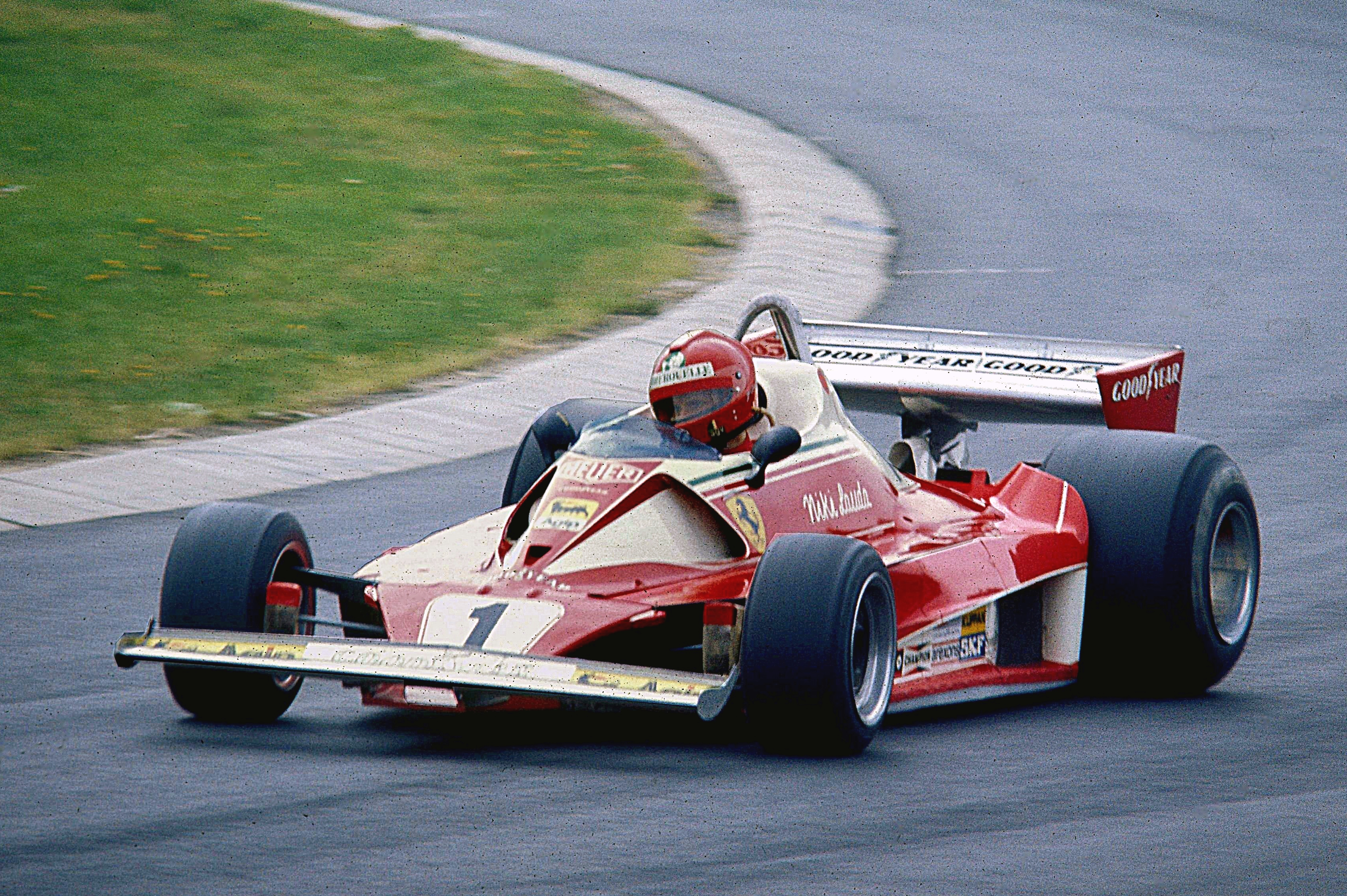
Niki Lauda no treino livre no autódromo de Nürburgring, 1976.

A temporada de 1976 começou muito boa para Lauda. Após 5 vitórias na primeira metade do ano, ele sofreu um terrível acidente no Grande Prêmio da Alemanha, e só sobreviveu graças a coragem de Arturo Merzario, Brett Lunger, Harald Ertl e Guy Edwards. Lauda, que passou 4 dias na UTI (tendo chegado até a receber a extrema-unção, em virtude de seu gravíssimo estado de saúde), lutou para recuperar a forma a tempo de disputar o Grande Prêmio da Itália, em Monza, onde chegou em quarto lugar. Alcançou o mesmo resultado na prova seguinte, no Canadá. Não marcou pontos nos EUA. Foi para a última prova no Japão, onde enfrentou um temporal que o fez resolver abandonar a prova, permitindo assim que James Hunt (McLaren) conquistasse seu único título por apenas um ponto de vantagem. Esta temporada marcou a saída de Emerson Fittipaldi da McLaren, indo ser piloto da Copersucar, abrindo mão de lutar por um possível terceiro título mundial. O brasileiro somou 3 pontos em 1976.
A mídia arrasou Lauda, chegando a dizer que ele havia se acovardado, mas ao conquistar o título de 1977, o bi-campeonato, tornou-se maior novamente. Somou 72 pontos contra 55 de Jody Scheckter e 47 de Mario Andretti. Lamentavelmente, para os torcedores brasileiros, no dia 18 de Março de 1977, Pace sofreu um acidente fatal com seu monomotor ao retornar da fazenda de um amigo que morreu também no acidente, em Mairiporã, na Grande São Paulo.
Em 1978, Lauda mudou-se para a Brabham, mas viu a Fórmula 1 ser dominada pela Lotus. Mario Andretti conquistou o título com treze pontos de vantagem sobre seu companheiro de equipe, Ronnie Peterson. O "sueco voador" não terminou aquela temporada. Um acidente depois da largada do Grande Prêmio da Itália, em Monza, envolvendo vários carros o vitimou. Emerson Fittipaldi, que era seu grande amigo, havia abandonado o GP por conta da falta de segurança. Quando o brasileiro estava desembarcando, o avisaram da morte do sueco. O ano de 1978 marcou a entrada do brasileiro Nelson Piquet na Fórmula 1, correndo pela equipe Ensign.
O título de 1979 foi disputado pelos pilotos da Ferrari, Jody Scheckter e Gilles Villeneuve que conquistaram 3 vitórias e 3 segundos lugares cada um, mas com vantagem para Scheckter, que somou 51 pontos contra 47 do canadense. O australiano Alan Jones somou 40 pontos, com quatro vitórias e 1 terceiro lugar e terminou o ano na terceira colocação. Ao final da temporada, Niki Lauda comunicou que estava se aposentando por não ter motivação para correr.

### Anos 1980: A era McLaren-Williams e os tricampeonatos de Lauda e Piquet

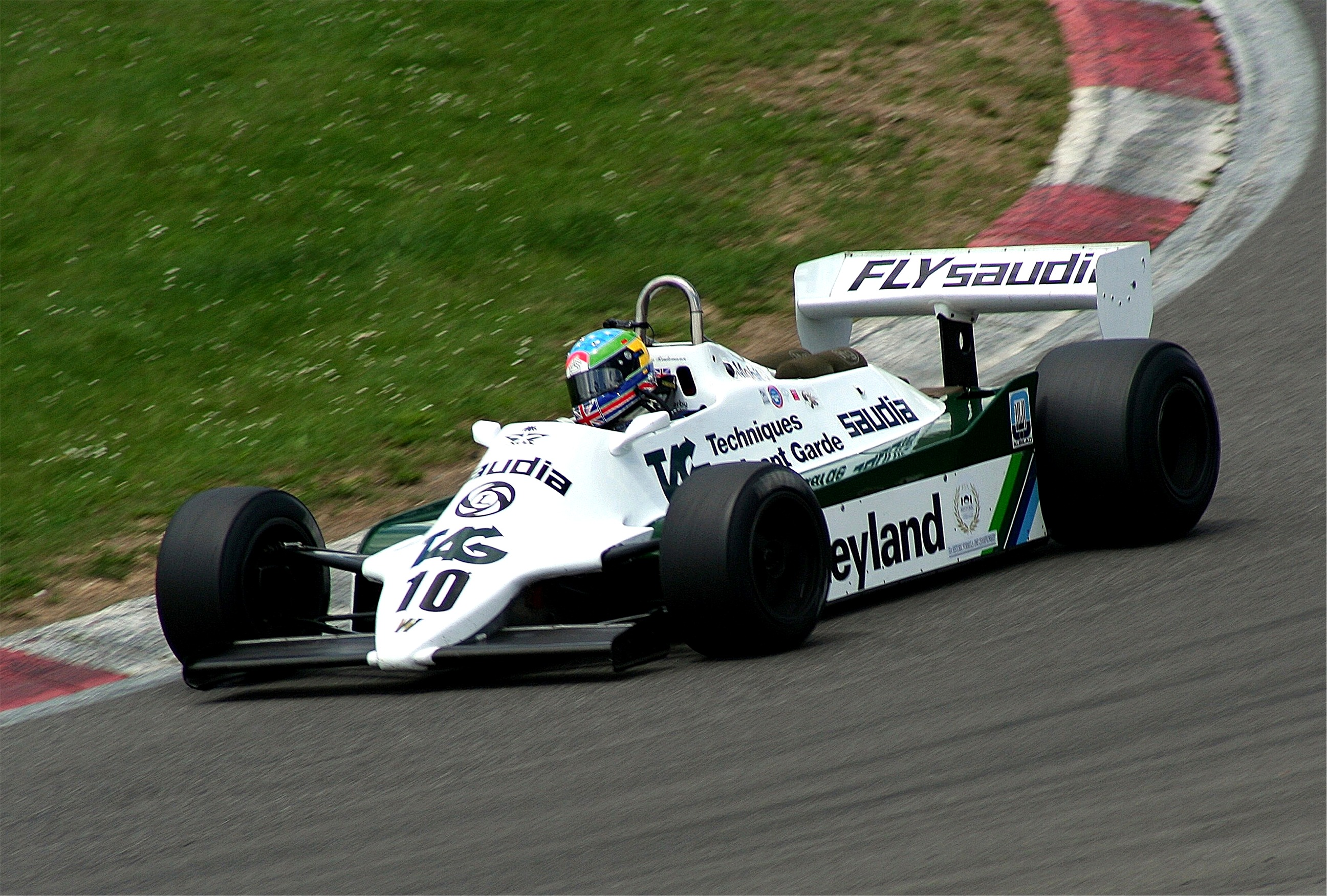
Carro da Williams usado em 1980

Depois das emocionantes temporadas da década de 1970, chegou a década de 1980. A Williams e McLaren imperavam nas pistas, mas equipes tradicionais, como Lotus e Ferrari, começavam a sentir a crise. Tal período foi considerado um dos melhores da história da F-1.
Em 1980, o australiano Alan Jones triunfou com a sua Williams.
Em 1981, deu Nelson Piquet, competindo pela Brabham.
Em 1982 foi um ano triste para alguns torcedores, devido aos acidentes fatais de Gilles Villeneuve e Riccardo Paletti. Mas o austríaco Niki Lauda, que havia se afastado da categoria depois de 1979, retornou, agora como piloto da McLaren. O finlandês Keke Rosberg surpreendeu e ganhou o campeonato com apenas uma vitória.

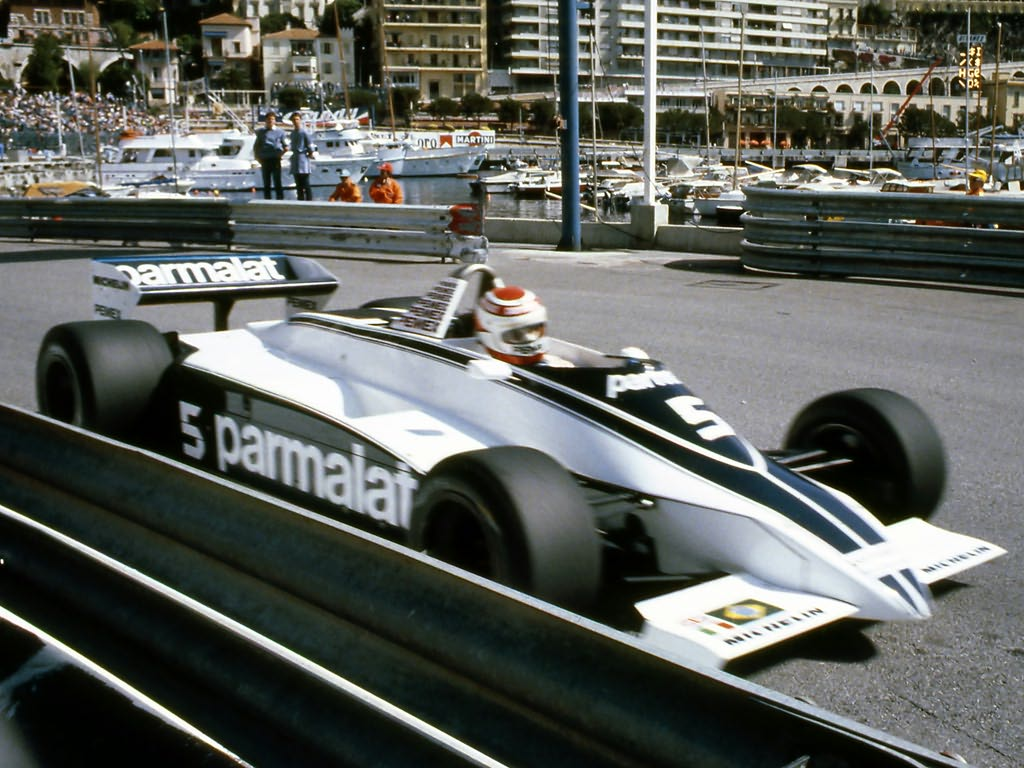
A Brabham de Piquet usado em 1981

Em 1983, Nelson Piquet sagra-se bicampeão de Fórmula 1, e fez história tornando-se o primeiro piloto campeão do mundo da era com motores Turbo, com a Brabham-BMW.

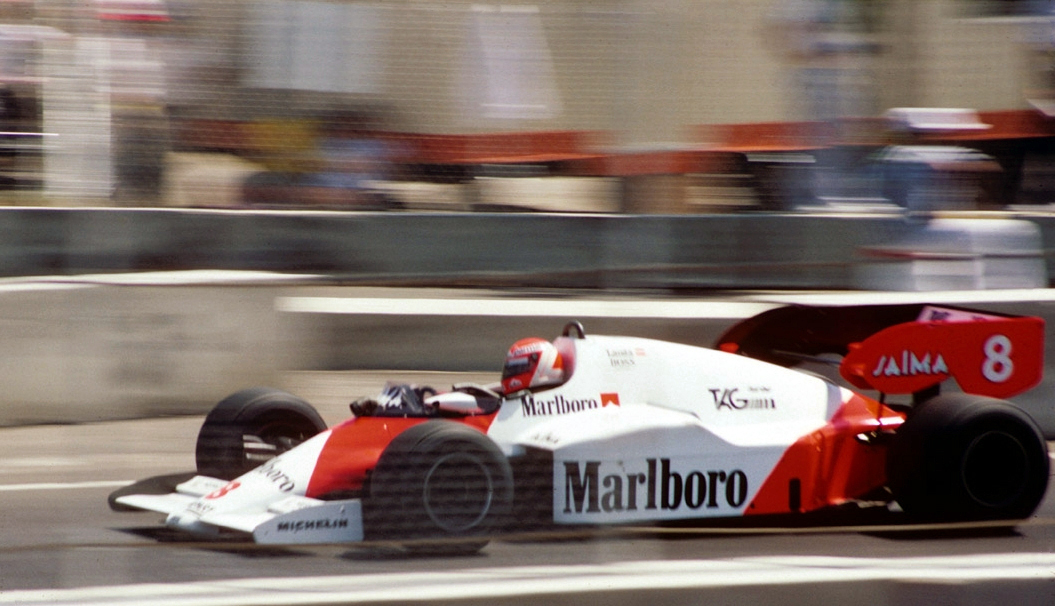
A McLaren de Lauda usado em 1984

Em 1984, Lauda faturou o tricampeonato por apenas meio ponto de diferença sobre Alain Prost — se Prost tivesse vencido o Grande Prêmio de Mônaco (com mais da metade da corrida disputada), interrompido pela chuva, o francês seria campeão. Foi nessa temporada que surgiu Ayrton Senna, um dos maiores pilotos da história da categoria. Aliás, neste Grande Prêmio de Mônaco, as condições da pista eram terríveis: um temporal caía. Sob estas condições, o novato Ayrton Senna guiou sua Toleman, chegando ao segundo lugar, até a bandeira vermelha. Muitos que presenciaram esta prova dizem que, se não houvesse a bandeira vermelha, Senna teria ganho a prova.
Em 1985, Michele Alboreto da Ferrari, que desapareceu de meados da temporada, deixando o caminho claro para Prost ganhar o seu primeiro título de carreira aos 30 anos após os seus vários erros. Alboreto liderou o campeonato após vencer a corrida na Alemanha, mas depois não marcou um único ponto nas últimas cinco corridas, negando-lhe o seu único desafio no título da carreira.
Em 1986, o campeonato culminou em uma batalha de pontos entre o duelo das Williams de Nelson Piquet e Nigel Mansell contra Alain Prost de McLaren na corrida final, do Grande Prêmio da Austrália. O pneu de Mansell explodiu de forma espetacular e Piquet, na liderança no momento do incidente, foi trazido para uma parada de boxes não programada logo depois que a equipe Williams evitou o mesmo acontecendo com seus pneus. Isso permitiu Prost para assumir a liderança e a vitória na corrida (seu quarto da temporada) e para garantir o seu segundo Campeonato consecutivo de pilotos. Mansell, Piquet, Prost, juntamente com a estrela em ascensão de Ayrton Senna, que havia conquistado a sua primeira vitória na Fórmula 1 no Grande Prêmio de Portugal, dominou durante toda a temporada e formaram o que foi popularmente apelidado de "Gangue dos Quatros"
Em 1987, a disputa seria entre Piquet e Mansell. O Leão bateu forte em Suzuka, e não teve condições de correr. Piquet conquistou o tricampeonato mesmo com dificuldades causadas pelas sequelas após a batida forte na curva Tamburello no GP de Ímola nos treinos. Mas aquele acidente não atrapalhou o piloto da Williams, que vivia o auge de sua carreira. Dez pódios e três vitórias depois, Nelson Piquet venceu a disputa interna com Mansell e fechou a temporada 1987 como campeão.

#### 1988–1989: O domínio da McLaren e a disputa entre Senna e Prost

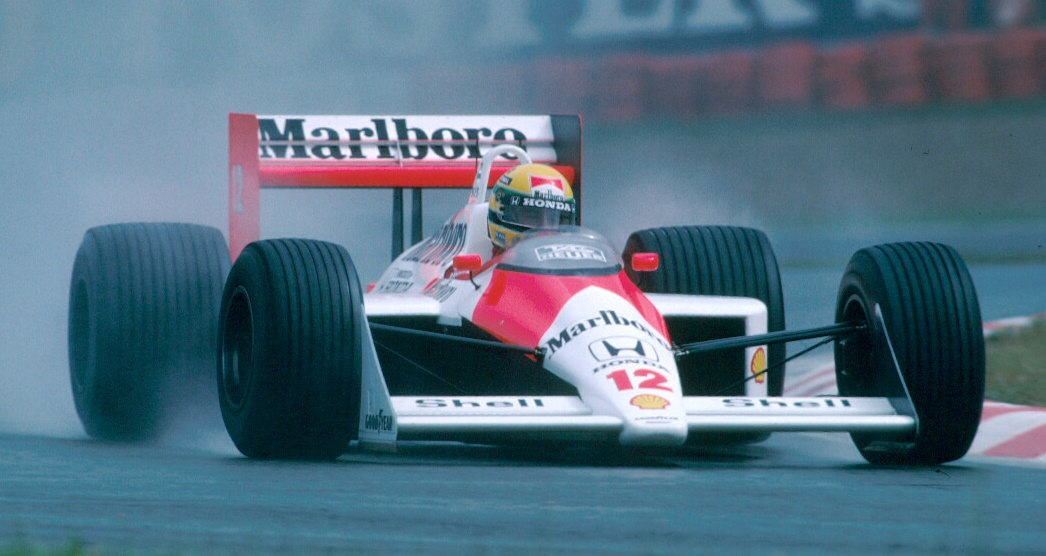
A McLaren de Senna, 1988

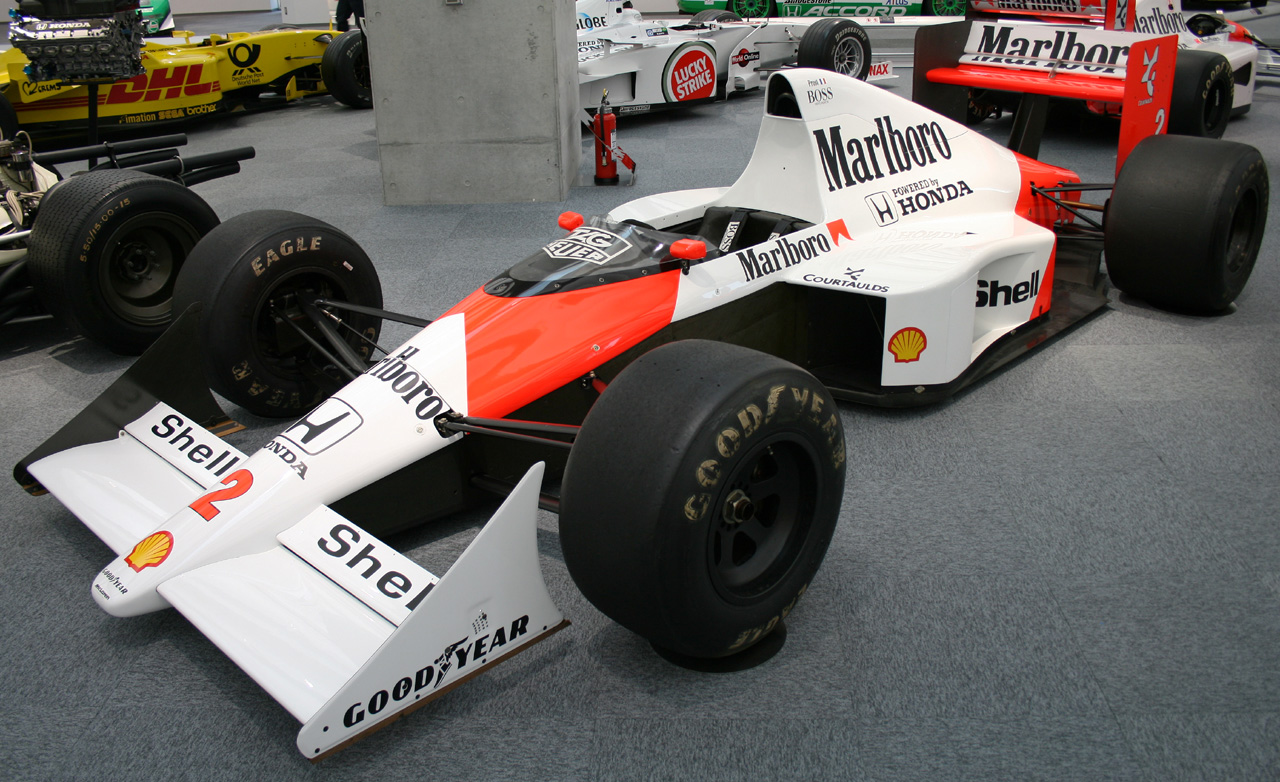
A McLaren de Prost, 1989

1988 e 1989 foram os "anos McLaren", pois Ayrton Senna, vindo da Lotus, e Alain Prost, que havia vencido em 85 e 86, reinaram absolutos. Em 1988, Senna conquistou seu primeiro título mundial numa temporada em que a McLaren venceu 15 das 16 provas disputadas. Apesar da supremacia da equipe, o ano foi marcado pelo duelo histórico entre os dois pilotos, com Senna vencendo oito corridas e Prost conquistando a vitória em sete provas. Senna chegou ao título na penúltima prova do campeonato, no Grande Prêmio do Japão, numa das suas maiores exibições de toda a sua brilhante carreira. O piloto brasileiro largou na pole position, mas teve problemas logo no início com o motor de seu carro. Este detalhe deixou Senna parado na grelha de partida por alguns segundos e o fez cair para a décima quarta posição, trazendo maior dramaticidade à disputa com Prost, que assumiu a liderança da corrida. Numa recuperação incrível, Senna ultrapassou seus adversários, alcançando a segunda posição na vigésima volta e tomando a liderança do piloto francês na vigésima oitava, conquistando o campeonato e inserindo seu nome definitivamente no hall dos maiores pilotos da história da Fórmula 1. Em 1989, Prost faturou o tricampeonato, igualando-se a Nelson Piquet, Jack Brabham, Jackie Stewart e Niki Lauda em número de títulos. O título do francês foi polêmico e também teve como palco o Grande Prêmio do Japão. Em nova disputa emocionante, ele e Senna bateram na Chicane Casio, uma das últimas curvas do circuito de Suzuka, depois de uma fechada do francês, que tinha a vantagem na pontuação do campeonato e lucraria com o abandono de Senna. Enquanto Prost deixou a corrida, o piloto brasileiro se manteve na pista e venceu a prova, mas foi desclassificado (muitos dizem que por ordens de Jean-Marie Balestre) por cortar caminho na chicane e ser empurrado pelos fiscais de prova. Com a desclassificação, a vitória ficou com o italiano Alessandro Nannini, da Benetton, e o título ficou com Prost.

### Anos 1990

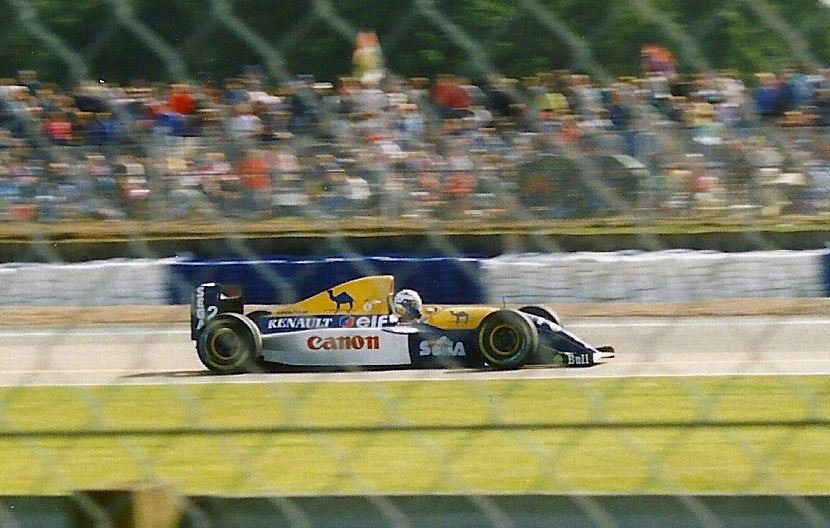
Prost na Williams em 1993

#### 1990–1993: Duelos quentes
A década de 1990 foi um divisor de águas na F-1.
Em 1990, Senna dá o troco em Prost, que estava na Ferrari. Ambos bateram, agora na largada do Grande Prêmio do Japão, e ficaram fora. Nelson Piquet venceu a prova, com Roberto Pupo Moreno em segundo, e Aguri Suzuki, da Larrousse, chegou em terceiro lugar, melhor resultado de um piloto japonês na F-1, que foi igualado no Grande Prêmio do Japão de 2012 por Kamui Kobayashi chegando também em terceiro.
Em 1991, deu Senna novamente à disputa do título com Mansell, que fez uma tentativa desesperada de superá-lo no final da reta dos boxes, Mansell perde o controle do seu carro indo para a caixa de brita e o brasileiro conquistou seu tricampeonato com uma prova de antecedência. Nesse ano, surgiu aquele que seria o maior recordista da categoria, Michael Schumacher, substituindo o belga Bertrand Gachot, preso por ter se envolvido em uma briga em Londres.
Em 1992, Nigel Mansell consegue o título, e sai da F1 para correr na CART, se sagrando campeão.
Já em 1993, Alain Prost, depois de se licenciar para uma fracassada passagem como piloto de teste da Ligier em 1992, se tornando comentarista em seguida, voltou com tudo. Foi tetracampeão pela Williams e encerrou definitivamente sua vitoriosa carreira. Nesse ano, Senna foi vice-campeão e fez corridas históricas, como o Grande Prêmio da Europa, realizado em Donington Park, em que o tricampeão largou em quarto e, ainda no final da primeira volta, era líder com boa vantagem para o segundo colocado, Alain Prost.

#### 1994: A morte de Senna e o começo da Era Schumacher

O Acidente de Ayrton Senna no GP de San Marino de 1994

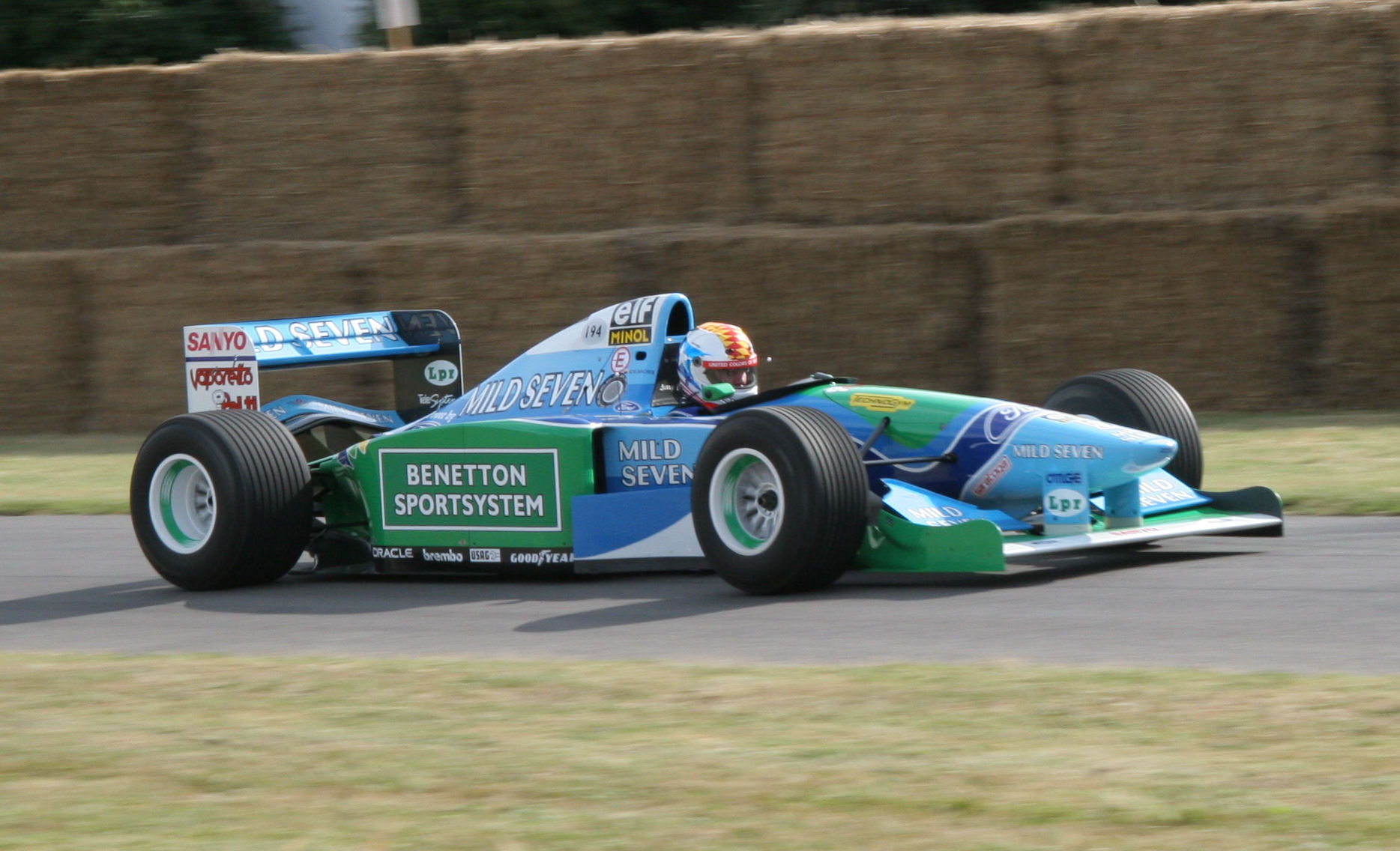
Benetton-Ford B194, carro que consagrou Michael Schumacher campeão mundial de F1 pela primeira vez na carreira.

1994 é considerado o annus horribilis da Fórmula 1 por causa de inúmeros acidentes. Em San Marino, ocorreu o chamado "Fim de semana negro". Na sexta-feira, Rubens Barrichello, da Jordan-Hart, sofreu um forte acidente na Variante Bassa, e quebrou um braço e o nariz, sendo substituído por Andrea De Cesaris. No sábado, Roland Ratzenberger, piloto da Simtek, passa reto na curva Villeneuve devido a perda do aerofólio dianteiro, bate brutalmente no muro e morreu instantaneamente. Na corrida, outro acidente assustou a torcida: o português Pedro Lamy destruiu a sua Lotus na Benetton de J.J. Lehto, mas os dois saíram ilesos. Oito torcedores ficaram feridos após serem atingidos por um pneu que voou por sobre a arquibancada.
Mas os torcedores nem desconfiavam do que viria a seguir: Ayrton Senna, que abria distância frente a Schumacher, perde o controle da Williams na curva Tamburello (após uma falha mecânica, provavelmente a quebra da barra de direção) a cerca de 300 km/h, fazendo com que o carro fosse em direção ao muro. Com o impacto, a suspensão dianteira direita se partiu, e a ponta do triângulo do braço da suspensão o atingiu na têmpora. O brasileiro sofreu ferimentos graves, e foi internado no Hospital Maggiore de Bolonha. Porém, o tricampeão morreu após 6 horas no hospital. As comunicações no circuito entraram em colapso, permitindo que o piloto francês Érik Comas, da Larrousse, deixasse o pit-stop e retornasse à corrida quando ela já havia sido interrompida. Comas (ex-piloto da Ligier e campeão da Fórmula 3000 em 1990) somente entendeu o que estava acontecendo quando os fiscais de pista mais próximos ao acidente tremularam nervosamente suas bandeiras vermelhas indicando-lhe a situação, o helicóptero estava parado na pista logo depois da curva Tamburello, onde Senna havia batido sua Williams, uma curva que é feita a cerca de 300 km/h. Se não fosse a atitude dos fiscais ao balançarem as bandeiras vermelhas (que representa prova interrompida), Comas vindo na curva Tamburello a mais de 300 km/h, não conseguiria frear e poderia ter batido no helicóptero. O experiente italiano Michele Alboreto se atrapalha nos boxes, e o pneu traseiro esquerdo de sua Minardi escapa, se chocando contra os mecânicos da Ferrari e ferindo um da Lotus. O terror parecia continuar quando Karl Wendlinger, da Sauber, bateu na saída do túnel em Mônaco. O austríaco ficou em coma, se recuperou, mas não voltou. No fim, deu Schumacher. O alemão da Benetton chegou à Austrália com um ponto de vantagem sobre Damon Hill, da Williams. Os dois bateram, e ficaram fora. Nigel Mansell, que voltara da Indy, venceu a corrida. Ao fim dessa temporada, duas equipes se despediram melancolicamente: a Larrousse, que somou dois pontos, e a Lotus, que após 36 anos de trabalho, teve um fim indigno, não marcando nenhum ponto, ficando à frente apenas da fraca Simtek.

#### 1995–1999: Os bicampeonatos de Schumacher e Mika Häkkinen e a volta da Ferrari
Já em 1995, Schumacher ganhou o bicampeonato com relativa facilidade.
Em 1996, deu Damon Hill, e o herdeiro de Graham Hill se tornou o primeiro piloto filho de um campeão a repetir o feito do pai.
Em 1997, Jacques Villeneuve, da Williams, faturou seu único título na categoria após Schumacher tentar jogar sua Ferrari em cima da Williams do canadense, pois na corrida final o alemão estava um ponto a frente do canadense. A Williams nunca mais venceu nem o título de pilotos, nem o de construtores desde então. Depois dessa atitude antidesportiva, Schumacher foi desqualificado do Mundial de 1997, mas os pontos dos construtores não foram excluídos da Ferrari.
Em 1998 e 1999, a McLaren voltou com tudo. Mika Häkkinen venceu as duas temporadas por pequenas vantagens sobre Schumacher e Eddie Irvine. Neste último ano, a Ferrari encerrou o jejum de dezesseis anos sem um mundial de construtores. Em 1999 Schumacher sofreu um grave acidente em Silverstone e ficou fora por boa parte do campeonato retornando apenas na Malásia.

### Anos 2000: Novos tempos

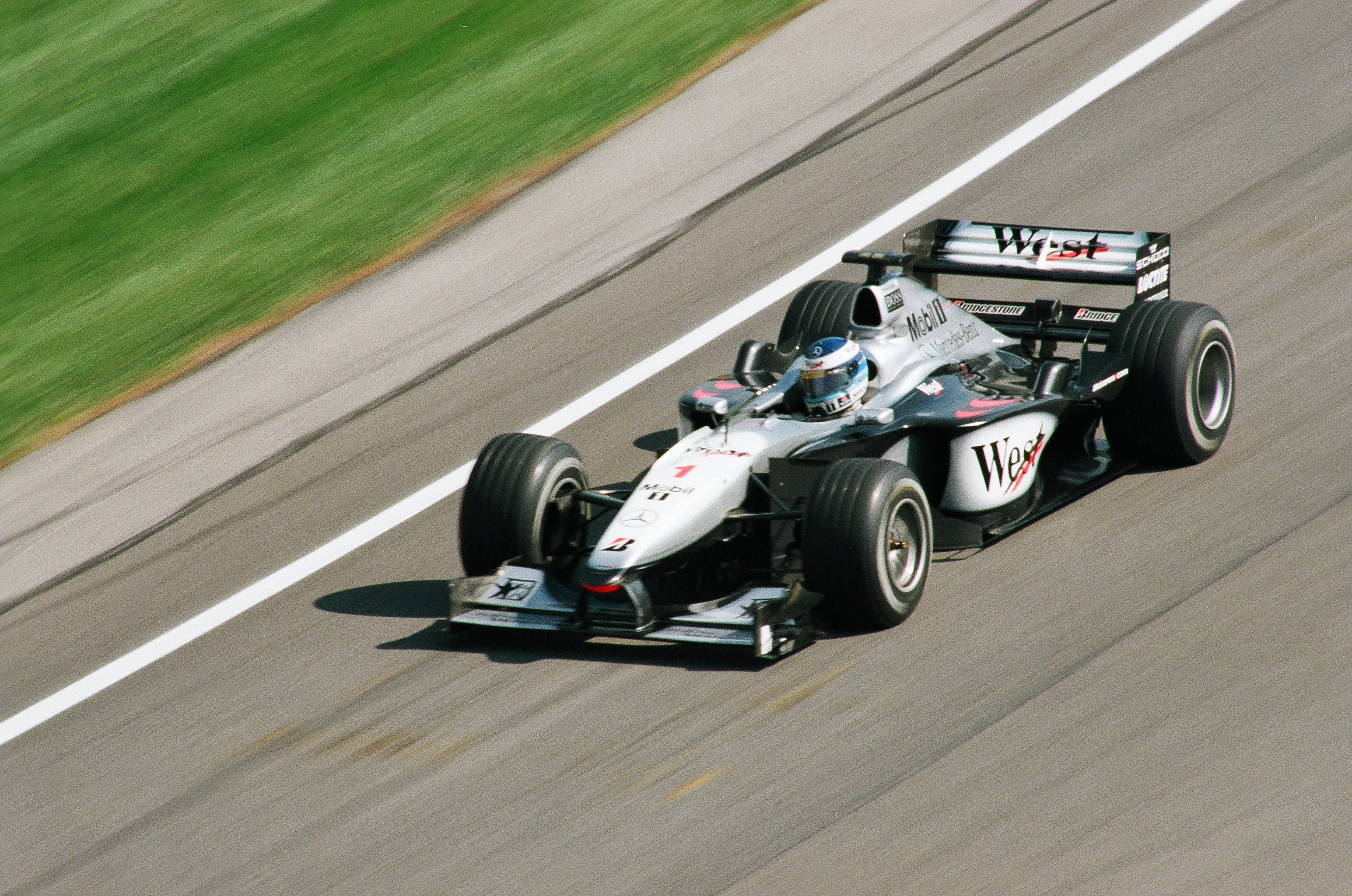
McLaren pilotada por Mika Häkkinen, em 2000

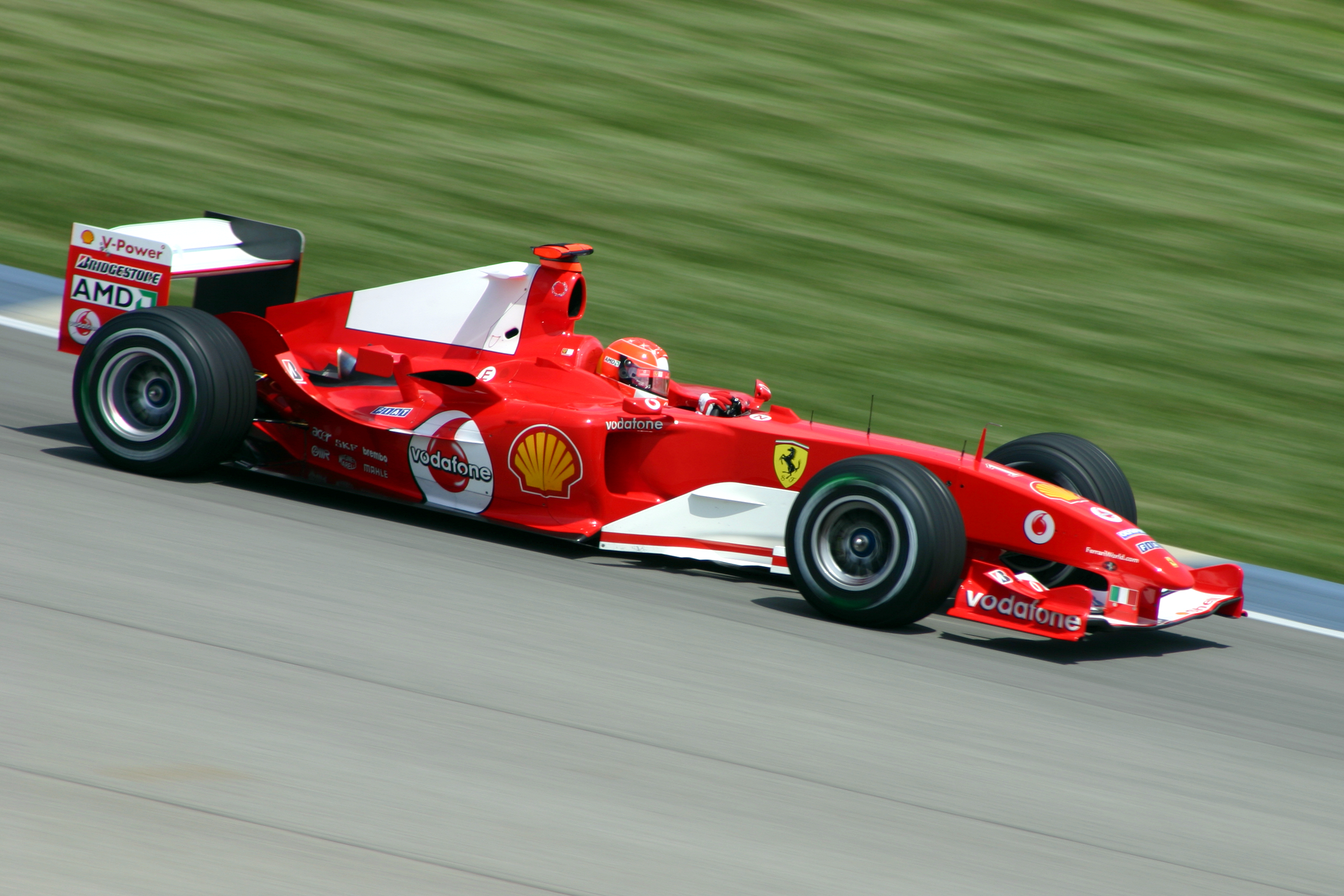
Schumacher no Grande Prêmio dos Estados Unidos em 2004.

#### 2000–2004: Domínio de Schumacher e da Ferrari
Entre os anos de 2000 e 2004, a "Era Schumacher" chegou ao seu auge, tendo sido o germânico campeão do mundo cinco vezes em sequência pela Ferrari.
Em 2000, um embate feroz contra o arqui-rival Finlandês, Mika Hakkinen, com direito a batalhas épicas na pista como em San Marino, quando Schumacher venceu na estratégia, em Nurburgring, durante um dilúvio e onde Schumacher mostrou sua superioridade em condições adversas, em Spa-Francorchamps, que foi palco de uma das ultrapassagens mais bonitas da história da F1 (quando Hakkinen ultrapassou Michael na reta Kemmel, antes da chicane Les Combes, deixando o então piloto da BAR, Ricardo Zonta, entre eles) e em Suzuka, aonde Michael Schumacher mostrou arrojo e contou com um excepcional trabalho em equipe para depois de 21 anos trazer um título mundial para a escuderia italiana. Cabe ressaltar a ida de Barrichello para a Ferrari, após passar pelas equipes Jordan e Stewart GP, e a estreia de Jenson Button, com atuações consistentes pela Williams-BMW.
O ano de 2001 representou um domínio significativo para os carros da Ferrari, com Schumacher sendo campeão com relativa facilidade em cima de David Coulthard ainda no GP da Hungria. Hakkinen, vice-campeão no ano anterior, sofria com a vida pessoal outrora abalada pelo álcool e pelas constantes idas e vindas em seu casamento com Erja, mãe de seu filho que nascera no final de 2000 — e não conseguiu repetir a boa atuação de 1998, 1999 e 2000. Juan Pablo Montoya também estrearia pela Williams, mostrando arrojo e pouco cuidado com os pneus de seu bólido inglês.
Em 2002, temporada comparável a 1988 em termos de domínio, teve Schumacher mais uma vez como protagonista, porém não apenas pelas inúmeras vitórias e podiums, mas também pelo episódio mais antidesportivo de todos os tempos da F1: o GP da Áustria, que revelou ao mundo o lado mais amargo e sujo do esporte — quando Barrichello, então companheiro dele na Ferrari foi obrigado a dar passagem ao alemão poucos metros antes da chegada, fazendo com que a cerimônia do parque fechado e o pódio fossem repletas de vaias e muito constrangimento.
O ano de 2003, em contrapartida, foi bastante complicado para a Ferrari, após o lançamento do modelo 2003–GA, que não foi tão eficiente quanto seus antecessores. Schumacher teve vida dura contra Kimi Räikkönen e Juan Pablo Montoya durante toda a temporada e graças a vitória em Indianópolis e a vitória de Barrichello em Suzuka, conseguiu garantir o hexacampeonato mundial, superando o recorde de títulos de Juan Manuel Fangio (5) e se torna o maior vencedor da história da Fórmula 1.
Em 2004 foi parecido com 2002, com um absoluto domínio da Ferrari, incluindo o vice-campeonato de Barrichello e diversas dobradinhas.

#### 2005–2006: Alonso e Renault no topo

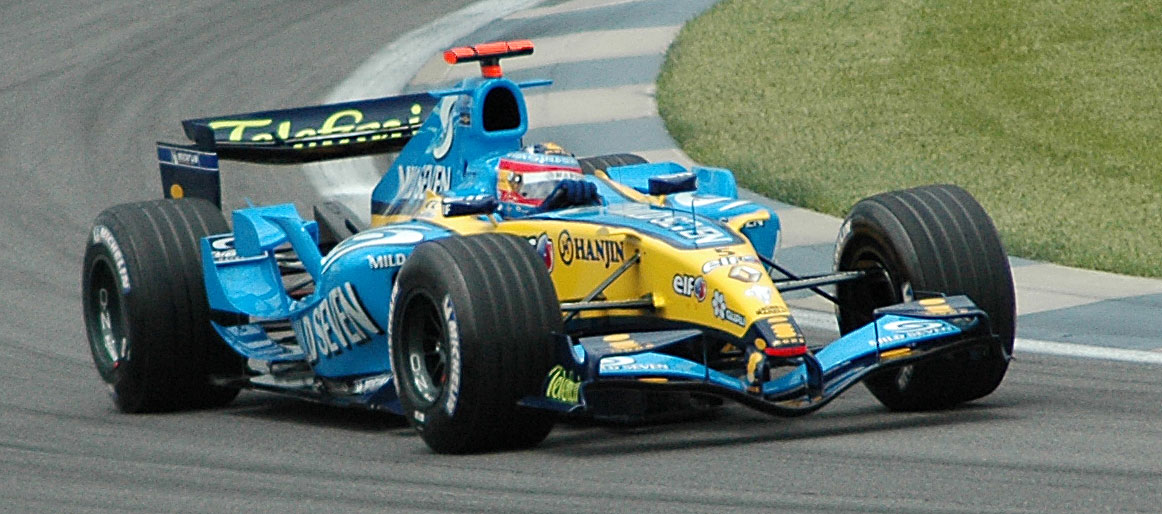
Alonso pilotando o Renault R25

Em 2005 e 2006, Fernando Alonso, da Renault, garantiu o título, dando à Espanha o bicampeonato. 2005 foi também o ano de despedida de duas equipes tradicionais: a Minardi (que revelara Alonso) e a Jordan, que por pouco não protagonizaram um pódio histórico nos EUA — este GP possuiu apenas seis carros. Em 2006, Felipe Massa, vindo da Sauber, substitui Barrichello, que foi correr pela nova equipe (a Honda, que havia comprado a British American Racing), venceu pela primeira vez. Três equipes estrearam nessa temporada: Super Aguri, Scuderia Toro Rosso e Midland F1. Foi também no certame de 2006 que Michael Schumacher se despediu após ter batido quase todos os recordes — apenas o de maior número de corridas não foi quebrado.

#### 2007: Um duelo histórico

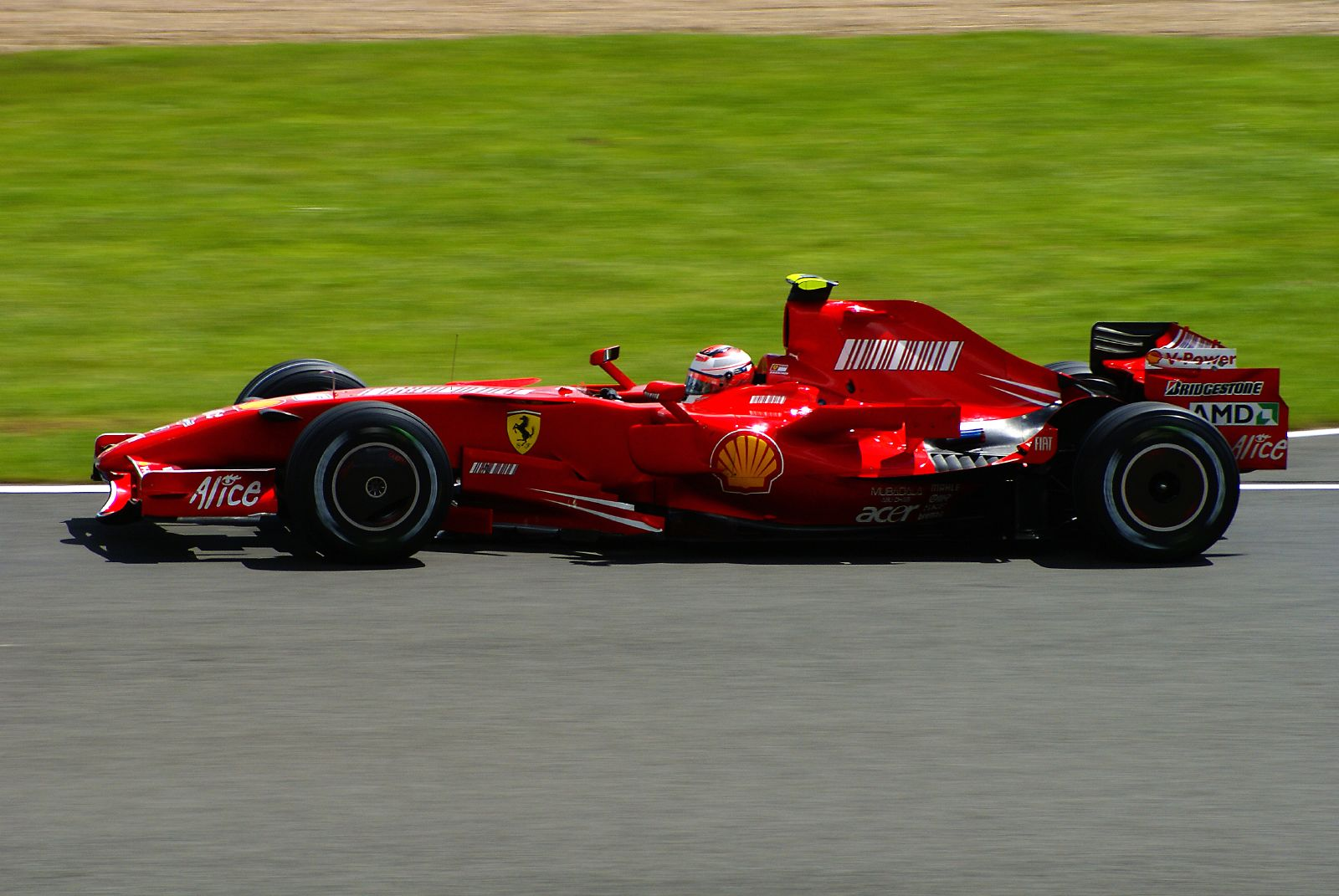
Raikkonen pilotando o Ferrari F2007

A temporada de 2007 foi uma das mais disputadas da história recente da categoria. Lewis Hamilton, estreante e primeiro piloto negro da história da F1, conseguiu ser o piloto sensação da temporada, liderando a maior parte do tempo o campeonato de pilotos. Porém, nos GPs da China e do Brasil, os dois últimos, o jovem inglês cometeu dois erros que lhe custaram o título. Kimi Räikkönen, de forma inesperada, conquistou seu primeiro título mundial por uma diferença de apenas um ponto sobre Hamilton e Alonso. A temporada foi marcada também pelo caso de espionagem feita pela equipe McLaren (de Hamilton e Alonso) sobre a Ferrari (de Räikkönen e Massa), que resultou na perda de todos os pontos da equipe McLaren, além de ter corrido o risco de ser excluída do campeonato. Felipe Massa ficou na quarta posição do campeonato.

#### 2008: Brasil de volta à disputa do título

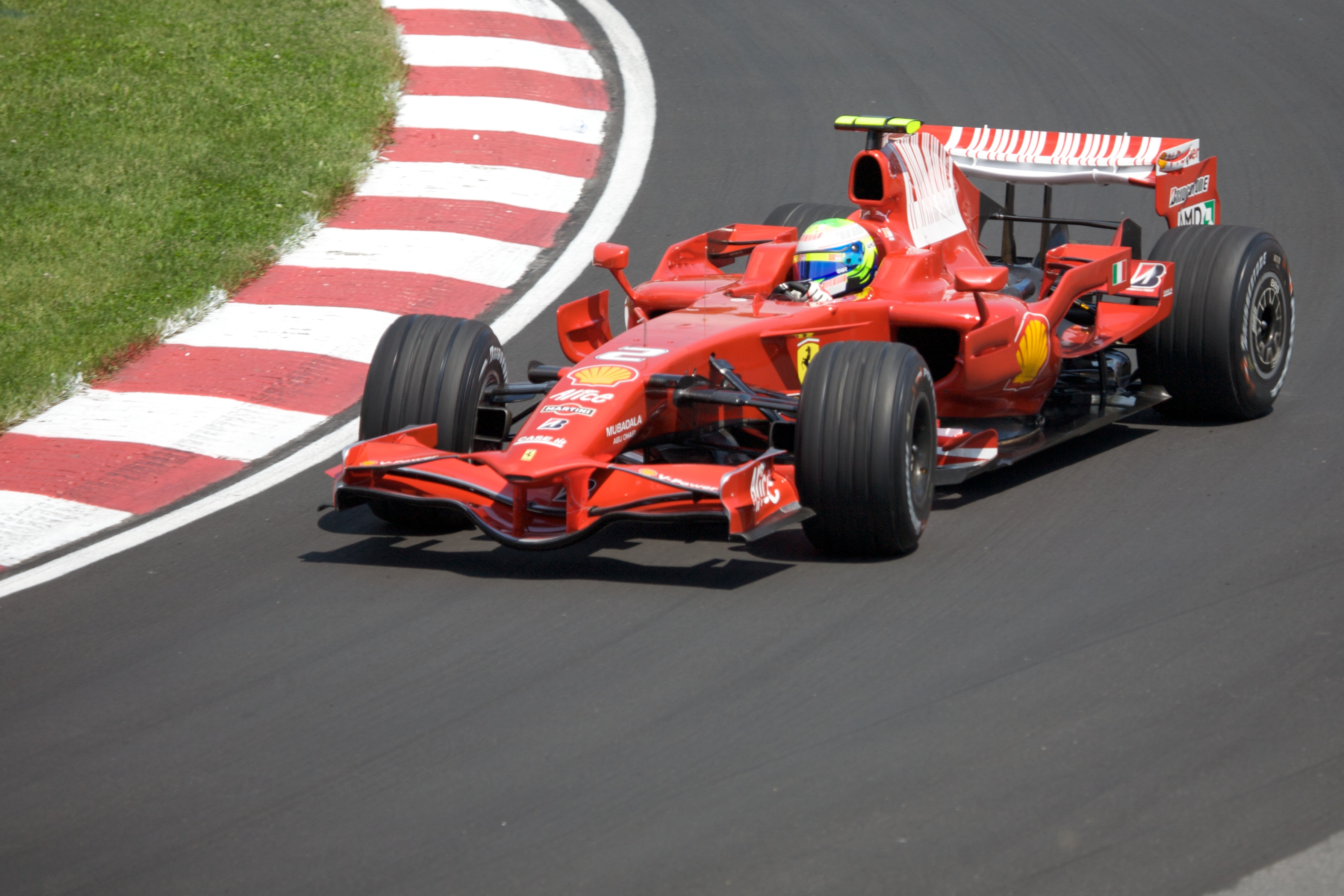
Massa pilotando o Ferrari F2008

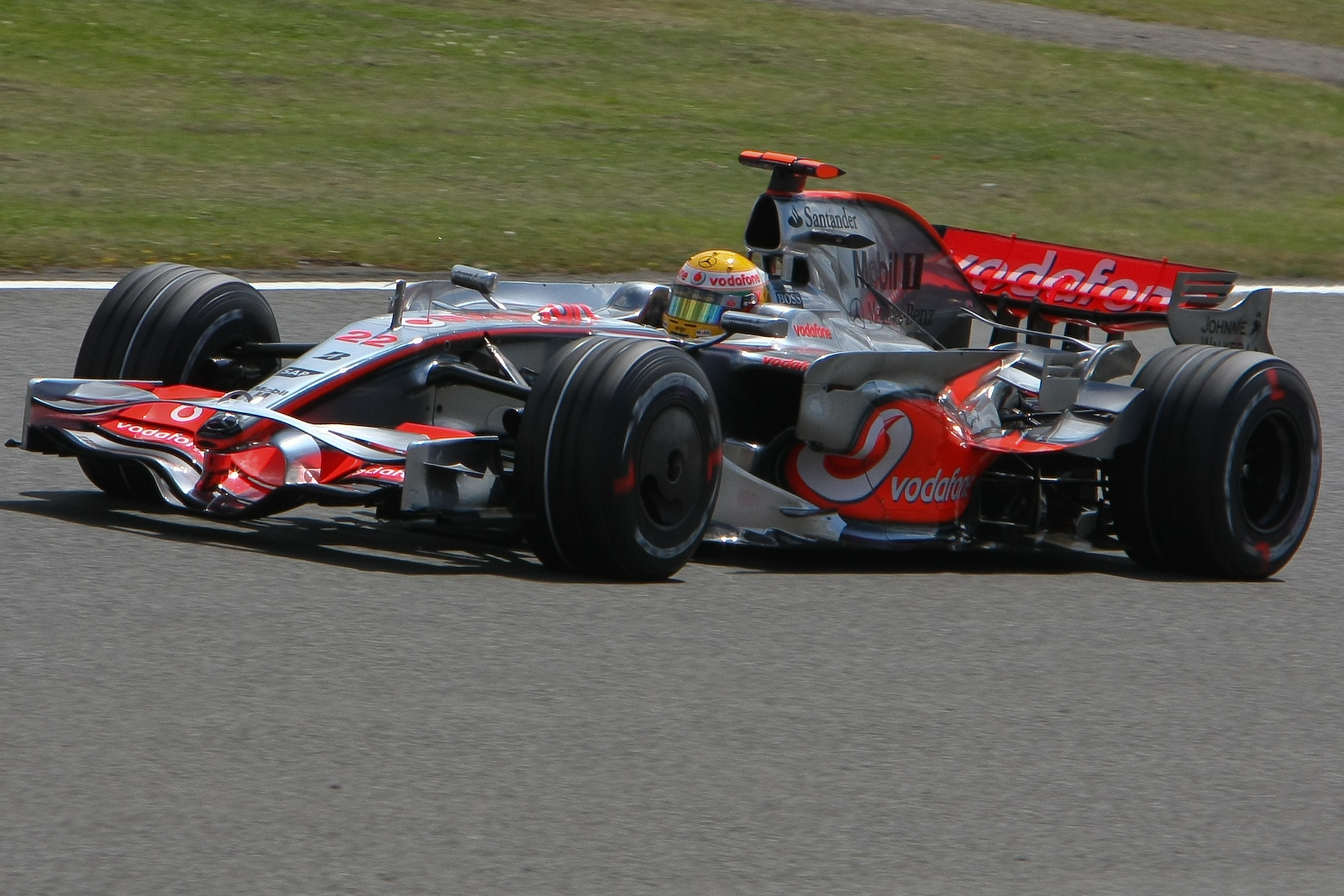
Hamilton pilotando a McLaren MP4–23

O campeonato de 2008 foi muito disputado, com boa performance de pilotos novatos, com destaque para Sebastian Vettel, da Scuderia Toro Rosso, que se tornou o piloto mais jovem a vencer um GP da categoria. Nesse ano, houve melhora na performance de equipes como STR (que terminou a frente do chamado "time A", a Red Bull Racing), BMW Sauber e Toyota.
A decisão aconteceu em Interlagos, onde Felipe Massa e Lewis Hamilton duelaram até os últimos metros pelo título.
A decisão foi até a última volta. Felipe Massa precisava vencer e fez sua parte. Com a vitória de Felipe, Hamilton não podia chegar em posições inferiores ao quinto lugar. No final da prova, choveu mais forte. Todos trocaram pneus, menos Timo Glock, que passou Hamilton, e deixou o inglês segurando a pressão de Sebastian Vettel, com sua STR.
Vettel ultrapassa Hamilton, mas na última curva, Glock com pneus slick "patinava", e com dificuldades visíveis de manter o carro na pista, Hamilton passa Glock na junção, assume o 5.º lugar e conquista seu primeiro título mundial por apenas 1 ponto de diferença (98 a 97).
O heptacampeão Michael Schumacher, em entrevista, disse que nunca viu corrida tão emocionante como a de Interlagos em 2008.
Esta temporada se revelou equilibrada entre grandes equipes como Ferrari, McLaren e Renault, que se recuperou no fim do campeonato. Não devem ser esquecidos os erros grotescos da Ferrari, que custaram o campeonato da equipe e de Massa.
Nelsinho Piquet conquistou bons resultados na segunda metade do campeonato. No entanto o herdeiro de Nelson Piquet teve sua carreira manchada na Fórmula 1, quando ao final da temporada foi revelada uma conspiração da equipe Renault, na qual ele confessou ter batido propositadamente (cumprindo ordens do chefe da equipe, Flavio Briatore, e o engenheiro chefe, Pat Symonds) na corrida de Singapura, dando assim a vitória ao seu companheiro Fernando Alonso.
O acidente premeditado de Nelsinho Piquet causou a entrada do safety car e tumultuou a parada nos boxes. Felipe Massa (que estava na primeira posição na corrida) foi para os boxes e teve problema com a mangueira de combustível e saiu da prova. Se não fosse intenção premeditado de Nelsinho Piquet em causar o acidente que favoreceu Fernando Alonso, possivelmente Felipe Massa seria o campeão mundial de 2008 ao invés de Lewis Hamilton.
Este ano marcou a aposentadoria do inglês David Coulthard, que abandonou logo na largada do GP do Brasil, e a quebra do recorde de corridas disputadas, atualmente pertencente a Kimi Räikkönen.

#### 2009: A temporada das surpresas

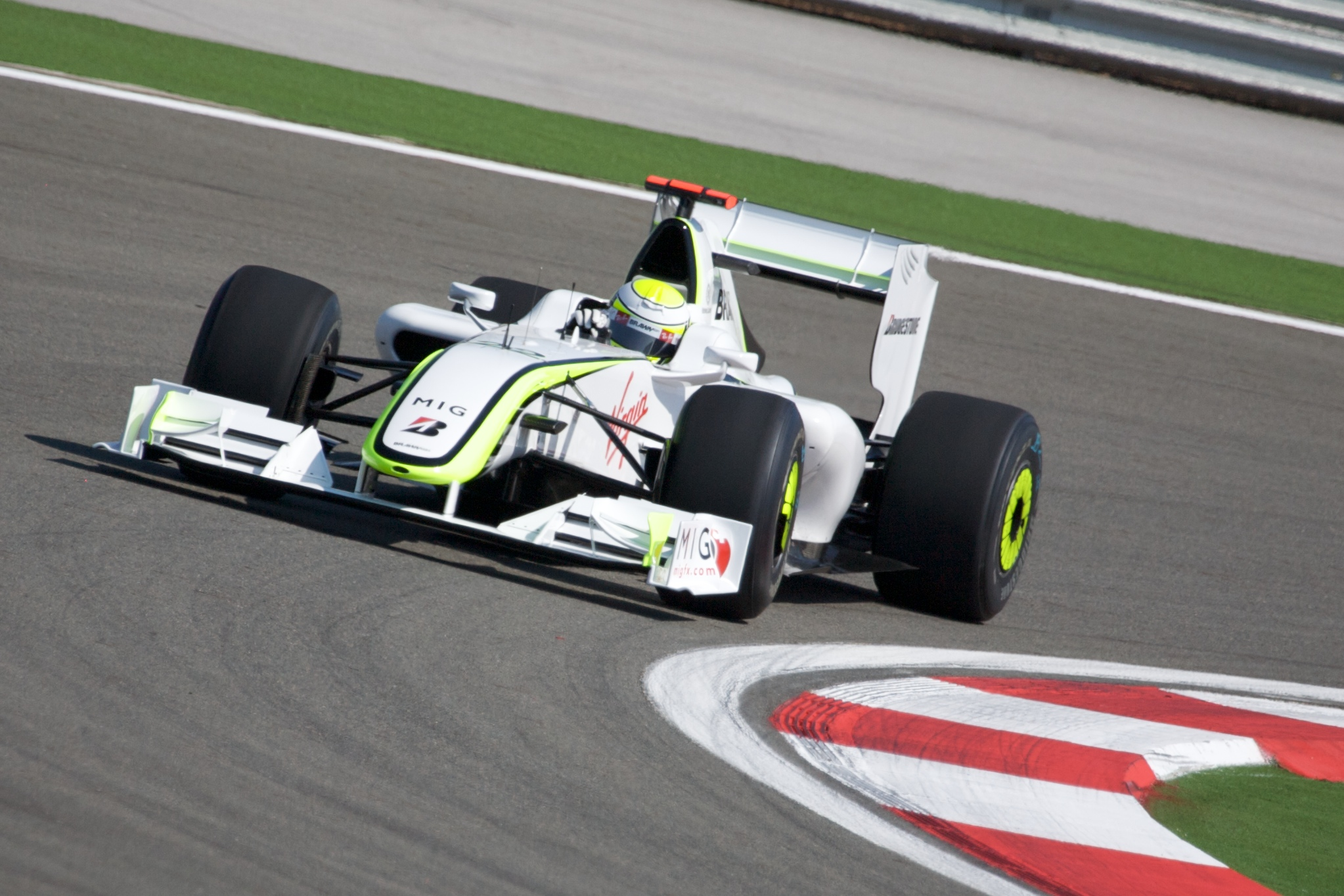
Button pilotando a Brawn GP durante o Grande Prêmio da Turquia

2009 foi marcado pela redenção do inglês Jenson Button, que havia perdido seu lugar com a saída repentina da Honda. Entretanto, Ross Brawn, que já havia trabalhado com Button e Barrichello em 2008, comprou o espólio da equipe japonesa e a rebatizou com seu sobrenome, Brawn GP. Os motores dos carros eram da Mercedes-Benz, e na Austrália, Button teve um começo avassalador, quebrado somente no GP da China, vencido pelo alemão Sebastian Vettel, da RBR. Também para a história dos campeonatos mundiais ficou o fato de, pela primeira vez, uma equipe ter ganho o campeonato no ano de estreia.
Além da Brawn GP e da RBR, merece destaque a ascensão da Force India, que equipado com motor Mercedes, fez um campeonato sem grandes erros como em 2008. Giancarlo Fisichella conquistou a primeira pole, o primeiro pódio e os primeiros pontos da equipe de Vijay Mallya, no GP da Bélgica. Adrian Sutil, companheiro de Fisico, também fez uma temporada acima das expectativas. O mesmo não se pode dizer de Luca Badoer, piloto de testes da Ferrari, que após dez anos sem correr uma etapa da categoria, acabou sendo escolhido para suceder Felipe Massa, afastado após sofrer grave acidente na Hungria, ao ser atingido por uma mola do carro de Rubens Barrichello. Badoer não conseguiu pontuar e Fisichella assumiu o posto, realizando, assim, seu sonho de pilotar um carro da Scuderia.

### Anos 2010

#### 2010–2013: O retorno de Schumacher e o tetra de Vettel

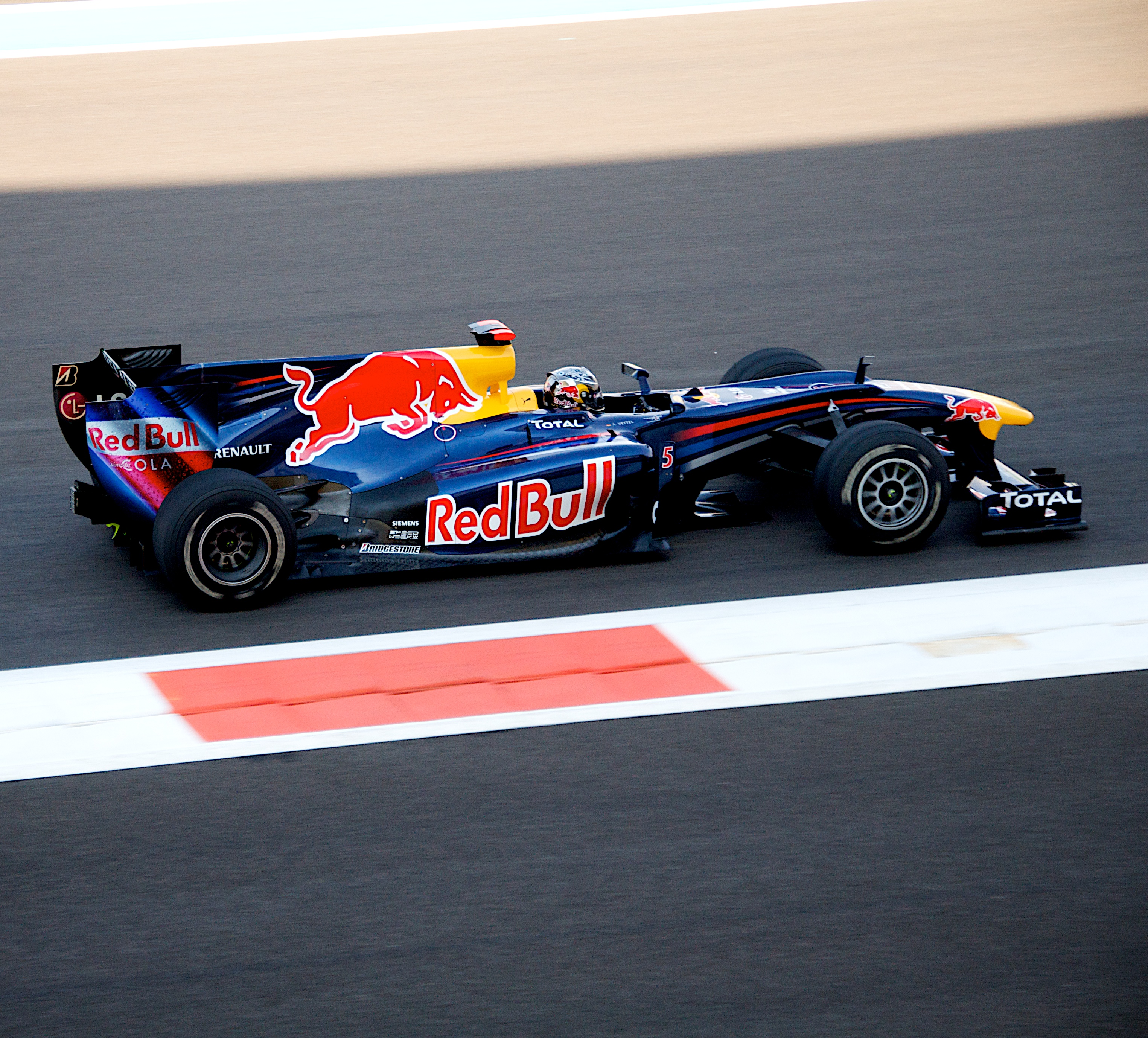
Vettel no Grande Prêmio de Abu Dhabi de 2010

Em 2010 foi marcado pela volta do heptacampeão Michael Schumacher e pelo retorno do nome Senna a Fórmula 1, com a chegada de Bruno Senna. Neste ano surgiram duas novas equipes: HRT e Virgin, e também o retorno da equipe Lotus.
Esta temporada também foi marcada por várias mudanças no regulamento, entre elas estão: o fim do reabastecimento, o aumento do número máximo de carros inscritos (de 20 para 24), a ajuda da Formula One Management para novas equipes, o aumento do peso mínimo dos carros (605 para 620 kg), e alterações na utilização dos pneus. Este foi o último ano do uso do difusor duplo utilizado primeiramente em 2009 (banido a partir de 2011).
No GP da Alemanha a Ferrari ordenou que o piloto brasileiro Felipe Massa cedesse o primeiro lugar para o espanhol Fernando Alonso que vinha em segundo. A FIA decidiu multar a equipe em US$ 100 000 pelo ato ilegal.
Até a última corrida, havia quatro pilotos com chances de título: Sebastian Vettel, Fernando Alonso, Mark Webber e Lewis Hamilton. O campeão foi o alemão Sebastian Vettel, da Red Bull Racing e o vice-campeão foi o espanhol Fernando Alonso, da Ferrari. A Red Bull Racing sagrou-se também vencedora do mundial de construtores.
Em 2011 foi marcado pelo domínio do Sebastian Vettel e o retorno do Kers e a adição do DRS, foi proibido o duto frontal e a liberação do jogo de equipe. Vettel permaneceu na liderança do campeonato durante o ano todo. Neste ano também marcou a estreia do Grande Prêmio da Índia, tornando-se assim, o calendário mais longo da história da Fórmula 1. Mas com protestos políticos no Barém, o GP foi adiado, ainda tinha chances de voltar em outubro, mas foi cancelado, assim retornando apenas em 2012. Sebastian Vettel se consagrou bicampeão da temporada de 2011 no Grande Prêmio do Japão, faltando 4 corridas para o final da temporada.
Em 2012 foi marcado pela disputa entre o alemão, Sebastian Vettel, e o espanhol, Alonso. O brasileiro, Felipe Massa, que quase saiu da Ferrari, foi somente o 7º colocado, no geral e Bruno Senna foi o 16º. A disputa pelo título se estendeu até o GP do Brasil, em Interlagos, que ficou marcado pela disputa intensa na chuva, com troca de pneus e estratégias, e erros de pilotos. Sebastian Vettel, era o favorito no início da competição mas início da prova sofreu uma colisão com o piloto Bruno Senna, além de um erro de estratégia com a troca pneus, o que levou o piloto alemão para o meio do grid, fora da pontuação mínima, o que tornaria Fernando Alonso o campeão da temporada. Mesmo assim, em uma longa recuperação, conseguiu terminar na 7º colocação, atingindo a pontuação mínima para que pudesse se tornar o mais jovem tricampeão da história, levando a vitória do campeonato de pilotos de 2012.
Em 2013 ficou marcado por Lewis Hamilton decidir sair da McLaren, indo para a Mercedes; por Michael Schumacher aposentar-se em definitivo da Fórmula 1 (o heptacampeão acabaria sofrendo um grave acidente de ski em 29 de dezembro do mesmo ano); e por Sebastian Vettel conquistar seu tetracampeonato no GP da Índia, faltando 4 corridas para o fim da temporada.

#### 2014–2016: A volta do turbocompressor e a disputa entre grandes amigos

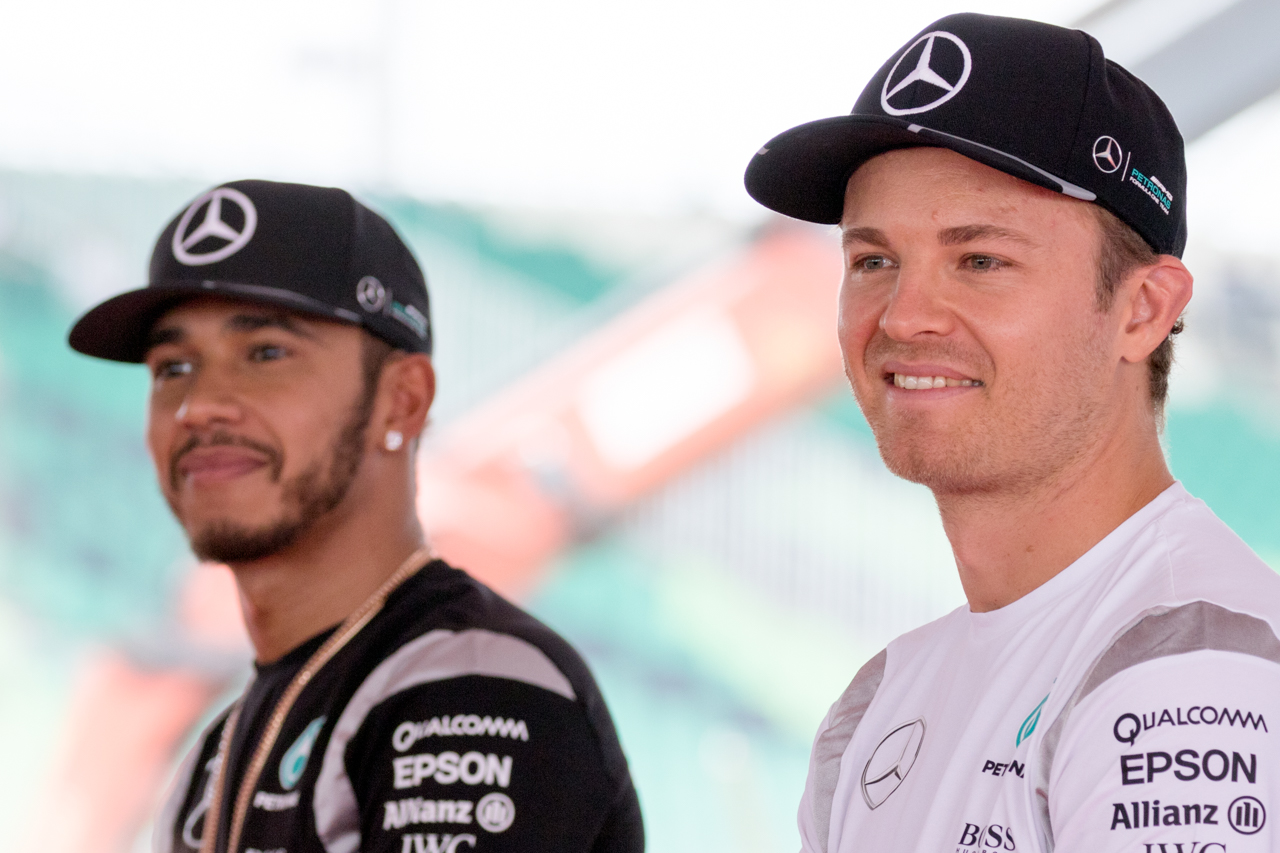
Hamilton e Rosberg

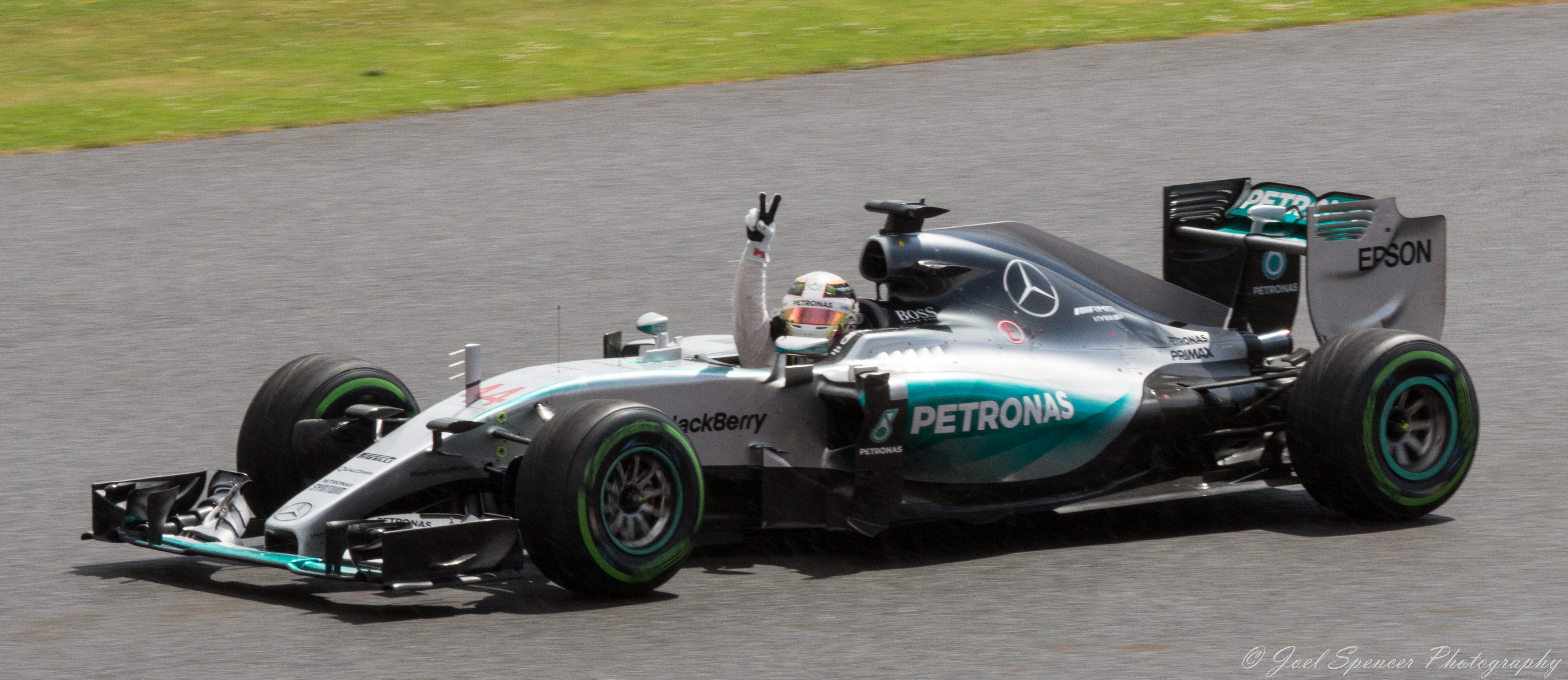
Hamilton pilotando a Mercedes W06

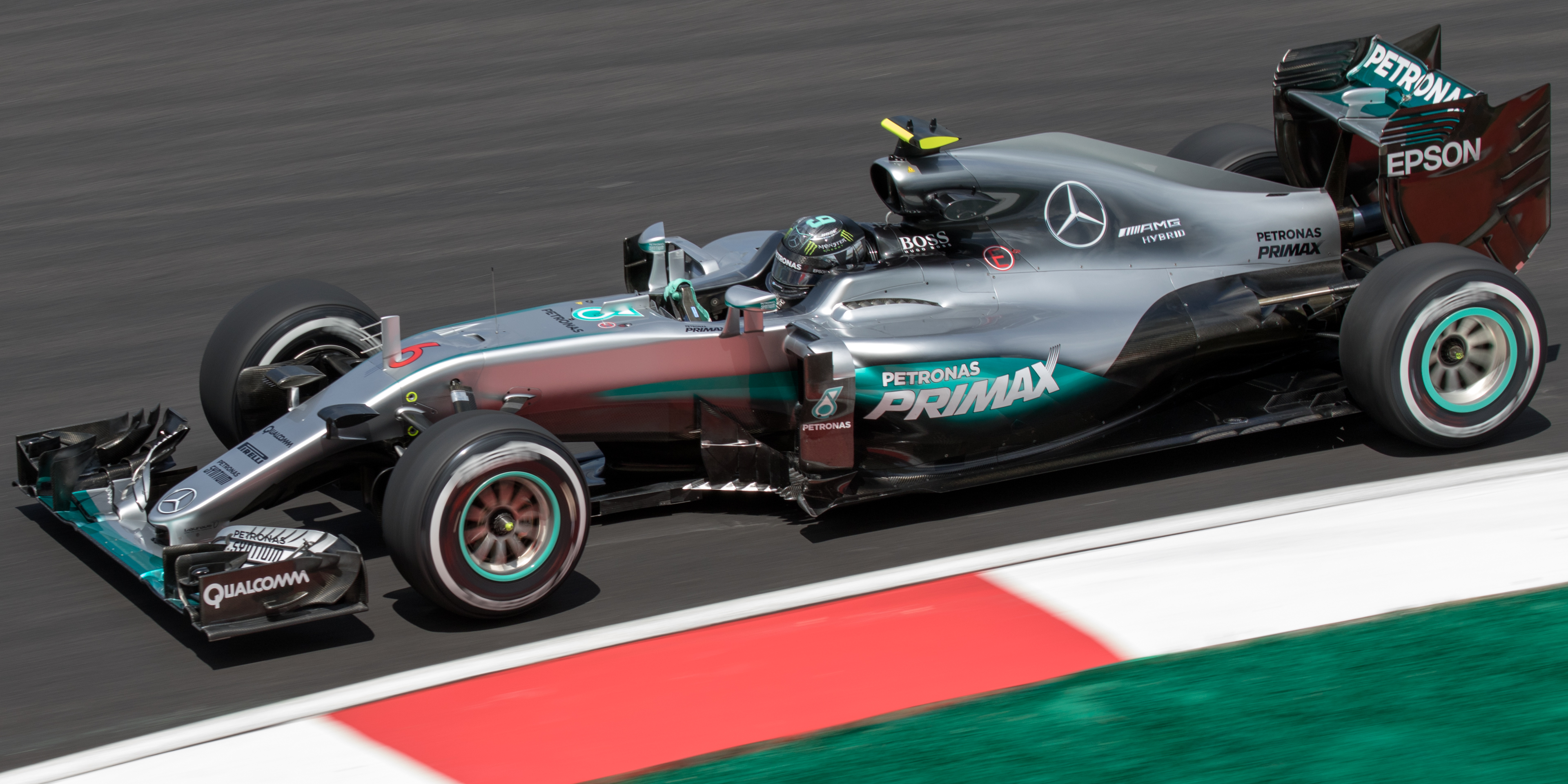
Rosberg pilotando a Mercedes W07

Em 2014, um novo regulamento foi aplicado na F1. Este regulamento trouxe a volta do turbocompressor, a adição de motores V6 1.6 e a adição de baterias e sistemas de recuperação de energia — os ERS, que são dois: o MGU-H, que recupera a energia perdida pelo calor, e o MGU-K, que recupera a energia perdida na freada. Esta temporada marcou o fim do domínio da Red Bull, já que os motores V6 Renault não vieram tão fortes quanto na temporada passada. A Williams retorna ao seu período de "vacas gordas", após ficar anos amargando posições intermediárias (a escuderia inglesa ficou em nono lugar no Mundial de Construtores de 2013, a frente apenas das equipes Caterham e Marussia). A equipe de Grove contratou novos funcionários (incluindo Felipe Massa, ex-piloto da Ferrari), atraiu novos patrocinadores, como a Martini, e construiu um carro decente para a temporada de 2014. Este também foi o último ano de Fernando Alonso na Ferrari, e de Sebastian Vettel na Red Bull. Houve alguns estreantes, como Marcus Ericsson, pela Caterham Racing, Daniil Kvyat, pela Scuderia Toro Rosso, e Kevin Magnussen, pela McLaren.
Logo na primeira etapa, o dinamarquês Kevin Magnussen conquista o terceiro lugar. Porém, com a desqualificação de Daniel Ricciardo da prova, o piloto da McLaren ganha os 18 pontos. Neste GP da Austrália, Hamilton abandona, e Rosberg vence. Nos próximos quatro GPs, Hamilton vence, com Rosberg em segundo. Nestas cinco provas, nota-se claramente que a Mercedes AMG vai vencer o campeonato. Porém, a dúvida é: Quem será o campeão de 2014: Hamilton ou Rosberg?
O título foi decido apenas na última corrida, nos Emirados Árabes e com problemas em seu carro Rosberg acaba chegando na 14º posição e com uma vitória Lewis Hamilton se torna bicampeão mundial.

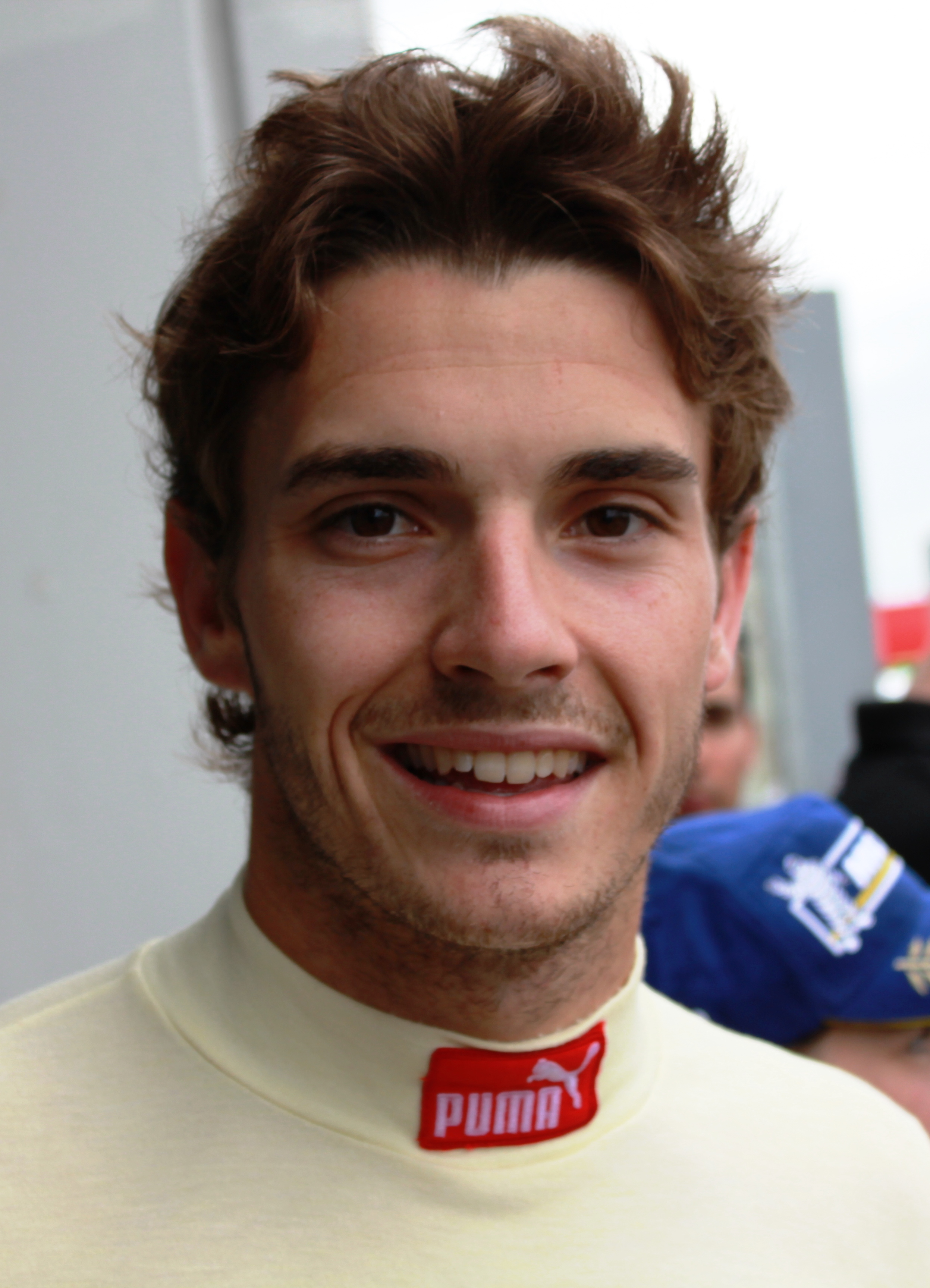
Jules Bianchi, vítima do último acidente fatal da Fórmula 1

No GP de Mônaco, o piloto francês Jules Bianchi conquistou os únicos pontos da Marussia em toda a sua história, com um ótimo oitavo lugar, que se tornou um nono com a adição de 5 segundos ao tempo de prova do francês por conta de uma punição. Bianchi acaba se acidentando gravemente no GP do Japão, em 5 de outubro de 2014: Quando estava a curvar Jules perdeu o controle e acerta a grua de remoção, que estava removendo o carro de Adrian Sutil, que havia aquaplanado exatamente no mesmo ponto. A corrida aconteceu sob péssimas condições, pois um tufão se aproximava da ilha asiática, e foi finalizada pelo diretor de prova através da bandeira vermelha, pois já estava ficando escuro e a chuva só aumentava. Bianchi, que em virtude do acidente e consequentemente do diagnóstico de lesão axonal difusa, ficou hospitalizado em estado vegetativo deste então, e viria a falecer no ano seguinte, em 17 de julho de 2015, tornando-se o primeiro piloto a morrer na Fórmula 1 desde Ayrton Senna, em 1994.
Em 2015, Hamilton liderou o campeonato desde a abertura e tornou-se campeão com antecipação de três corridas ao vencer nos Estados Unidos.
Em 2016, Rosberg venceu as quatro primeiras corridas da temporada (Austrália, Barém, China e Rússia). No Grande Prêmio da Espanha, Hamilton tentou dar o troco na saída da curva três, mas Nico fechou a porta e Hamilton acabou saindo da pista, perdendo o controle e batendo no alemão e acabou colocando as duas Mercedes fora da prova e mais uma vez disputando o título com o companheiro de equipe, desta vez Rosberg sagrou-se campeão mundial ao chegar em segundo lugar na última corrida em Abu Dhabi e se tornar o segundo filho de campeão a levar o título na história da Fórmula 1 igual ao pai, Keke Rosberg (1982). Contudo, Nico surpreendeu o mundo ao anunciar sua aposentadoria apenas cinco dias após a conquista de seu título. Outro que iria abandonar o esporte era Felipe Massa, que chegou a comunicar a decisão em setembro, durante uma coletiva em Monza, mas a saída repentina de Rosberg fez com que a Mercedes contratasse o companheiro de Felipe na Williams, o finlandês Valtteri Bottas, como substituto, e assim, a equipe britânica foi obrigada a contratar o brasileiro para mais uma temporada.

#### 2017: Hamilton x Vettel

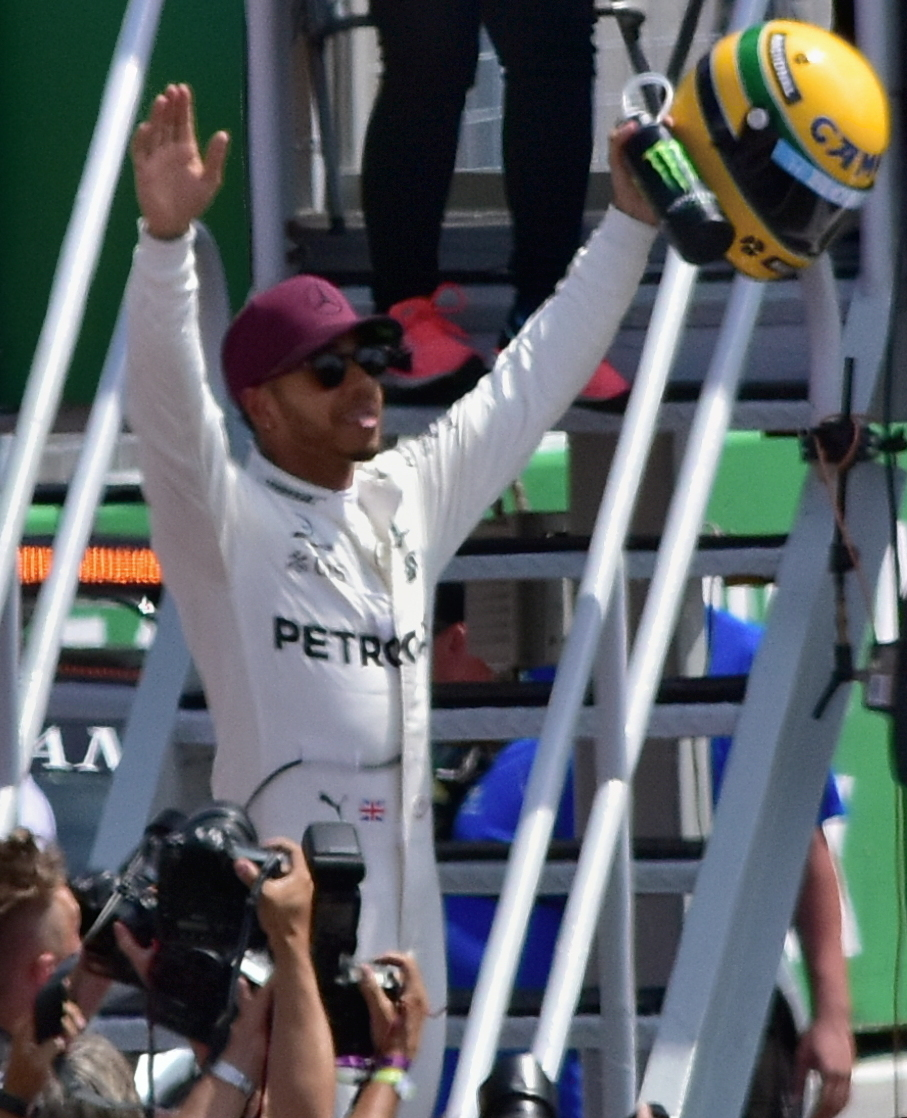
Lewis Hamilton em 2017, neste ano, ele igualou o recorde de poles positions de seu ídolo Ayrton Senna

A temporada 2017 da Fórmula 1 começaria disputada novamente. A disputa pelo título teria mais uma vez Lewis Hamilton (Mercedes), desta vez lutando com Sebastian Vettel (Ferrari). Foi a primeira vez que a Mercedes GP teve um concorrente direto na disputa do campeonato, já que de 2014 a 2016 a disputa era caseira na Mercedes (Hamilton × Rosberg). Dentro da Fórmula 1, não acontecia uma disputa entre diferentes equipes desde a temporada de 2013 (que sagrou Sebastian Vettel tetracampeão consecutivo, 2010–13). O GP da Australia foi vencido por Vettel, com Lewis Hamilton em segundo e Valtteri Bottas em terceiro. Com esse resultado percebeu-se que a temporada seria muito disputada e teria a volta de um duelo de pilotos de diferentes equipes. No Grande Prêmio da China, Lewis venceu e Sebastian chegou sem segundo, e o campeonato ficou empatado entre Hamilton e Vettel. O Grande Prêmio do Barém foi vencido pelo alemão, com o inglês em segundo. O Grande Prêmio da Rússia foi vencido por Valtteri Bottas, que conquistava sua primeira vitória na F1, Vettel em segundo e Hamilton em quarto. Lewis vence na Espanha e Sebastian chega em segundo. No Grande Prêmio de Mônaco a Ferrari conquistou sua primeira dobradinha, com o alemão em primeiro; Hamilton teve problemas na classificação e não conseguiu mais do que um sétimo lugar no apertado Circuito de Mônaco. Lewis voltou ao triunfo no Grande Prêmio do Canadá, com o rival do campeonato chegando apenas em quarto, o que amenizava o prejuízo de Mônaco. No Azerbaijão, Daniel Ricciardo venceu, com Lewis e Vettel chegando em quinto e quarto respectivamente. Na Áustria, Bottas venceu mais uma, Hamilton chegou apenas em quarto e o líder do mundial em segundo. Na Inglaterra, a flecha de prata corria em casa, e venceu a prova, com Vettel chegando apenas em sétimo depois de um pneu furado na última volta. O inglês estava agora a 1 ponto de se igualar ao alemão no campeonato, mas na Hungria a Ferrari deu o troco e conseguiu mais uma dobradinha, com o carro número 5 na primeira posição, o piloto da Mercedes chegou apenas em quarto; seu companheiro subiu ao pódio.

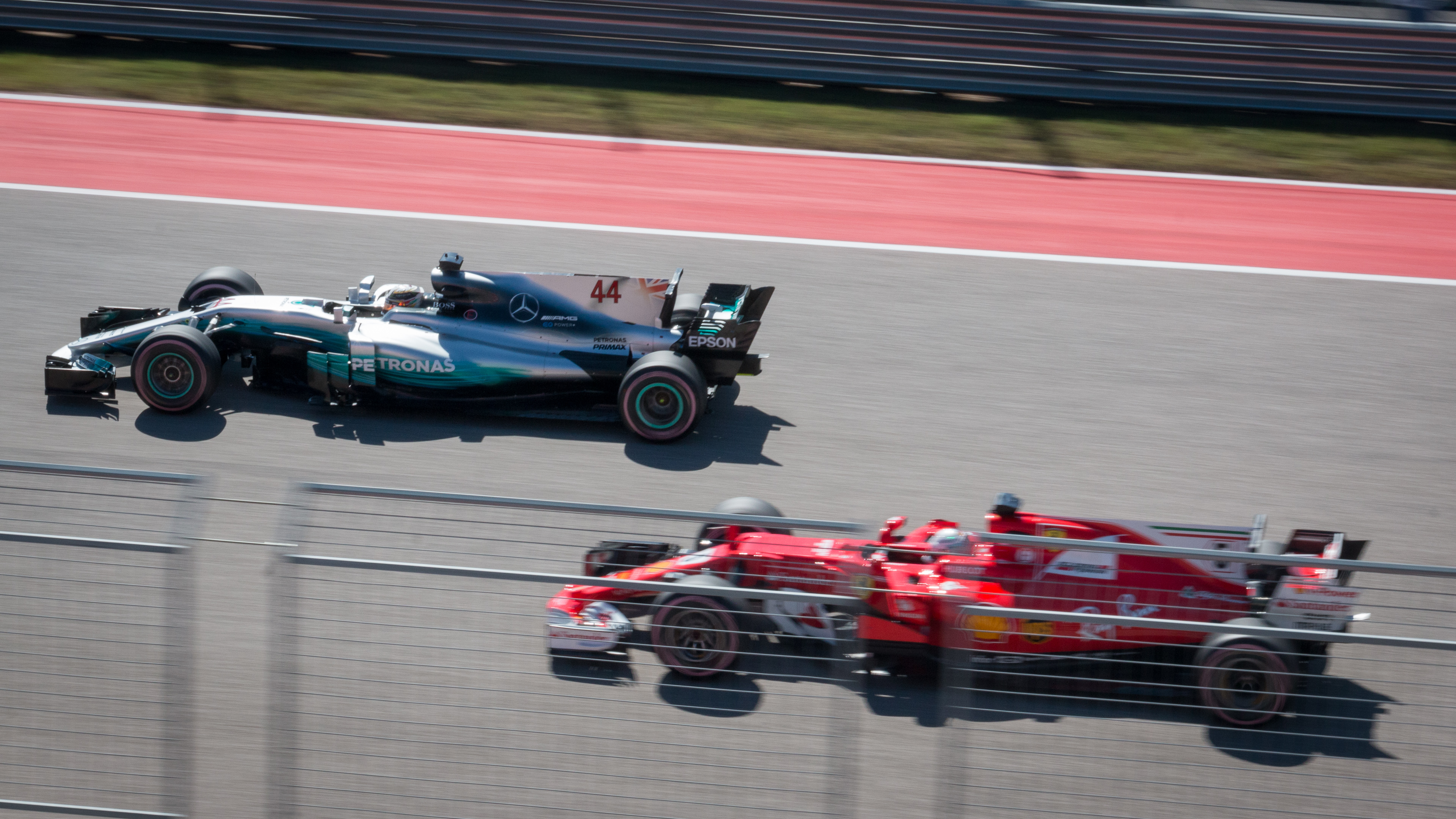
Hamilton e Vettel no GP dos Estados Unidos

Depois das férias do meio de temporada, Lewis Hamilton venceu na Bélgica e na Itália, e assumiu a liderança do campeonato por 3 pontos. No Grande Prêmio de Singapura o alemão da Ferrari foi pole, mas depois de um toque na largada entre ele, Kimi Raikkonen e Max Verstappen; os três foram forçados a abandonar a prova, e o inglês que havia largado em quinto, pulou para a ponta logo nas primeiras curvas depois de uma excelente corrida e foi o vencedor deste Grande Prêmio. A liderança do mundial aumentava para 28 pontos. Na Malásia, Hamilton foi segundo, com a vitória sendo de Verstappen, e Vettel, que teve de largar de último chegou em quarto; a vantagem no campeonato subia para 34 pontos. No Japão, Lewis voltou ao triunfo e Sebastian Vettel teve que abandonar antes de décima volta por problema de vela. A liderança do britânico dava um salto, de 34 para 59 pontos. Nos EUA Hamilton venceu com conforto e o seu rival foi segundo, e a liderança subiu mais 7 pontos (de 59 para 66 pontos). No México, Lewis Hamilton assegurou o quarto título na Fórmula 1 com 56 pontos de vantagem (com 50 ainda a serem disputados) com um nono lugar, o seu concorrente foi quarto, mas não foi suficiente para manter a luta viva. Lewis foi tetracampeão com duas provas de antecedência. Outro momento deste ano foi o adeus definitivo de Felipe Massa, que foi e continua sendo o último brasileiro a correr uma temporada completa na Fórmula 1.

#### 2018–2019: Hegemonia de Hamilton e da Mercedes

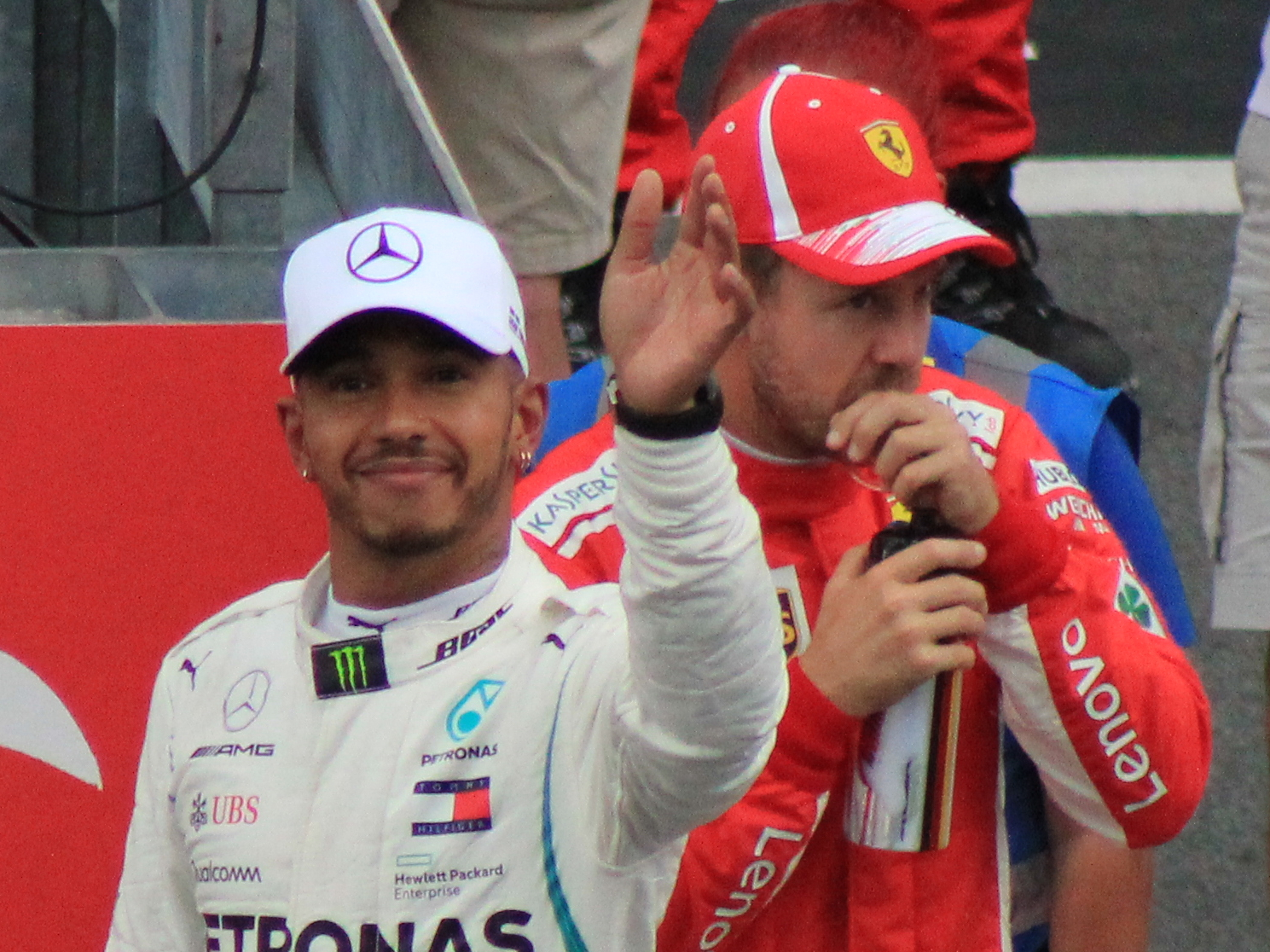
Lewis Hamilton e Sebastian Vettel estavam empatados em 4 títulos e buscavam o quinto em 2018

Em ambas as temporadas, Hamilton e a Mercedes foram brevemente ameaçados pela Ferrari. Em 2018, o piloto britânico e o alemão Sebastian Vettel estavam empatados no número de títulos (quatro para cada um) e disputavam para ver qual conseguiria chegar ao pentacampeonato primeiro, buscando se igualar ao lendário piloto argentino Juan Manuel Fangio. Vettel chegou a liderar a disputa, após vencer as primeiras corridas do ano (Austrália e Bahrein) e ganhando também no Canadá e na Grã-Bretanha, a casa de seu rival. Mas depois da vitória do nº 44 no Grande Prêmio da Alemanha, a casa de Vettel, a disputa foi totalmente controlada por Hamilton e pela Mercedes. Vettel ainda venceu na Bélgica, mas o inglês tinha ganhado a anterior, na Hungria, e também levou quatro corridas consecutivas (Itália, Singapura, Rússia e Japão), sendo pentacampeão com um quarto lugar no GP do México, faltando duas rodadas para o fim.

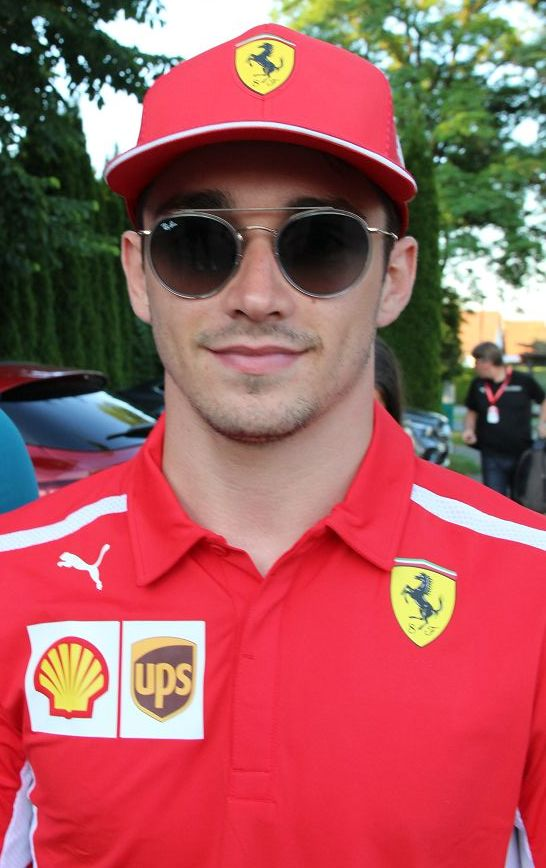
Charles Leclerc estreou pela Ferrari em 2019

Em 2019, a Ferrari trocou o finlandês Kimi Räikkönen pelo jovem monegasco Charles Leclerc, e o nº 16 mostrou seu potencial, fazendo sua primeira pole já na sua segunda corrida com os tifósi, no Bahrein, repetindo este feito na Áustria, em Singapura, na Rússia, no México, e na Bélgica e na Itália, nas quais ele também foi o vencedor da corrida. Todavia, ele enfrentava a concorrência interna com Vettel, que por ser veterano, exigia tratamento prioritário, teve que lidar com alguns erros da sua própria equipe, a Ferrari, e ainda tinha que superar Hamilton e a Mercedes, ambos dominantes, que venceram as oito primeiras corridas (com direito a seis dobradinhas) e seguiram campeões neste ano. Lewis também pontuou em todas as etapas, igualando o que apenas Michael Schumacher fizera em 2002, e com seu sexto título, conquistado no GP dos Estados Unidos, ultrapassou Juan Manuel Fangio (com 5 títulos), ficando atrás apenas de Michael Schumacher, que possui 7 títulos. Nesta temporada, também tivemos o início da parceria vitoriosa entre a Red Bull e a Honda, que passou a fornecer os motores para a equipe austríaca no lugar da Renault.

### Anos 2020

#### 2020: O heptacampeonato de Hamilton

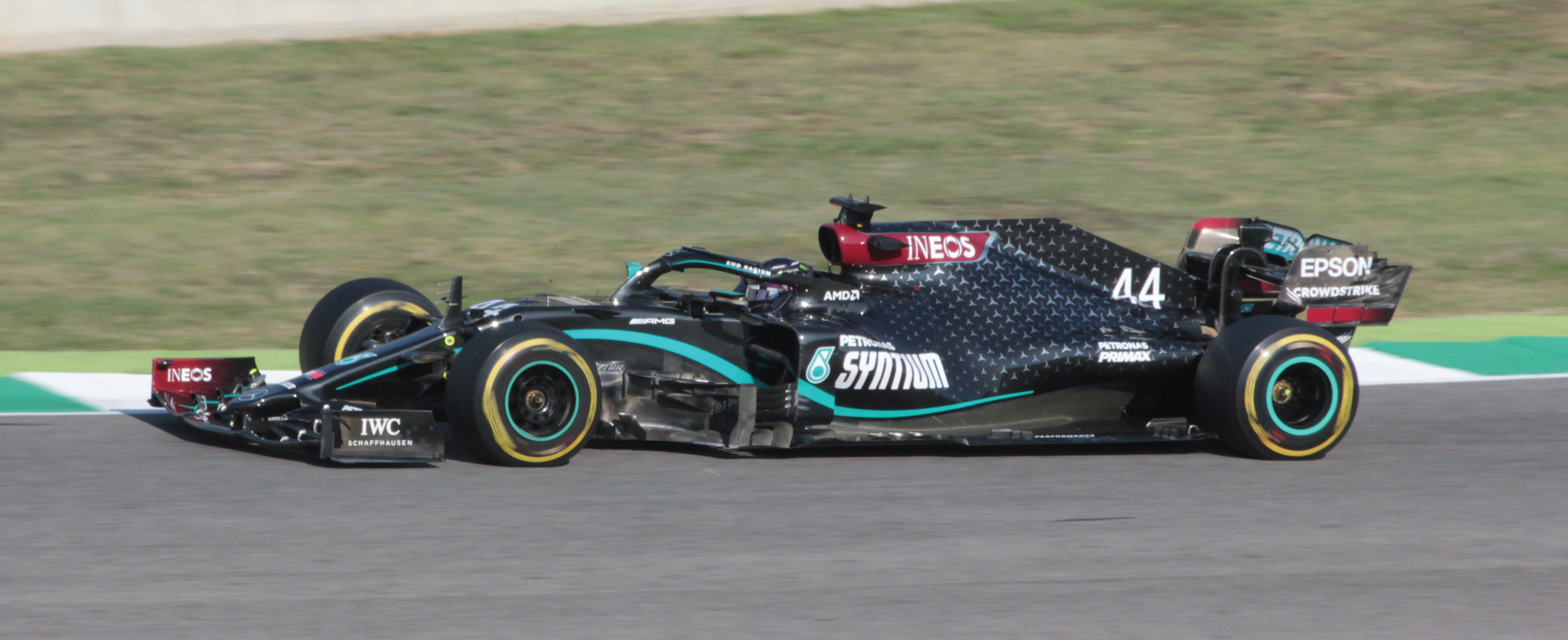
Lewis Hamilton conduzindo a Mercedes W11 durante o GP da Toscana de 2020, neste ano, o carro adotou uma pintura preta para mostrar apoio à luta antirracista

O ano de 2020 foi marcado pela explosão da pandemia de COVID-19, que afetou todo o planeta, e não foi diferente com a Fórmula 1. A categoria, que tinha originalmente vinte e duas corridas em seu calendário, já havia feito seus testes de pré-temporada em fevereiro e deveria ter estreado em 15 de março com o Grande Prêmio da Austrália, no entanto, esta corrida teve que ser adiada com o recrudescimento da doença, e posteriormente, foi cancelada em definitivo, juntamente com mais treze etapas, como os tradicionais GPs da China, de Mônaco e do Brasil, além das corridas em Países Baixos e Vietnã, que estreariam na categoria neste ano. Assim, apenas dezessete etapas foram cumpridas, e a temporada só iniciou em 5 de julho, com o GP da Áustria, que teve pole e vitória de Valtteri Bottas, piloto da equipe Mercedes. No entanto, seu companheiro de equipe Lewis Hamilton foi mais uma vez dominante, tendo vencido e se sagrado campeão no Grande Prêmio da Turquia, com três rodadas de antecedência. Este foi o seu sétimo campeonato, o quarto consecutivo, igualando o piloto alemão Michael Schumacher em número de títulos. 

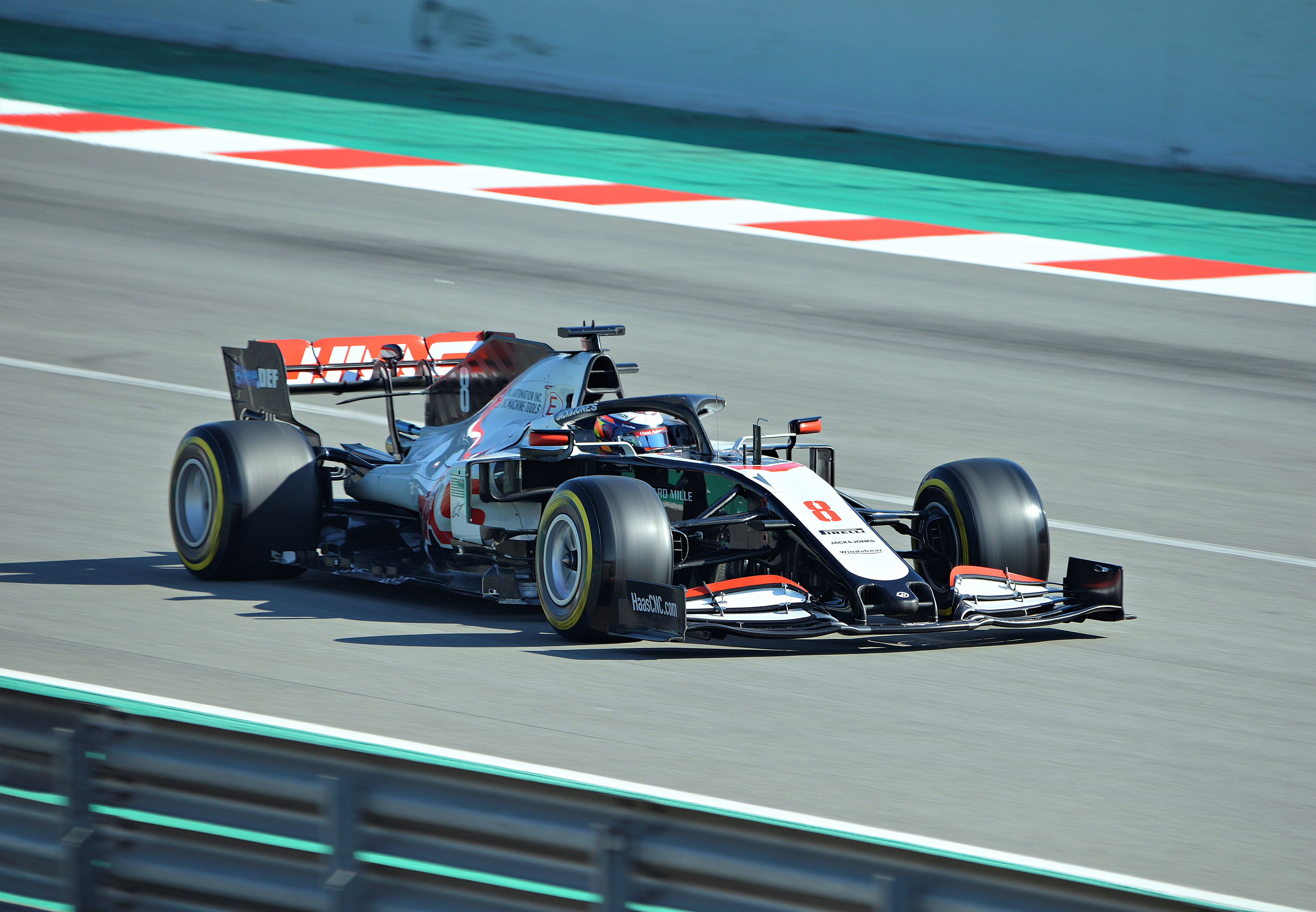
Romain Grosjean, da equipe Haas, sofreu forte acidente que antecipou o encerramento de sua carreira na Fórmula 1

Neste ano, a equipe Mercedes apresentou uma pintura diferente, trocando o tradicional prateado pela cor preta, como uma forma de protesto contra o racismo, devido à morte de George Floyd. O próprio Hamilton usou a sua popularidade para defender causas antirracistas. Por influência dele, os pilotos repetiram o gesto de se ajoelhar durante a execução do hino do país que sediava o GP. No entanto, nem todos os pilotos aceitaram participar do protesto. Dentre os que se recusaram, estavam Max Verstappen, Kimi Raikkonen, Carlos Sainz, Charles Leclerc, Daniil Kvyat e Antonio Giovinazzi. Kevin Magnussen se juntou a estes no GP da Grã-Bretanha. E todos, inclusive os que não se ajoelharam, utilizaram as camisetas com os dizeres "End racism" ("Acabar com o racismo" em inglês).
Outro evento marcante foi o forte acidente que o piloto franco-suíço Romain Grosjean, da equipe Haas, sofreu durante o GP do Bahrein. Pouco após a largada, o piloto de número 8 escapou na saída da curva 3, perdeu o controle do carro após tocar na AlphaTauri de Daniil Kvyat e bateu forte no muro, o que fez com que seu carro explodisse em chamas. Apesar disso, Grosjean conseguiu sair sozinho do carro, mesmo mancando, e teve apenas algumas queimaduras nas mãos e nos tornozelos. Foi substituído pelo brasileiro Pietro Fittipaldi nas duas últimas corridas.

#### 2021: Verstappen X Hamilton
Esta temporada trouxe uma novidade: a Sprint Race, uma corrida mais curta que seria disputada aos sábados e definiria o grid de largada para a corrida de domingo. Esta nova forma de qualificação foi adotada nos GPs da Inglaterra, da Itália e de São Paulo, rendendo três pontos para o primeiro colocado, dois para o que terminar a corrida em segundo lugar e um para o piloto que chegar na terceira posição. Nas pistas, o que mais marcou foi a disputa entre o então campeão, Lewis Hamilton, e o neerlandês Max Verstappen, que era considerado por muitos especialistas como um prodígio do esporte e um futuro campeão. Nesta temporada, Hamilton atingiu dois recordes, sendo o primeiro piloto a alcançar a marca de 100 poles positions no Grande Prêmio da Espanha, e de 100 vitórias, no GP da Rússia. Mas Verstappen era um rival duro, e ele também conquistou um recorde, sendo o mais jovem a ter um Grand Chelem, com 23 anos e 277 dias, durante o GP da Áustria.

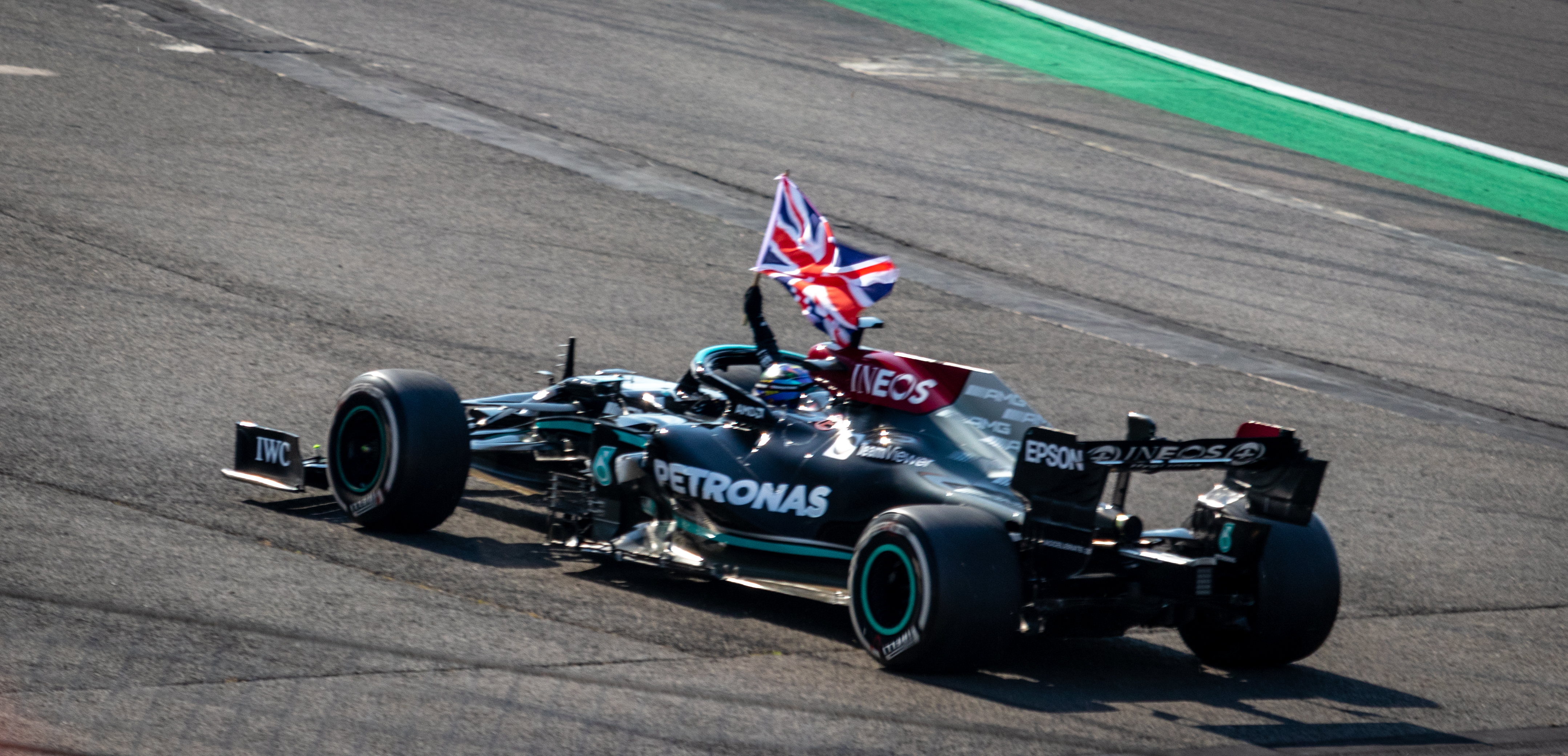
Lewis Hamilton pilota a Mercedes W12, enquanto comemora a vitória no polêmico GP da Grã-Bretanha de 2021

A disputa foi intensa do início ao fim desta temporada. Na primeira corrida, no Bahrein, Verstappen conquistou a pole, contudo, Hamilton obteve a vitória. Na seguinte, aconteceu o contrário: Hamilton fizera a pole, mas Verstappen venceu o GP de Emília-Romanha. Hamilton venceu também em Portugal e Espanha, mas Verstappen conquistou Mônaco e outras três vitórias consecutivas: França, Estíria e Áustria. O ápice da disputa foi na Grã-Bretanha, em que Verstappen venceu a Sprint após ultrapassar Hamilton na largada, no entanto, durante a corrida, os dois pilotos se chocaram na Curva 9, também conhecida como Copse, e o neerlandês foi obrigado a abandonar a competição. Hamilton foi considerado culpado pelo incidente, foi punido com 10 segundos, e mesmo assim, venceu o Grande Prêmio, para a fúria de Max e da Red Bull, que criticaram duramente seu comportamento na pista e tentaram recorrer do resultado junto à FIA, sem sucesso.

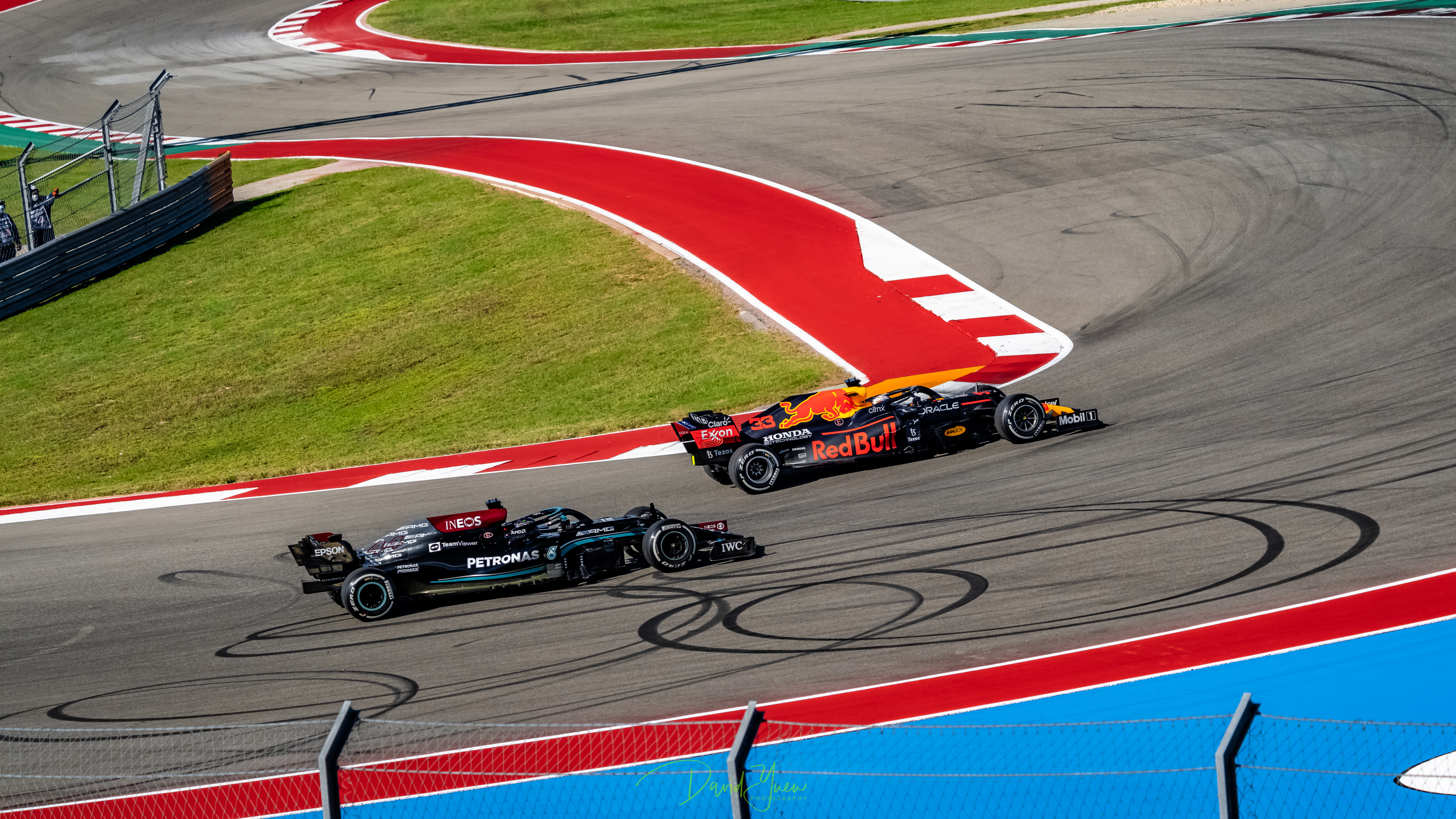
Hamilton e Verstappen no GP de Austin

Outra corrida marcante foi o GP da Bélgica, que entrou para a história como a corrida mais curta da Fórmula 1, por conta de uma chuva torrencial que atrasou o GP por cerca de três horas. Os pilotos largaram, mas só fizeram 3 das 44 voltas programadas, todas cumpridas atrás do Safety Car. A vitória foi atribuída a Max Verstappen, mas ele só obteve a metade dos pontos. Mesmo assim, foi o suficiente para ele consolidar a liderança no campeonato. No entanto, Lewis Hamilton seguia em seu encalço, e iniciou uma forte reação a partir do Grande Prêmio de São Paulo. Nesta corrida, Hamilton demonstrou seu enorme talento no automobilismo, pois após ter sido punido por conta de uma alteração na asa móvel e obrigado a largar em último na Sprint Race, o britânico da Mercedes fez várias ultrapassagens e terminou a corrida curta na quinta posição, com o seu principal oponente Verstappen se sagrando como vencedor e pole position. Hamilton ainda perdeu mais cinco posições por ter trocado o motor pela quinta vez na temporada, e mesmo assim, venceu a corrida do domingo, com Verstappen cruzando a linha de chegada na segunda posição, após ter liderado a maior parte da corrida. Além dessa vitória, o inglês também faturou as poles e venceu as rodadas do Catar e da Arábia Saudita.
Assim, os dois pilotos foram para a última rodada, em Abu Dhabi, com a pontuação empatada. No entanto, a corrida final foi marcada pelas polêmicas decisões do diretor de corrida Michael Masi, que, após um acidente do piloto da Williams Nicholas Latifi, ordenou que nenhum dos pilotos retardatários deveria retomar suas posições. Após ser pressionado pela Red Bull, Masi definiu que apenas os cinco pilotos que estavam entre o líder da corrida, Lewis Hamilton, e o segundo colocado, Max Verstappen, poderiam descontar a volta. E antes que eles pudessem fazê-lo, Masi autorizou que ocorresse a relargada, na última volta. Todas essas medidas de Masi violavam as regras da categoria, e elas, juntamente com a decisão da Red Bull de trocar os pneus do neerlandês e a recusa da Mercedes em trocar os pneus de Lewis Hamilton, permitiram que Max Verstappen pudesse conquistar seu primeiro título, após ultrapassar Hamilton e vencer a corrida, gerando muitos protestos da mídia, da torcida e dos principais prejudicados. Apesar disto, Hamilton e a equipe Mercedes decidiram não contestar o resultado judicialmente.

#### 2022 –presente: Retorno do efeito solo, domínio de Verstappen e da Red Bull

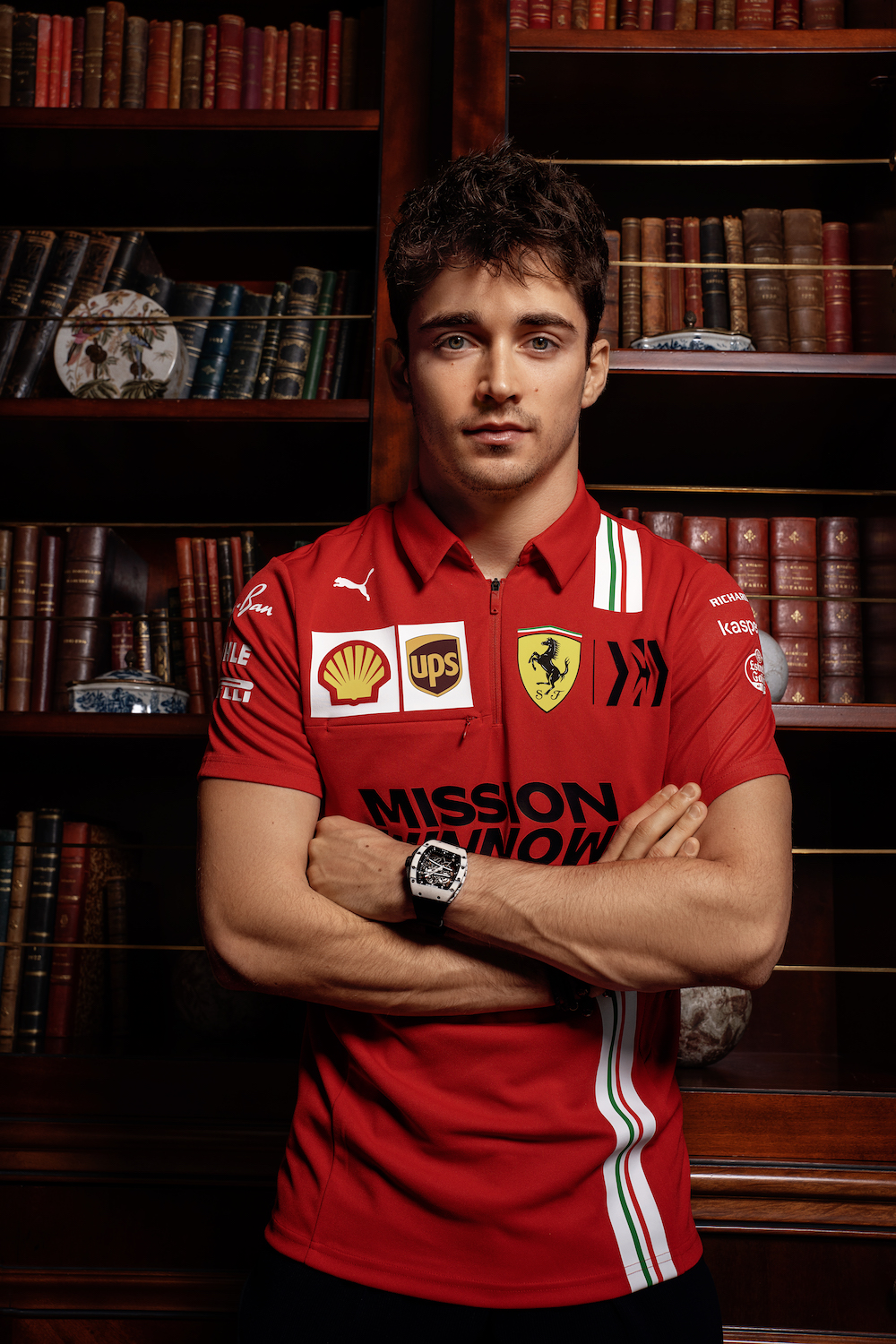
Charles Leclerc conquistou o vice-campeonato em 2022

A temporada 2022 da Fórmula 1 se viu impactada pela invasão da Ucrânia, que culminou no banimento da Rússia de todas as competições esportivas. Isso fez com que o piloto russo Nikita Mazepin perdesse seu contrato com a equipe Haas, que rescindiu com ele e com a sua patrocinadora UralKali sem precisar pagar multa, sendo substituído pelo dinamarquês Kevin Magnussen. E o mesmo se aplicou ao GP da Rússia, que foi definitivamente cancelado. 2022 trouxe de volta o efeito solo, mas também acarretou no efeito porpoising, ou os quiques, que faziam os carros saltarem na pista, e gerou muitas críticas da mídia, dos pilotos e das equipes, por trazer sérios riscos à segurança dos condutores. O campeonato começou com o monegasco Charles Leclerc obtendo duas vitórias importantes no Bahrein e na Austrália, enquanto a Red Bull lidava com quebras e abandonos. No entanto, Max Verstappen e a RBR responderam, e o Super Max, como seus fãs carinhosamente o chamam, assumiu a liderança no GP da Espanha, mantendo-a até o fim do campeonato.

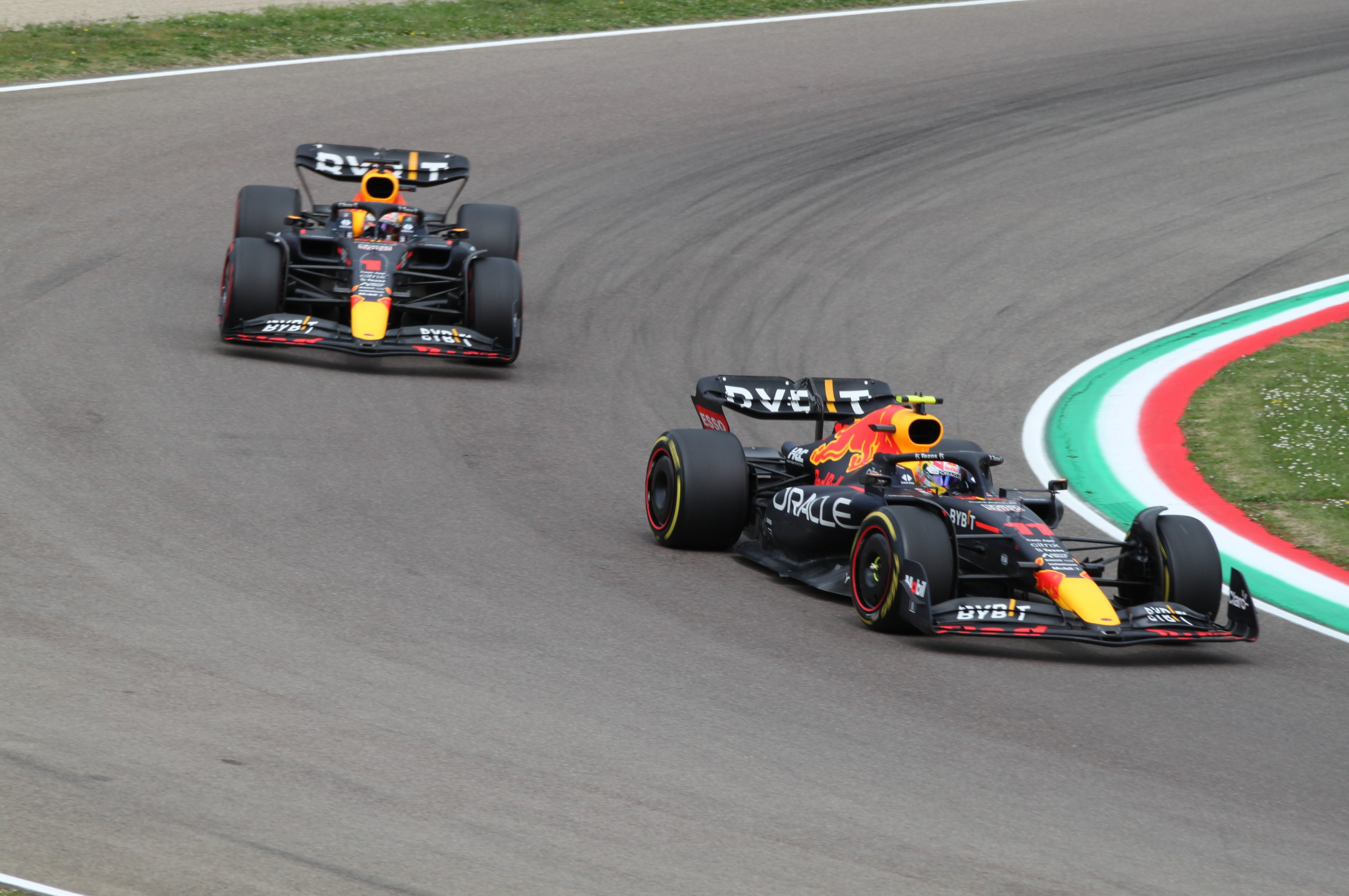
Pérez e Verstappen dirigindo seus RB18 em 2022

E com a mudança das regras pleiteada pela equipe Mercedes, que atingiu o assoalho flexível utilizado pelos carros da Ferrari, Max Verstappen e a Red Bull foram dominantes na segunda metade da temporada, dando ao neerlandês a conquista do bicampeonato durante o Grande Prêmio do Japão. Esta corrida, tal qual o GP da Bélgica do ano anterior, também se deu debaixo de uma intensa chuva, e correu sério risco de ser cancelada. A presença de um trator na pista enquanto os pilotos ainda estavam correndo gerou discussões e polêmicas, como o francês Pierre Gasly, da Alpha Tauri, tendo sido o piloto que mais se aproximou de colidir com o trator, o que lhe acarretou uma punição de 20 segundos. Entretanto, a chuva diminuiu dentro do tempo estabelecido para a corrida de domingo, e às 16h15, na hora local, ela foi retomada, e seu vencedor foi Max Verstappen.

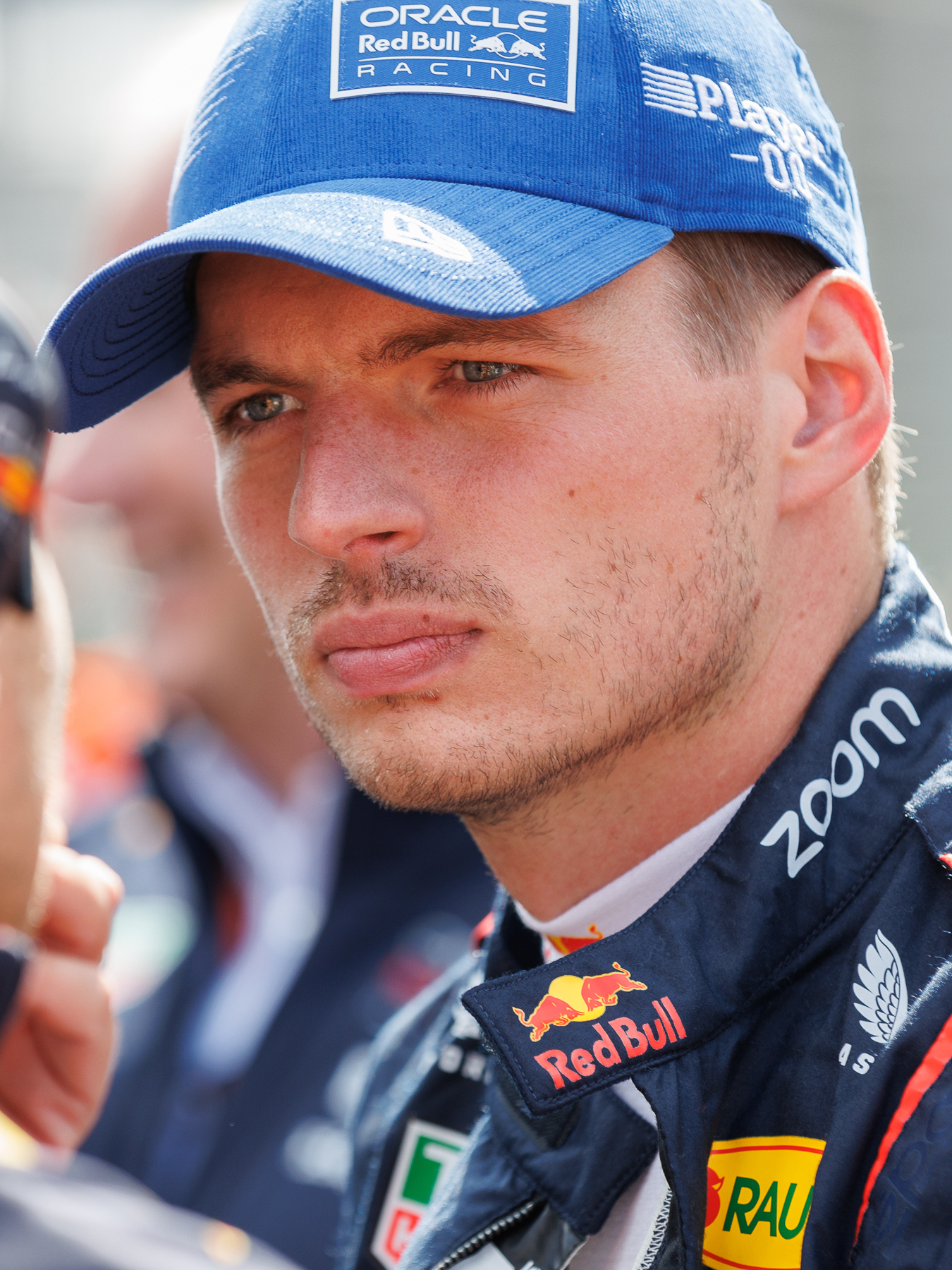
Verstappen, atual campeão da F1

Mas para ser campeão em Suzuka, o neerlandês precisava que Leclerc ficasse em terceiro lugar, e o monegasco havia cruzado a linha de chegada em segundo. Contudo, ele recebeu uma punição de cinco segundos por ter ultrapassado os limites da pista, perdendo a segunda posição para Sérgio Pérez, companheiro do Verstappen na equipe austríaca. O anúncio do bicampeonato de Max se deu de forma inusitada, em meio às entrevistas pós corrida que os pilotos tradicionalmente dão. Neste ano, Verstappen quebrou o recorde de ter vencido mais corridas em uma mesma temporada, sendo o primeiro a receber a bandeira quadriculada por catorze vezes, superando as 13 vitórias de Schumacher em 2004 e de Vettel em 2011, conquistou seu segundo Grand Chelem na Emília-Romanha e obteve seu quinto hat trick nos Países Baixos.

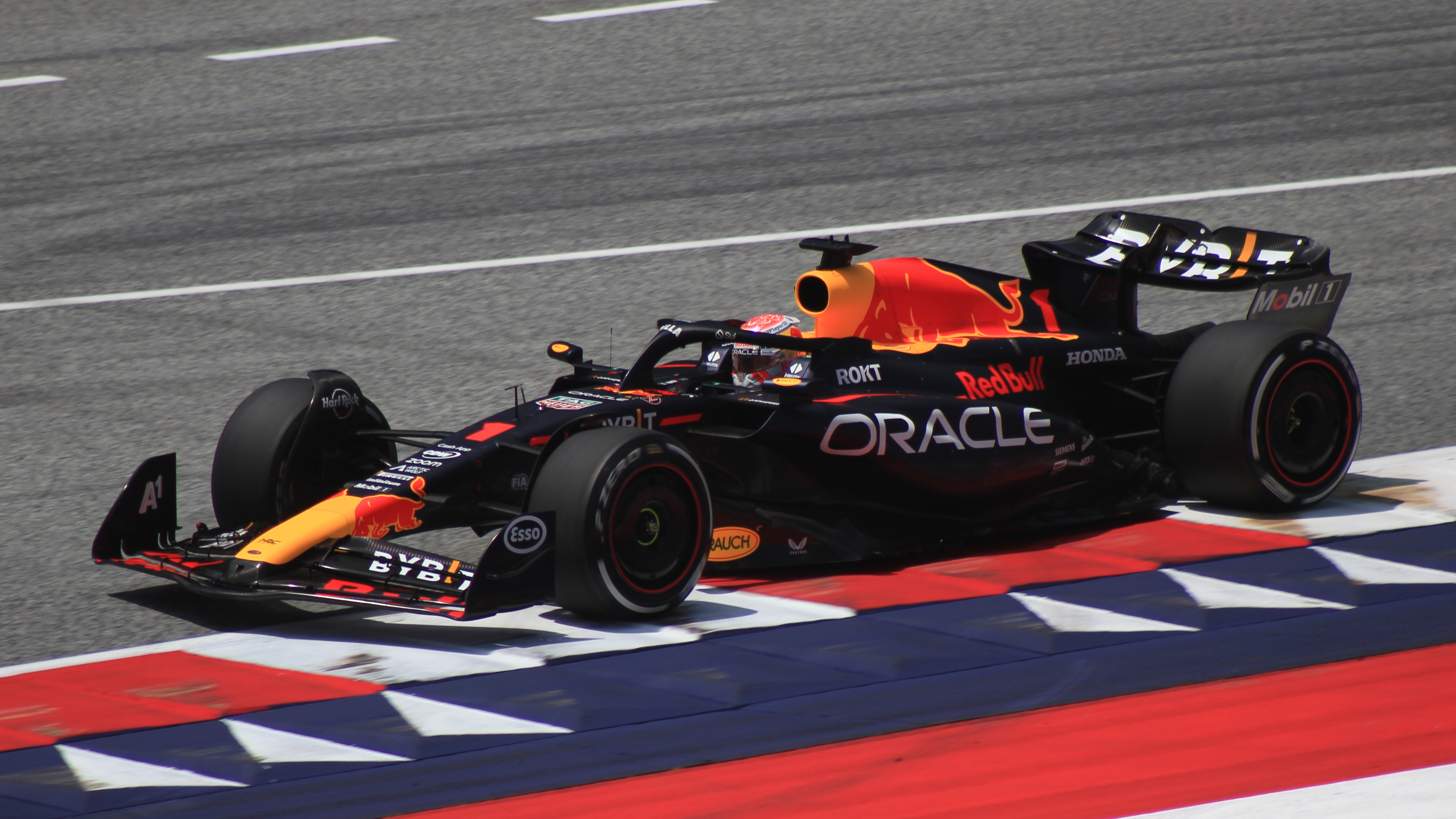
Max Verstappen a bordo do RB19, o carro mais vencedor da história da Fórmula 1

Em 2023, Verstappen e a Red Bull tiveram uma temporada ainda mais dominante, na qual eles quebraram vários recordes antigos da categoria. A bordo de seu RB19, Max se tornou o terceiro maior vencedor de todos os tempos, ultrapassando as 53 vitórias de Sebastian Vettel no GP de Abu Dhabi. Ele também bateu seu próprio recorde de vitórias em uma só temporada (dezenove), de vitórias consecutivas (dez), que também pertencia a Vettel, de maior pontuação total (575), de diferença para o vice-campeão (290 em cima de seu companheiro de equipe Sergio Pérez), de aproveitamento numa temporada (86,3%, contra os 75% de aproveitamento de Alberto Ascari em 1952), e ainda se tornou o primeiro piloto a liderar mais de mil voltas em uma só temporada. E a Red Bull superou o recorde da McLaren de 1988 ao conquistar 21 das 22 vitórias na mesma temporada, com 95,45% de aproveitamento.
A única corrida de 2023 que não foi vencida por um piloto Red Bull foi a de Singapura, cujo primeiro colocado foi o ferrarista Carlos Sainz Jr, curiosamente, um antigo integrante do programa de desenvolvimento de pilotos da Red Bull e ex-companheiro de Verstappen na Toro Rosso. Nesse GP, Verstappen teve problemas e ficou fora do pódio pela única vez na temporada, recebendo a bandeira quadriculada na sexta posição, o que quebrou a sua sequência de vitórias.
Com isso, a decisão do título de 2023 acabou se dando na Sprint Race do Grande Prêmio do Catar, fato inédito na história da F1. Verstappen chegou na segunda posição e garantiu o título porque o seu único oponente, Sergio Pérez, se envolveu em um incidente com Esteban Ocon, da Alpine e Nico Hulkenberg, da Haas, e abandonou a disputa. O vencedor dessa corrida curta foi o estreante Oscar Piastri, da McLaren.

## Pilotos e equipes
- Lista de construtores da Fórmula 1
- Lista de pilotos da Fórmula 1
- Vencedores de corridas da Fórmula 1
- Lista de construtores campeões da Fórmula 1
- Lista de pilotos campeões da Fórmula 1
- Lista de campeões da Fórmula 1
- Países campeões de F1

### Evolução dos participantes em 2024
| 0               | 1 | 2 | 3 | 4 | 5 | 6 | 7 | 8 | 9 | 0 | 1 | 2 | 3 | 4 | 5 | 6               | 7 | 8 | 9 | 0                   | 1                   | 2                   | 3                   | 4                   | 5                   | 6                   | 7                   | 8                   | 9                   | 0                   | 1                   | 2                   | 3                   | 4                   | 5                   | 6                    | 7                    | 8                    | 9                    | 0                    | 1                    | 2                    | 3                    | 4                    | 5                    | 6                    | 7                    | 8                    | 9                    | 0                    | 1                    | 2                   | 3                   | 4                   | 5                   | 6                      | 7                      | 8                       | 9                       | 0                       | 1                       | 2                       | 3                       | 4                       | 5                       | 6                       | 7                       | 8                       | 9                        | 0                        | 1                      | 2                      | 3                      | 4                    |                      |
| Ferrari (1950–) |   |   |   |   |   |   |   |   |   |   |   |   |   |   |   |                 |   |   |   |                     |                     |                     |                     |                     |                     |                     |                     |                     |                     |                     |                     |                     |                     |                     |                     |                      |                      |                      |                      |                      |                      |                      |                      |                      |                      |                      |                      |                      |                      |                      |                      |                     |                     |                     |                     |                        |                        |                         |                         |                         |                         |                         |                         |                         |                         |                         |                         |                         |                          |                          |                        |                        |                        |                      |                      |
|                 |   |   |   |   |   |   |   |   |   |   |   |   |   |   |   | McLaren (1966–) |   |   |   |                     |                     |                     |                     |                     |                     |                     |                     |                     |                     |                     |                     |                     |                     |                     |                     |                      |                      |                      |                      |                      |                      |                      |                      |                      |                      |                      |                      |                      |                      |                      |                      |                     |                     |                     |                     |                        |                        |                         |                         |                         |                         |                         |                         |                         |                         |                         |                         |                         |                          |                          |                        |                        |                        |                      |                      |
|                 |   |   |   |   |   |   |   |   |   |   |   |   |   |   |   |                 |   |   |   | Tyrrell (1970–1998) | Tyrrell (1970–1998) | Tyrrell (1970–1998) | Tyrrell (1970–1998) | Tyrrell (1970–1998) | Tyrrell (1970–1998) | Tyrrell (1970–1998) | Tyrrell (1970–1998) | Tyrrell (1970–1998) | Tyrrell (1970–1998) | Tyrrell (1970–1998) | Tyrrell (1970–1998) | Tyrrell (1970–1998) | Tyrrell (1970–1998) | Tyrrell (1970–1998) | Tyrrell (1970–1998) | Tyrrell (1970–1998)  | Tyrrell (1970–1998)  | Tyrrell (1970–1998)  | Tyrrell (1970–1998)  | Tyrrell (1970–1998)  | Tyrrell (1970–1998)  | Tyrrell (1970–1998)  | Tyrrell (1970–1998)  | Tyrrell (1970–1998)  | Tyrrell (1970–1998)  | Tyrrell (1970–1998)  | Tyrrell (1970–1998)  | Tyrrell (1970–1998)  | BAR (1999–2005)      | BAR (1999–2005)      | BAR (1999–2005)      | BAR (1999–2005)     | BAR (1999–2005)     | BAR (1999–2005)     | BAR (1999–2005)     | Honda (2006–2008)      | Honda (2006–2008)      | Honda (2006–2008)       | Brawn (2009)            | Mercedes (2010–)        | Mercedes (2010–)        | Mercedes (2010–)        | Mercedes (2010–)        | Mercedes (2010–)        | Mercedes (2010–)        | Mercedes (2010–)        | Mercedes (2010–)        | Mercedes (2010–)        | Mercedes (2010–)         | Mercedes (2010–)         | Mercedes (2010–)       | Mercedes (2010–)       | Mercedes (2010–)       | Mercedes (2010–)     | Mercedes (2010–)     |
|                 |   |   |   |   |   |   |   |   |   |   |   |   |   |   |   |                 |   |   |   |                     |                     |                     |                     |                     |                     |                     |                     | Williams (1978–)    |                     |                     |                     |                     |                     |                     |                     |                      |                      |                      |                      |                      |                      |                      |                      |                      |                      |                      |                      |                      |                      |                      |                      |                     |                     |                     |                     |                        |                        |                         |                         |                         |                         |                         |                         |                         |                         |                         |                         |                         |                          |                          |                        |                        |                        |                      |                      |
|                 |   |   |   |   |   |   |   |   |   |   |   |   |   |   |   |                 |   |   |   |                     |                     |                     |                     |                     |                     |                     |                     |                     |                     |                     | Toleman (1981–1985) | Toleman (1981–1985) | Toleman (1981–1985) | Toleman (1981–1985) | Toleman (1981–1985) | Benetton (1986–2001) | Benetton (1986–2001) | Benetton (1986–2001) | Benetton (1986–2001) | Benetton (1986–2001) | Benetton (1986–2001) | Benetton (1986–2001) | Benetton (1986–2001) | Benetton (1986–2001) | Benetton (1986–2001) | Benetton (1986–2001) | Benetton (1986–2001) | Benetton (1986–2001) | Benetton (1986–2001) | Benetton (1986–2001) | Benetton (1986–2001) | Renault (2002–2011) | Renault (2002–2011) | Renault (2002–2011) | Renault (2002–2011) | Renault (2002–2011)    | Renault (2002–2011)    | Renault (2002–2011)     | Renault (2002–2011)     | Renault (2002–2011)     | Renault (2002–2011)     | Renault (2002–2011)     | Lotus (2012–2015)       | Lotus (2012–2015)       | Lotus (2012–2015)       | Renault (2016–2020)     | Renault (2016–2020)     | Renault (2016–2020)     | Renault (2016–2020)      | Renault (2016–2020)      | Alpine (2021–)         | Alpine (2021–)         | Alpine (2021–)         | Alpine (2021–)       | Alpine (2021–)       |
|                 |   |   |   |   |   |   |   |   |   |   |   |   |   |   |   |                 |   |   |   |                     |                     |                     |                     |                     |                     |                     |                     |                     |                     |                     |                     |                     |                     |                     | Minardi (1985–2005) | Minardi (1985–2005)  | Minardi (1985–2005)  | Minardi (1985–2005)  | Minardi (1985–2005)  | Minardi (1985–2005)  | Minardi (1985–2005)  | Minardi (1985–2005)  | Minardi (1985–2005)  | Minardi (1985–2005)  | Minardi (1985–2005)  | Minardi (1985–2005)  | Minardi (1985–2005)  | Minardi (1985–2005)  | Minardi (1985–2005)  | Minardi (1985–2005)  | Minardi (1985–2005)  | Minardi (1985–2005) | Minardi (1985–2005) | Minardi (1985–2005) | Minardi (1985–2005) | Toro Rosso (2006–2019) | Toro Rosso (2006–2019) | Toro Rosso (2006–2019)  | Toro Rosso (2006–2019)  | Toro Rosso (2006–2019)  | Toro Rosso (2006–2019)  | Toro Rosso (2006–2019)  | Toro Rosso (2006–2019)  | Toro Rosso (2006–2019)  | Toro Rosso (2006–2019)  | Toro Rosso (2006–2019)  | Toro Rosso (2006–2019)  | Toro Rosso (2006–2019)  | Toro Rosso (2006–2019)   | AlphaTauri (2020–2023)   | AlphaTauri (2020–2023) | AlphaTauri (2020–2023) | AlphaTauri (2020–2023) | RB (2024)            | Racing Bulls (2025–) |
|                 |   |   |   |   |   |   |   |   |   |   |   |   |   |   |   |                 |   |   |   |                     |                     |                     |                     |                     |                     |                     |                     |                     |                     |                     |                     |                     |                     |                     |                     |                      |                      |                      |                      |                      | Jordan (1991–2005)   | Jordan (1991–2005)   | Jordan (1991–2005)   | Jordan (1991–2005)   | Jordan (1991–2005)   | Jordan (1991–2005)   | Jordan (1991–2005)   | Jordan (1991–2005)   | Jordan (1991–2005)   | Jordan (1991–2005)   | Jordan (1991–2005)   | Jordan (1991–2005)  | Jordan (1991–2005)  | Jordan (1991–2005)  | Jordan (1991–2005)  | Midland (2006)         | Spyker (2007)          | Force India (2008–2018) | Force India (2008–2018) | Force India (2008–2018) | Force India (2008–2018) | Force India (2008–2018) | Force India (2008–2018) | Force India (2008–2018) | Force India (2008–2018) | Force India (2008–2018) | Force India (2008–2018) | Force India (2008–2018) | Racing Point (2019–2020) | Racing Point (2019–2020) | Aston Martin (2021–)   | Aston Martin (2021–)   | Aston Martin (2021–)   | Aston Martin (2021–) | Aston Martin (2021–) |
|                 |   |   |   |   |   |   |   |   |   |   |   |   |   |   |   |                 |   |   |   |                     |                     |                     |                     |                     |                     |                     |                     |                     |                     |                     |                     |                     |                     |                     |                     |                      |                      |                      |                      |                      |                      |                      | Sauber (1993–2005)   | Sauber (1993–2005)   | Sauber (1993–2005)   | Sauber (1993–2005)   | Sauber (1993–2005)   | Sauber (1993–2005)   | Sauber (1993–2005)   | Sauber (1993–2005)   | Sauber (1993–2005)   | Sauber (1993–2005)  | Sauber (1993–2005)  | Sauber (1993–2005)  | Sauber (1993–2005)  | Sauber (1993–2005)     | Sauber (1993–2005)     | BMW Sauber (2006–2009)  | BMW Sauber (2006–2009)  | BMW Sauber (2006–2009)  | BMW Sauber (2006–2009)  | Sauber (2010–2018)      | Sauber (2010–2018)      | Sauber (2010–2018)      | Sauber (2010–2018)      | Sauber (2010–2018)      | Sauber (2010–2018)      | Sauber (2010–2018)      | Alfa Romeo (2019–2023)   | Alfa Romeo (2019–2023)   | Alfa Romeo (2019–2023) | Alfa Romeo (2019–2023) | Alfa Romeo (2019–2023) | Kick Sauber (2024–)  | Kick Sauber (2024–)  |
|                 |   |   |   |   |   |   |   |   |   |   |   |   |   |   |   |                 |   |   |   |                     |                     |                     |                     |                     |                     |                     |                     |                     |                     |                     |                     |                     |                     |                     |                     |                      |                      |                      |                      |                      |                      |                      |                      |                      |                      |                      | Stewart (1997–1999)  | Stewart (1997–1999)  | Stewart (1997–1999)  | Jaguar (2000–2004)   | Jaguar (2000–2004)   | Jaguar (2000–2004)  | Jaguar (2000–2004)  | Jaguar (2000–2004)  | Red Bull (2005–)    | Red Bull (2005–)       | Red Bull (2005–)       | Red Bull (2005–)        | Red Bull (2005–)        | Red Bull (2005–)        | Red Bull (2005–)        | Red Bull (2005–)        | Red Bull (2005–)        | Red Bull (2005–)        | Red Bull (2005–)        | Red Bull (2005–)        | Red Bull (2005–)        | Red Bull (2005–)        | Red Bull (2005–)         | Red Bull (2005–)         | Red Bull (2005–)       | Red Bull (2005–)       | Red Bull (2005–)       | Red Bull (2005–)     | Red Bull (2005–)     |
|                 |   |   |   |   |   |   |   |   |   |   |   |   |   |   |   |                 |   |   |   |                     |                     |                     |                     |                     |                     |                     |                     |                     |                     |                     |                     |                     |                     |                     |                     |                      |                      |                      |                      |                      |                      |                      |                      |                      |                      |                      |                      |                      |                      |                      |                      |                     |                     |                     |                     |                        |                        |                         |                         |                         |                         |                         |                         |                         |                         | Haas (2016–)            |                         |                         |                          |                          |                        |                        |                        |                      |                      |

### Numeração dos carros
Até 1973, não existia numeração fixa nos carros. Os números muitas vezes mudavam em alguns GPs. Para 1973, a FIA determinou que "a equipe campeã do ano anterior usaria os números 1 e 2 e após o GP da Bélgica daquela temporada as outras equipes teriam número fixo até o fim da temporada".
A partir de 1974 estes números foram arrumados de acordo com a classificação do campeonato de construtores do ano anterior e havia casos isolados de inscrição de um terceiro carro. Assim, naquele ano o Ronnie Peterson usou o nº 1, e a Tyrrell que teve o piloto campeão em 1973, Jackie Stewart, e havia sido a vice-campeã ficou com os nº 3 e 4 e assim por diante.
Ficou estabelecido que a equipe que tivesse o piloto campeão teria direito ao nº 1 e 2, assim quando uma equipe era campeã (através de seu piloto) trocava os números da outrora campeã. Em 1979 a Ferrari foi campeã e usava o 11 e o 12 e em 1980 usou os números 1 e 2 enquanto a Lotus usava o 11 e o 12. Em 1980 a Williams foi a campeã e trocou com a Ferrari que passou a usar os números 27 e 28 (que eram da Williams).
Curiosamente alguns números viraram até marcas das equipes como os números 3 e 4 na Tyrrell já que ela nunca mais foi campeã e o número 27, na Ferrari (de 1981 a 1995, a equipe italiana só não usou o 27 em 1990 — foi usado por Ayrton Senna, na McLaren).
- Ferrari: 1/2 e 11/12 (década de 1970), 27/28 (décadas de 1980 e 1990)
- Williams: 27/28 (anos 1970), 5/6 (décadas de 1980 e 1990)
- Lotus: 1/2 e 5/6 (anos 1970), 11/12 (décadas de 1980 e 1990)
- Renault: 15/16 (décadas de 1970 e 1980)
- Brabham: 7/8 (décadas de 1970 e 1980)
- Benetton: 19/20 (décadas de 1980)
- Tyrrell: 3/4 (décadas de 1970, 1980 e 1990)
- Ligier: 25/26 (décadas de 1970, 1980 e 1990)
- Arrows: 29/30 (década de 1970), 17/18 (década de 1980), 9/10 (década de 1990)
- Alfa-Romeo: 22/23 (década de 1980)
- Minardi: 23/24 (década de 1980)

A McLaren, é um caso à parte, pois nunca conseguiu estabelecer uma identidade numérica no decorrer das décadas de 1970, 1980 e 1990. Na década de 1980 deteve por muito tempo os números 1 e 2, mas bastava haver um campeão de outra equipe que a sua numeração mudava de forma drástica. A McLaren também serviu de "fiel da balança" para determinar as numerações de outras equipes. Em 1977, ela corria com os números 1 e 2 e em 78, o direito de usar o n.º1 passou para Niki Lauda que estava indo para Brabham, que ganharia por tabela os n.ºs 1 e 2. A McLaren então, foi tampar o 7 e 8 da Brabham. Em suma, a McLaren sempre foi a equipe-tampão de números: Usou o 11 e 12 da Lotus em 1988 (pois Nelson Piquet, que havia sido campeão em 1987 pela Williams, correu pela Lotus no ano seguinte) e o 27 e 28 da Ferrari em 1990 (quando Alain Prost, campeão em 1989, deixou a escuderia inglesa pela italiana). Foi só a partir de 1993, que a equipe McLaren que passou a adotar os seus próprios números que foram o 7 e 8 que pertenceram à equipe Brabham até 1992,com a saída da Brabham da Fórmula 1 na temporada de 1992 e a equipe Williams usar os números 0 e 2 em 1993 por ter sido a equipe campeã de construtores em 1992 e, em razão de nenhum piloto ter o direito de usar o número 1 com a saída do piloto Nigel Mansell da Fórmula 1 após ter sido o campeão da temporada de 1992.
A partir de 1996, foi reformulada a numeração das equipes, visto que nas últimas temporadas, alguns números ficavam lacunosos. Com isso, o campeão continuaria a ter o direito a usar o n.º 1, mas os números 3 e 4 iriam para equipe vice-campeã (ou campeã em alguns casos), 5 e 6 para o 3º e assim vai. Foi quebrada uma tradição, os números viraram RG's simbólicos, não há mais aquele carisma em torno de um número, a ponto de o Sr. Jordan esconder o n.º12, o mesmo com o qual Senna se consagrou na F1.
Depois de 1973, somente um piloto usou o número 1 sem ter sido campeão: Ronnie Peterson em 1974, ganhou o direito pelo fato da aposentadoria de Jackie Stewart (campeão de 1973) e da Lotus ter sido a campeã de construtores daquele ano.
O número 0 foi usado apenas em 3 temporadas. Em 1973, Jody Scheckter usou esse número em caráter experimental. Mas em 1993, ele entrou em cena novamente quando a FIA determinou que devido a saída de Nigel Mansell da F1, ninguém teria direito a usar o número 1 sem ser campeão. Esse número apareceu em 1993 e 1994 (neste último caso, devido à aposentadoria do campeão da temporada anterior, Alain Prost) nos carros de Damon Hill.
Curiosamente, o maior número já usado na F1 foi o número 208 que foi utilizado pela única mulher que conseguiu pontuar, Lella Lombardi. A F1 tem muitas curiosidades sobre cada número como o número 5 que foi o número utilizado por diversos campeões em diversos títulos.
Desde o advento da numeração fixa, o número 13 nunca foi formalmente adotado pela FIA, por superstição. O número havia sido usado em apenas duas ocasiões: antes da numeração fixa, pelo mexicano Moisés Solana, no Grande Prêmio do México de 1963, e depois, pela inglesa Divina Galica, nas sessões classificatórias do Grande Prêmio da Grã-Bretanha de 1976, até o venezuelano Pastor Maldonado adotar o número nas temporadas de 2014 e 2015.
A partir de 2014, o critério de numeração mudou e cada piloto poderia escolher um número aleatório para usar durante um ano ou durante a carreira para que se criasse uma identificação com eles como ocorreu entre as equipes durante o período de 73 e 96. Daniel Ricciardo, por exemplo, escolheu o nº 3, Valtteri Bottas pegou o nº 77, e o já mencionado Pastor Maldonado selecionou o nº 13, que não havia sido usado em quase quatro décadas. O número 1 continua sendo usado apenas pelo campeão e o primeiro que usou este número neste novo formato de numeração foi o Sebastian Vettel na temporada de 2014. Em 2015 e 2016, o inglês Lewis Hamilton teria direito a usar o nº 1 por ser o atual campeão, mas preferiu manter o nº 44 por superstição. Em 2017, o alemão Nico Rosberg passou a ter esse direito, no entanto, se aposentou ao término da temporada anterior e nenhum piloto pôde usar o nº 1 naquele ano. De 2018 até 2021, o direito de ostentar o nº 1 voltou a ser de Hamilton, embora este tenha permanecido com o seu tradicional número 44. E em 2022 e 2023, o neerlandês Max Verstappen optou por trocar o seu nº 33 pelo nº 1, por ter vencido os dois últimos campeonatos.
Em 2015, o número 17 que era usado pelo francês Jules Bianchi, que morreu em consequência de um acidente sofrido no GP do Japão de 2014, foi aposentado em homenagem ao piloto falecido e não pode mais utilizado por nenhum piloto na Fórmula 1 desde então.

## Grandes Prêmios e autódromos
| países que sediam atualmente um Grande Prêmio de Fórmula 1. países que sediaram um Grande Prêmio de Fórmula 1. |

Países que já sediaram a Fórmula 1.

Na temporada de 2016 foram disputados 21 Grandes Prêmios de Fórmula 1 tendo mais etapas do que a temporada de 2012 (20 etapas). Isso se deve ao fato de que o autódromo de Nürburgring não foi capaz de pagar sua taxa de inscrição à FOM (Formula One Management), e acabou ficando de fora da temporada atual.
Atualmente, não há nenhum grande prêmio no continente africano (a F1 já correu em dois países africanos: Marrocos, no circuito de Ain-Diab, e na África do Sul, no Circuito de Kyalami).
Os GPs são disputados em diversos países da Ásia, Europa, Oriente Médio, Oceania e América, incluindo o Brasil.
A grande novidade da temporada de 2014 foi o GP da Rússia: o evento aconteceu no circuito de Sochi, em volta do parque olímpico construído especialmente para os Jogos Olímpicos de Inverno de 2014.
No Brasil, duas cidades já sediaram GPs: Rio de Janeiro, no Autódromo de Jacarepaguá, e São Paulo, no Autódromo de Interlagos, onde, atualmente, é realizado o Grande Prêmio do Brasil. Além disso, uma prova fora do campeonato foi realizada em Brasília no ano de 1974.

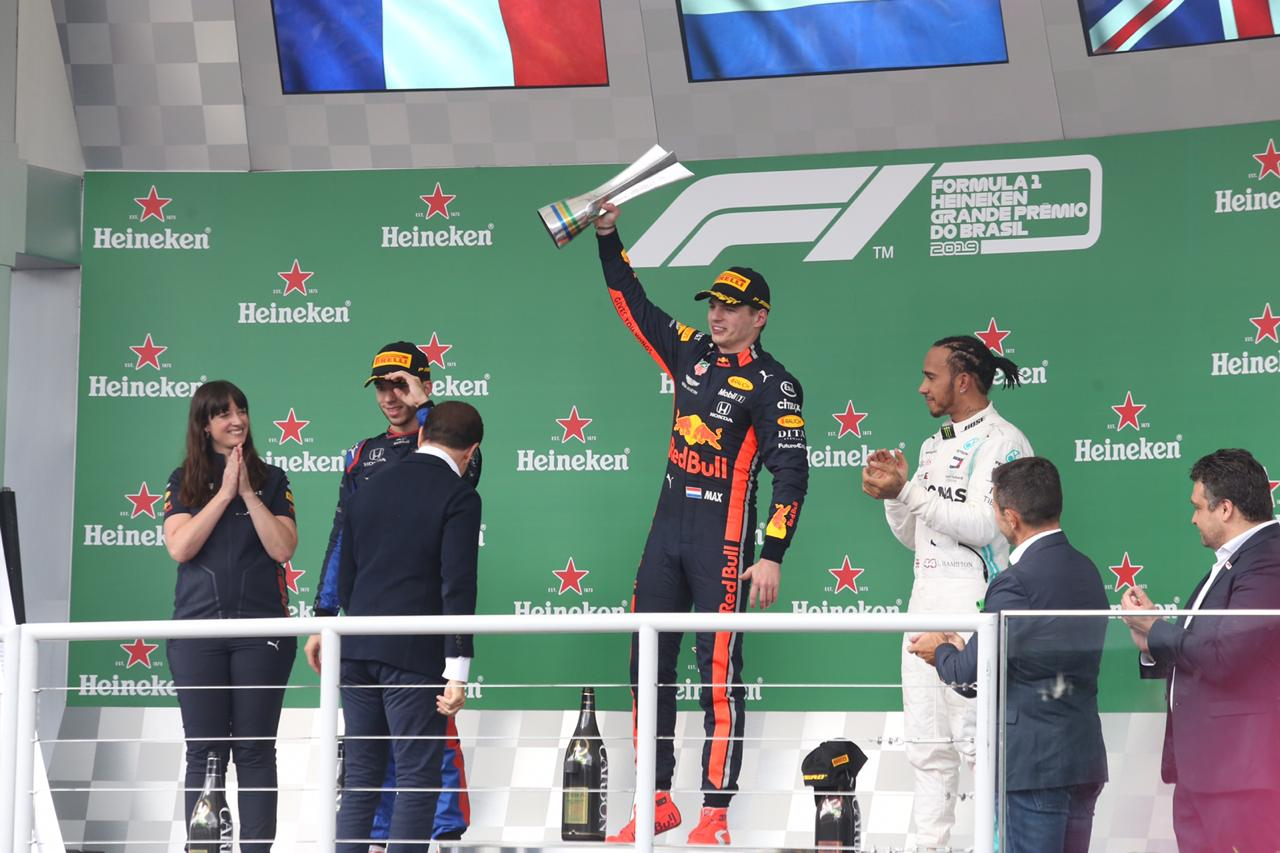
Premiação aos pilotos vencedores do Grande Prêmio do Brasil de F1 de 2019

## Bandeiras
Quando algo que ocorre na pista necessita da atenção de todos os pilotos, são exibidas bandeiras coloridas próximas a linha de chegada/largada. Os pilotos também podem ser avisados pelo rádio, pelos chamados spotters, mas como estes avisos normalmente são críticos e o rádio pode apresentar problemas durante um Grande Prêmio, usa-se o método das bandeiras que é mais prático e seguro.
As bandeiras são mais habitualmente usadas para avisar os pilotos sobre a entrada ou a saída do safety car ou perigos na pista. As bandeiras usadas atualmente são:
| Bandeira | Descrição |
| -------- | --- |

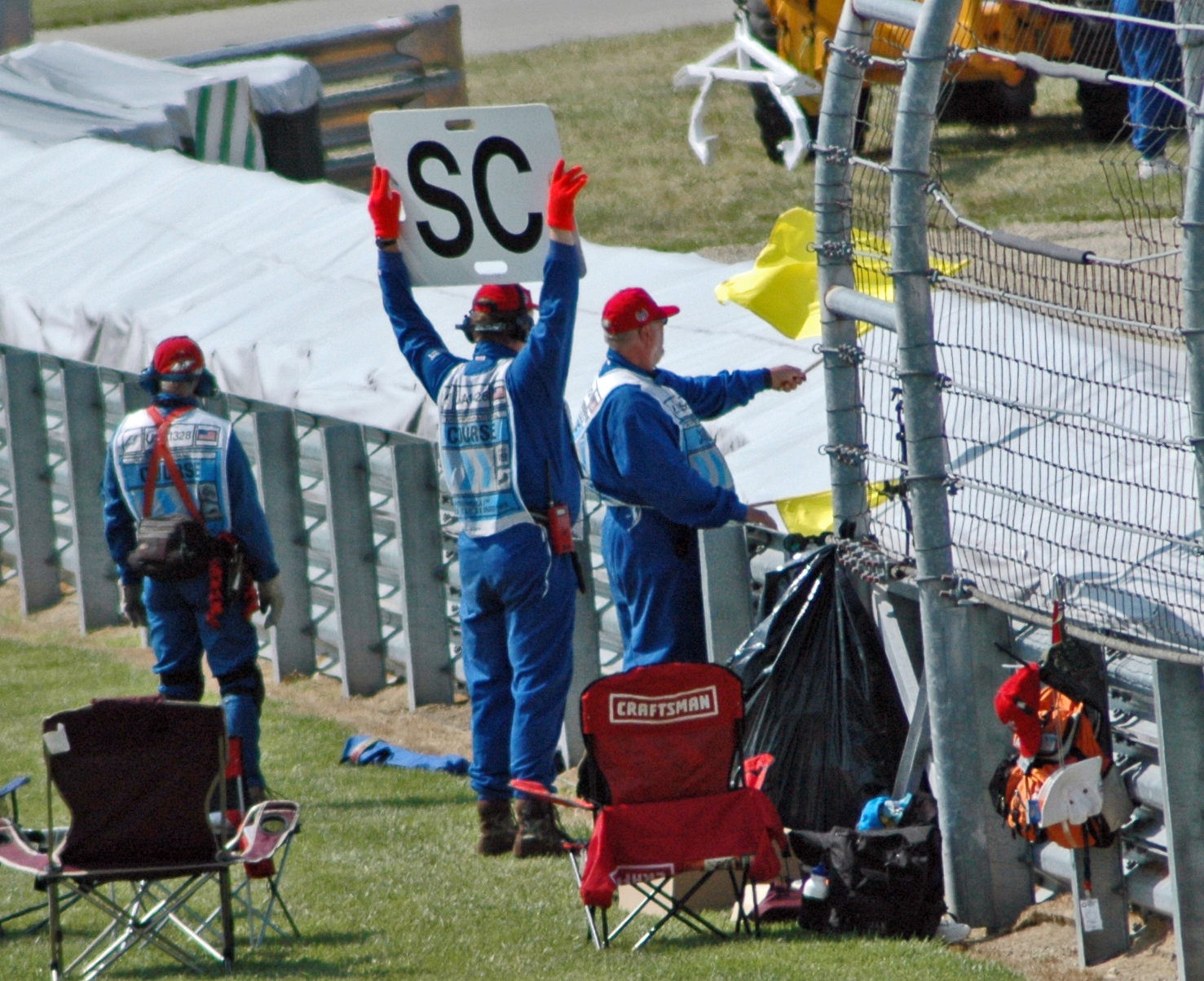
Bandeira amarela e placa indicando que o Safety Car está na pista

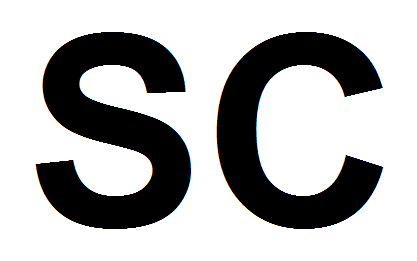
Placa de Safety Car (SC)

Painel do Safety Car Virtual

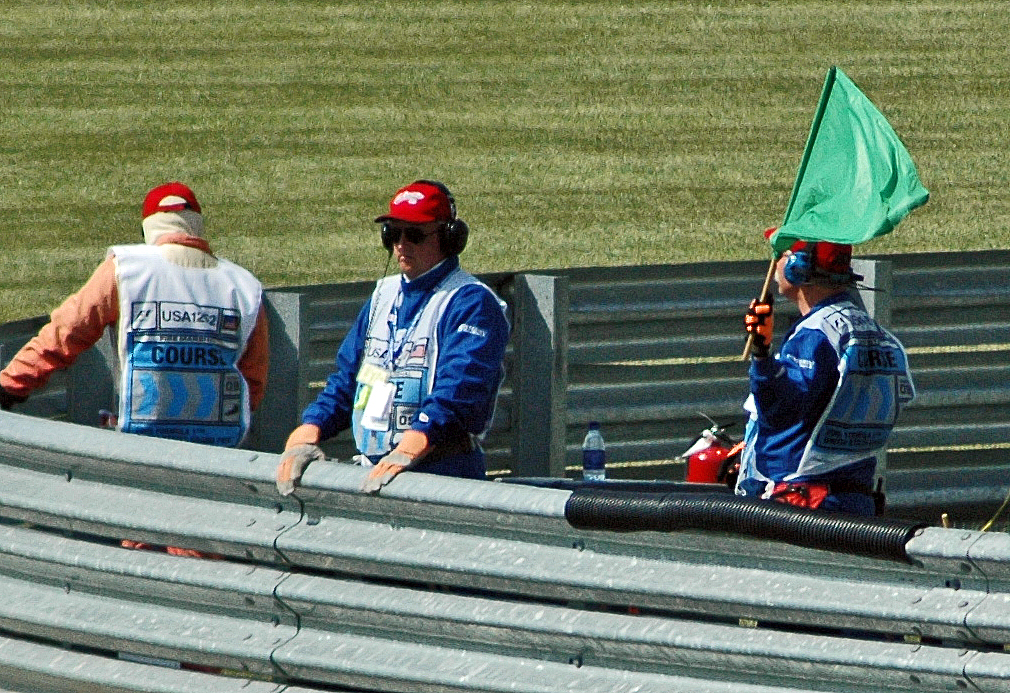
Bandeira verde indicando pista "livre"

|          | Bandeira Amarela É uma indicação ao piloto de perigo na pista como um carro parado em local perigoso ou algum objeto na pista. Se houver apenas uma bandeira, a intenção é advertir o piloto. Caso sejam duas bandeiras, o piloto deve tomar mais atenção e estar preparado para reduzir bastante a velocidade no trecho. São proibidas ultrapassagens no ponto que estiver a bandeira amarela. - 1 Bandeira: Perigo adiante, detritos resultantes de acidente; pilotos devem reduzir a velocidade ao cruzar o local do acidente. - 2 Bandeiras: Grande perigo adiante; pilotos devem preparar-se para uma eventual parada, se necessário. - 1 Bandeira e a Placa de VSC: Os pilotos terão de respeitar uma velocidade imposta pela FIA em cada setor da pista. Quem não respeitar, poderá ser penalizado. - 1 Bandeira e a Placa de SC: Entrada do safety car; pilotos devem reduzir a velocidade e aguardar uma nova formação. |
|          | Bandeira Azul Dê passagem (o retardatário) a um carro mais veloz que quer ultrapassar. Pelas regras de 2009, o piloto deverá permitir a passagem até três curvas após lhe ser mostrada a bandeira ou arrisca penalizações (geralmente essa punição se dá através da passagem pelo box sem parada, ou parada de 10 segundos). |
|          | Bandeira Verde Pista livre após incidente. Os pilotos podem voltar a acelerar normalmente. |
|          | Bandeira Vermelha Corrida paralisada devido a acidente nas duas primeiras voltas, ou devido a problemas meteorológicos ou acidentes particularmente graves. A bandeira também pode indicar o término da prova em virtude desta falta de segurança. |
|          | Bandeira Listrada em Amarelo e Vermelho Mostra ao piloto que a pista está escorregadia, seja por óleo derramado no asfalto ou por água em excesso em alguns pontos do circuito. |
|          | Bandeira Branca Carro lento na pista. Pode ser uma ambulância ou qualquer outro carro de serviço na pista. |
|          | Bandeira Quadriculada Na prova, essa bandeira mostrada pela primeira vez ao piloto que vence o GP. Em seguida, ela é dada aos pilotos que cruzam após o vencedor. Já nos treinos, a bandeira quadriculada indica o término da sessão, e os pilotos que cruzam antes dela podem encerrar sua volta e ela será computada para efeito de classificação. |
|          | Bandeira metade Preta, metade Branca na Diagonal Vem acompanhada com o número do piloto. Tomou alguma atitude antidesportiva, a qual deve ser corrigida o mais rápido possível para não haver desclassificação. |
|          | Bandeira Preta Vem acompanhada do número do piloto e mostra que ele deve retornar ao pit, pois foi desclassificado da prova em virtude de alguma irregularidade. |
|          | Bandeira Preta com um Círculo Laranja Vem acompanhada com o número do piloto. Indica que há algum problema técnico. O piloto deverá voltar aos boxes. |

## Sistema de pontuação
O sistema de pontuação da categoria já passou por diversas modificações durante os anos.
A Temporada 2010 marcou o início de um novo esquema de pontuação que passou a premiar até o 10º colocado em cada Grande Prêmio.
A partir da temporada 2019, o piloto que fizer a volta mais rápida e estiver dentre os dez primeiros colocados irá ganhar um ponto extra.
| Sistema de pontuação | Sistema de pontuação | Sistema de pontuação | Sistema de pontuação | Sistema de pontuação | Sistema de pontuação | Sistema de pontuação | Sistema de pontuação | Sistema de pontuação | Sistema de pontuação | Sistema de pontuação |
| Temp./Pos.           | 1º                   | 2º                   | 3º                   | 4º                   | 5º                   | 6º                   | 7º                   | 8º                   | 9º                   | 10º                  |
| -------------------- | -------------------- | -------------------- | -------------------- | -------------------- | -------------------- | -------------------- | -------------------- | -------------------- | -------------------- | -------------------- |
| 1950–1959            | 8                    | 6                    | 4                    | 3                    | 2                    |                      |                      |                      |                      |                      |
| 1960                 | 8                    | 6                    | 4                    | 3                    | 2                    | 1                    |                      |                      |                      |                      |
| 1961–1990            | 9                    | 6                    | 4                    | 3                    | 2                    | 1                    |                      |                      |                      |                      |
| 1991–2002            | 10                   | 6                    | 4                    | 3                    | 2                    | 1                    |                      |                      |                      |                      |
| 2003–2009            | 10                   | 8                    | 6                    | 5                    | 4                    | 3                    | 2                    | 1                    |                      |                      |
| 2010–Presente        | 25                   | 18                   | 15                   | 12                   | 10                   | 8                    | 6                    | 4                    | 2                    | 1                    |

## Tipos de pneus
Desde 2011, a Pirelli tem sido a fornecedora de pneus do campeonato de F1 oficial.
Em 2019, para que o público casual entendesse mais os pneus, a Pirelli, ao pedido da FIA, reduziu os números de compostos para três de pista seca, sendo somente nomeado "Macio", "Médio" e "Duro". As cores para o macio são o mesmo que o "Supermacio", os médios o mesmo que o "Macio" e os duros o mesmo que o "Médio." Mesmo assim, os compostos são numerados tecnicamente de C1 a C5, sendo o C1 mais duro, enquanto o C5 mais macio. A consistência dos pneus afeta o desempenho do carro: pneus mais macios permitem desenvolver mais velocidade, mas são menos duráveis, e o inverso vale para pneus duros.
| Nome do composto | Cor      | Cor | Banda de rolamento | Condições de condução          | Dry Type*    |
| ---------------- | -------- | --- | ------------------ | ------------------------------ | ------------ |
| Macio            | Vermelho |     | Lisa               | Seco                           | Option       |
| Médio            | Amarelo  |     | Lisa               | Seco                           | Option/Prime |
| Duro             | Branco** |     | Lisa               | Seco                           | Prime        |
| Intermediário    | Verde    |     | Sulcos (em V)      | Molhado (chuva fraca/moderada) | x            |
| Chuva            | Azul     |     | Sulcos (biscoito)  | Molhado (chuva extrema)        | x            |

* A Pirelli designa 3 tipos de pneus secos para cada Grande Prêmio, sendo obrigatórios usar dois tipos de pneus durante a corrida.
**Os pneus de composto duro eram cinzentos nas temporadas 2011–2012, depois laranja de 2013 a 2017, depois azul-gelo em 2018.